# Política exterior de la primera presidencia de Donald Trump
La política exterior de Estados Unidos durante la primera presidencia de Donald Trump (2017-2021) se destacó por su imprevisibilidad y por incumplir compromisos internacionales anteriores, trastocar convenciones diplomáticas y adoptar políticas arriesgadas con la mayoría de los adversarios, así como relaciones más sólidas con los aliados tradicionales. La política Estados Unidos primero de Trump perseguía objetivos nacionalistas de política exterior y priorizaba las relaciones bilaterales sobre los acuerdos multinacionales. Como presidente, Trump se describió a sí mismo como un nacionalista al tiempo que defendía puntos de vista que se han caracterizado como aislacionistas, no intervencionistas y proteccionistas, aunque la etiqueta de «aislacionista» ha sido cuestionada. Personalmente elogió a algunos gobiernos populistas, neonacionalistas, iliberales y autoritarios, al tiempo que se enfrentó a otros, incluso cuando los diplomáticos de la administración nominalmente continuaron persiguiendo ideales prodemocracia en el extranjero.
Al asumir el cargo, Trump se basó más en el personal militar para sus políticas que cualquier administración anterior desde la presidencia de Ronald Reagan, y tuvo más asesores de la Casa Blanca que del Departamento de Estado para asesorarlo en relaciones internacionales; por ejemplo, asignó las políticas relacionadas con el proceso de paz en Medio Oriente al asesor principal Jared Kushner. El exdirector ejecutivo de ExxonMobil, Rex Tillerson, fue el primer secretario de Estado de Trump, designado por su experiencia y contactos en muchos otros países, particularmente Rusia. Durante el mandato de Tillerson en el Departamento de Estado, los recortes presupuestarios y la dependencia de Trump de los asesores de la Casa Blanca llevaron a informes de los medios de que el Departamento de Estado había sido notablemente «marginado». El exdirector de la CIA Mike Pompeo sucedió a Tillerson como Secretario de Estado en abril de 2018.
Como parte de la política de Estados Unidos primero, la administración Trump revaluó muchos de los compromisos multinacionales anteriores de Estados Unidos, incluida la retirada del Acuerdo Transpacífico, el Tratado INF, el CDHNU y la UNESCO, y el Acuerdo de París, e instó a los aliados de la OTAN a contribuir más en el reparto de los gastos de la alianza. La administración Trump introdujo una prohibición de viajar desde ciertos países de mayoría musulmana y reconoció a Jerusalén como la capital de Israel. Buscó un acercamiento con el líder norcoreano Kim Jong-un como parte de los esfuerzos por desnuclearizar la península de Corea, aunque Corea del Norte siguió ampliando su arsenal nuclear. Trump retiró a Estados Unidos del acuerdo nuclear con Irán y aumentó las sanciones contra Irán, precipitando varios enfrentamientos entre los dos países. Aumentó la beligerancia contra Venezuela y Nicaragua mientras supervisaba la retirada de tropas estadounidenses de Siria, Irak, Somalia y Afganistán, al tiempo que acordaba con los talibanes una retirada total condicional de Afganistán en 2021. También incrementó los ataques con drones estadounidenses en África, y continuó la guerra contra el terrorismo y la campaña de Estados Unidos contra la organización terrorista Estado Islámico, incluida la supervisión de la muerte de su líder Abu Bakr al-Baghdadi en octubre de 2019. En enero de 2020, Trump ordenó un ataque con aviones no tripulados en Irak que asesinó al mayor general iraní Qasem Soleimani.
La administración Trump a menudo utilizó la presión económica para hacer cumplir sus objetivos de política exterior. Los aranceles a las importaciones de Trump agitaron a los socios comerciales y desencadenaron una guerra comercial con China. También firmó el Tratado entre Estados Unidos-México-Canadá (T-MEC), un acuerdo comercial continental que reemplazó al TLCAN. La administración de Trump negoció el acuerdo Kosovo-Serbia, los Acuerdos de Abraham y los posteriores acuerdos de normalización árabe-israelí con Baréin, Sudán y Marruecos.

## África
La administración de Trump fue acusada de «ignorar» en general a África, en particular al África subsahariana. En octubre de 2017, todavía estaban vacantes altos cargos diplomáticos relacionados con el continente, incluido el subsecretario de Estado para Asuntos Africanos y el Subsecretario Adjunto de Defensa para África. Las operaciones militares estadounidenses en la región continuaron, pero no había una declaración clara de objetivos o directrices para el Comando África de Estados Unidos en ese momento, encabezado por el general Thomas Waldhauser. Alan Patterson luego se desempeñaría como subsecretario adjunto de Defensa para África de diciembre de 2017 a octubre de 2018 y Tibor P. Nagy se convertiría en subsecretario de Estado para Asuntos Africanos el 23 de julio de 2018.
Durante una reunión sobre inmigración en el verano de 2017, se reportó que Trump dijo que los nigerianos, una vez que llegaran a Estados Unidos, nunca «volverían a sus chozas». La Casa Blanca negó rotundamente la afirmación. En una reunión con líderes del Congreso el 11 de enero de 2018, Trump preguntó durante una discusión sobre la inmigración de África por qué Estados Unidos querría gente de «todos estos países de mierda», sugiriendo que sería mejor recibir inmigrantes de países como Noruega. El comentario fue calificado de racista por muchos líderes extranjeros y un portavoz de la ONU. La Unión Africana dijo que estaba «alarmada» por el comentario, que «va en contra de todo comportamiento y práctica aceptados». Los embajadores africanos en Washington planearon reunirse la semana siguiente para discutir una respuesta. Expresaron su consternación por el hecho de que fuera necesario algo como aquello para llamar la atención sobre África cuando el continente tenía tantos otros problemas, como el hambre y la guerra civil, que Washington ignoraba.

### Egipto

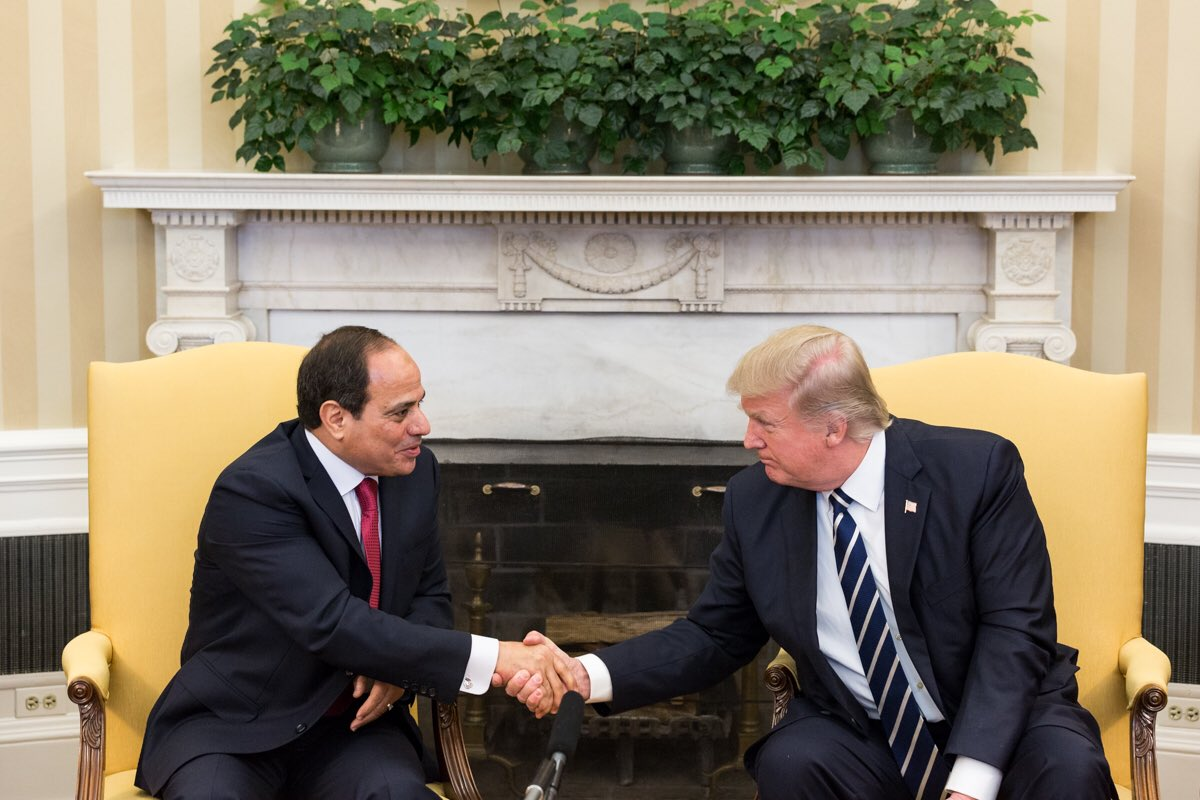
Trump saluda al presidente egipcio Abdel Fattah el-Sisi en abril de 2017.

Durante la campaña, Trump describió al presidente de Egipto, Abdel Fattah el-Sisi, como un «tipo fantástico», y elogió su manejo de varios acontecimientos políticos en Egipto, como un levantamiento masivo a finales de junio de 2013 en Egipto contra el expresidente Mohamed Morsi, a lo que siguió el golpe de Estado a Morsi por parte de El-Sisi el 3 de julio de 2013. Trump dijo que había un «buen sentimiento entre (ellos)».
En abril de 2017, Trump dio la bienvenida a El-Sisi a la Casa Blanca y dijo: «Apoyamos mucho al presidente Sisi; ha hecho un trabajo fantástico en una situación muy difícil» y le aseguró a El-Sisi que «tiene un gran aliado en la Estados Unidos y en mí». En contraste, Sisi nunca fue invitado a la Casa Blanca durante la administración Obama, que criticó a las autoridades post-Morsi en Egipto, así como el historial de derechos humanos de Egipto.

### Etiopía
En septiembre de 2020, Estados Unidos suspendió parte de su ayuda económica a Etiopía debido a la falta de avances suficientes en las negociaciones con Sudán y Egipto sobre la construcción de la Gran Presa del Renacimiento Etíope. El 24 de octubre de 2020, el presidente Donald Trump declaró en una llamada telefónica pública al primer ministro de Sudán, Abdalla Hamdok, y al primer ministro de Israel, Netanyahu, que «es una situación muy peligrosa porque Egipto no podrá vivir de esa manera… Y yo lo dije y lo digo alto y claro: van a volar esa presa. Y tienen que hacer algo». El primer ministro etíope, Abiy Ahmed, respondió que «Etiopía no cederá ante agresión de ningún tipo» y que las amenazas eran «violaciones equivocadas, improductivas y claras del derecho internacional».

### Libia
La administración Trump continuó las operaciones contra el Estado Islámico de la administración Obama en Libia.

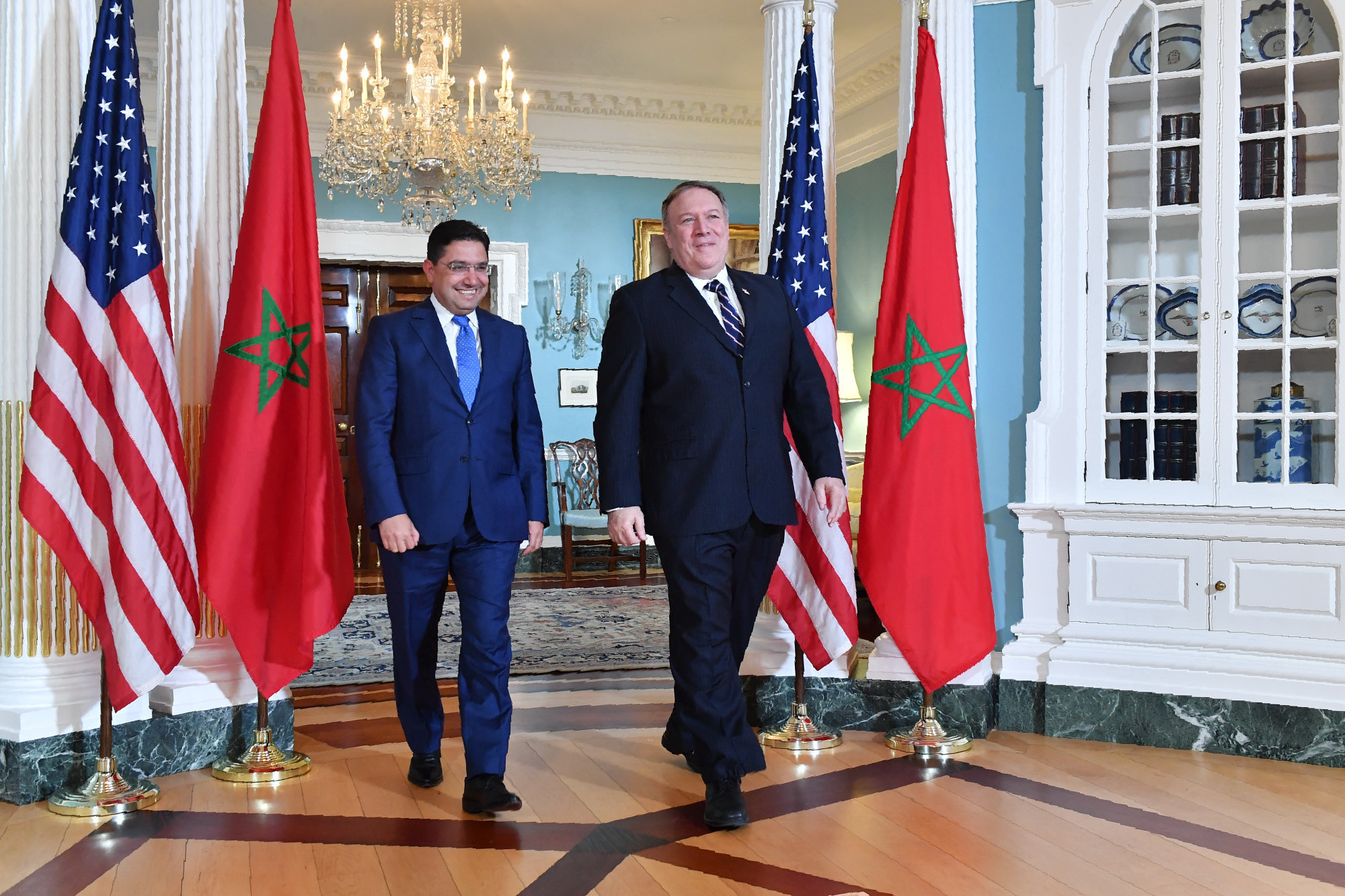
El secretario de Estado Mike Pompeo con el ministro de Asuntos Exteriores marroquí, Nasser Bourita en septiembre de 2018.

El 10 de diciembre de 2020, el presidente Trump anunció que Estados Unidos reconocería oficialmente los reclamos de Marruecos sobre el territorio en disputa del Sáhara Occidental, como resultado de que Marruecos aceptara normalizar las relaciones con Israel. Marruecos había anexado el territorio en 1975.

### Sudáfrica
El 23 de agosto de 2018 Trump ordenó públicamente al Secretario de Estado Mike Pompeo que investigara los ataques a granjas en Sudáfrica, una instrucción que fue ampliamente descrita en los principales medios de comunicación como que el gobierno se relacionaba con una teoría de conspiración infundada sobre el genocidio blanco. Los medios reprendieron rotundamente la medida, y la revista New York afirmó que Trump estaba intentando «cambiar la conversación a una sobre el "genocidio blanco" en Sudáfrica», Esquire denunció que el «presidente de los Estados Unidos ahora está promoviendo abiertamente una teoría de la conspiración racista internacional como política exterior oficial de los Estados Unidos». Según el SPLC, Trump había «tuiteado su intención de poner toda la fuerza del Departamento de Estado de Estados Unidos detrás de una teoría de conspiración nacionalista blanca».
La orden de Trump provocó una «reacción airada en Sudáfrica», donde muchos políticos respondieron críticamente, incluido el exembajador de Estados Unidos en Sudáfrica, Patrick Gaspard, el vicepresidente de RSA, David Mabuza, y el parlamentario Julius Malema, quien respondió a Trump declarando que «no hay genocidio blanco en Sudáfrica» y que la intervención del presidente de Estados Unidos en sus actuales cuestiones de reforma agraria «sólo los hizo más decididos a expropiar nuestras tierras sin compensación». Trump ya había causado controversia sobre el tema como candidato presidencial en 2016, cuando volvió a publicar contenido de una cuenta de redes sociales llamada WhiteGenocideTM.

## América
El 3 de marzo de 2019, el consejero de Seguridad Nacional John Bolton invocó la doctrina Monroe al describir la política de la administración Trump en las Américas, diciendo: «En esta administración no tenemos miedo de usar la palabra "Doctrina Monroe"... Ha sido el objetivo de los presidentes estadounidenses, desde (el presidente) Ronald Reagan para tener un hemisferio completamente democrático».
En septiembre de 2019, tras la salida de John Bolton de la administración, Trump afirmó que las opiniones de Bolton «no eran necesariamente más duras» que las suyas: «en algunos casos, pensó que lo que estábamos haciendo era demasiado duro». Trump afirmó que sus propios puntos de vista sobre Cuba y Venezuela eran «mucho más fuertes» que los de Bolton y afirmó que lo estaba «frenando». En mayo de 2019, Trump ofreció una visión diferente de Bolton: «De hecho, modero a John, lo cual es bastante sorprendente».

### Argentina

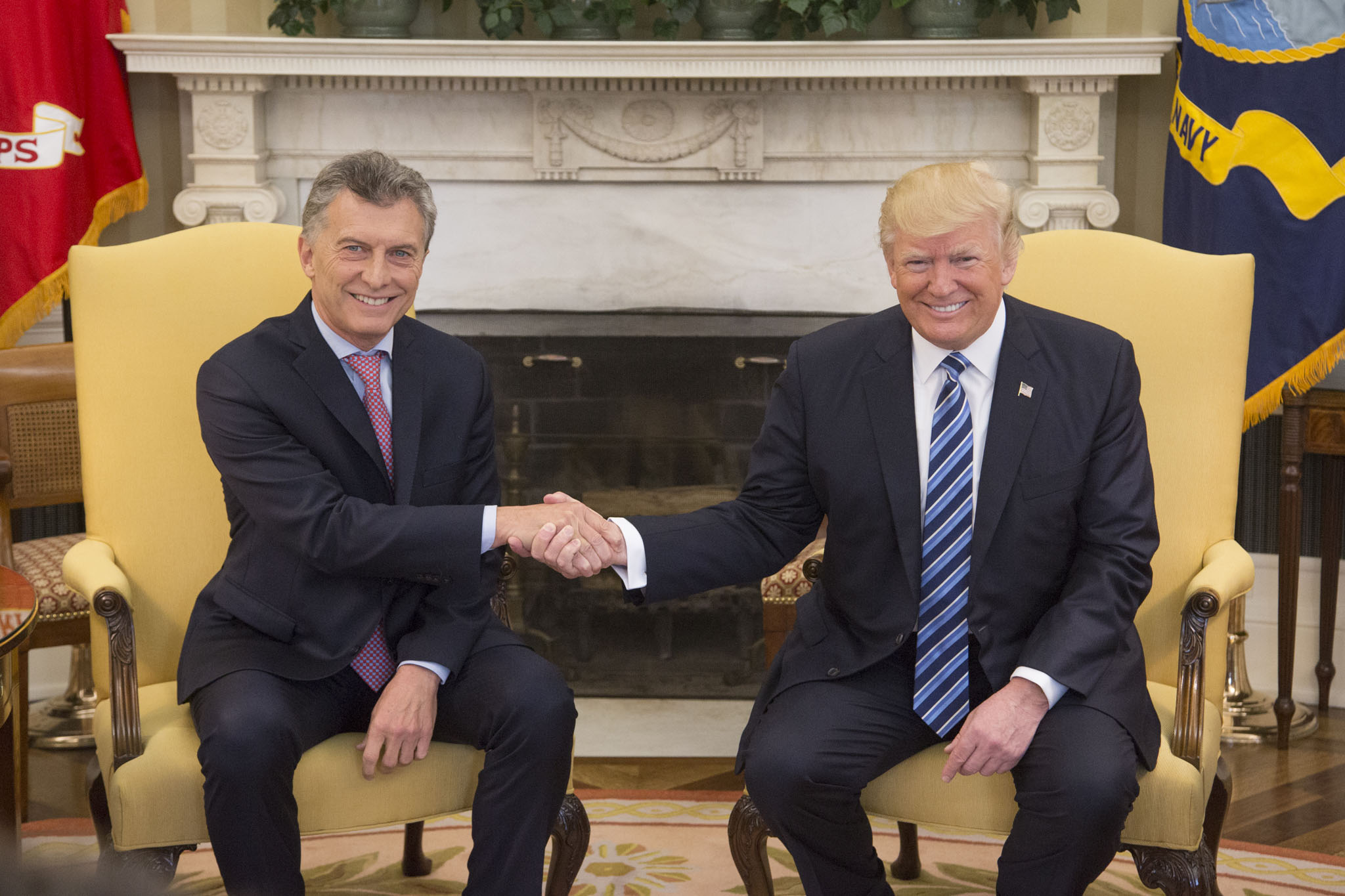
Trump y el presidente argentino Mauricio Macri en abril de 2017.

En abril de 2017 el presidente Trump recibió al presidente Mauricio Macri en Washington D. C. Se reunieron en la Casa Blanca el 27 de abril para hablar sobre comercio. Cuando el submarino ARA San Juan desapareció el 15 de noviembre de 2017, durante una patrulla de rutina en el Atlántico Sur frente a las costas de Argentina, Trump ofreció la ayuda de Estados Unidos para encontrar el submarino.
Durante la cumbre del G20 en junio de 2018 realizada en Argentina, el presidente Trump le sugirió "medio en serio, medio en broma" al presidente argentino Mauricio Macri "Deberías conquistar Chile, de forma que puedan tener salida a los dos océanos", según relató Macri en 2025.

### Brasil

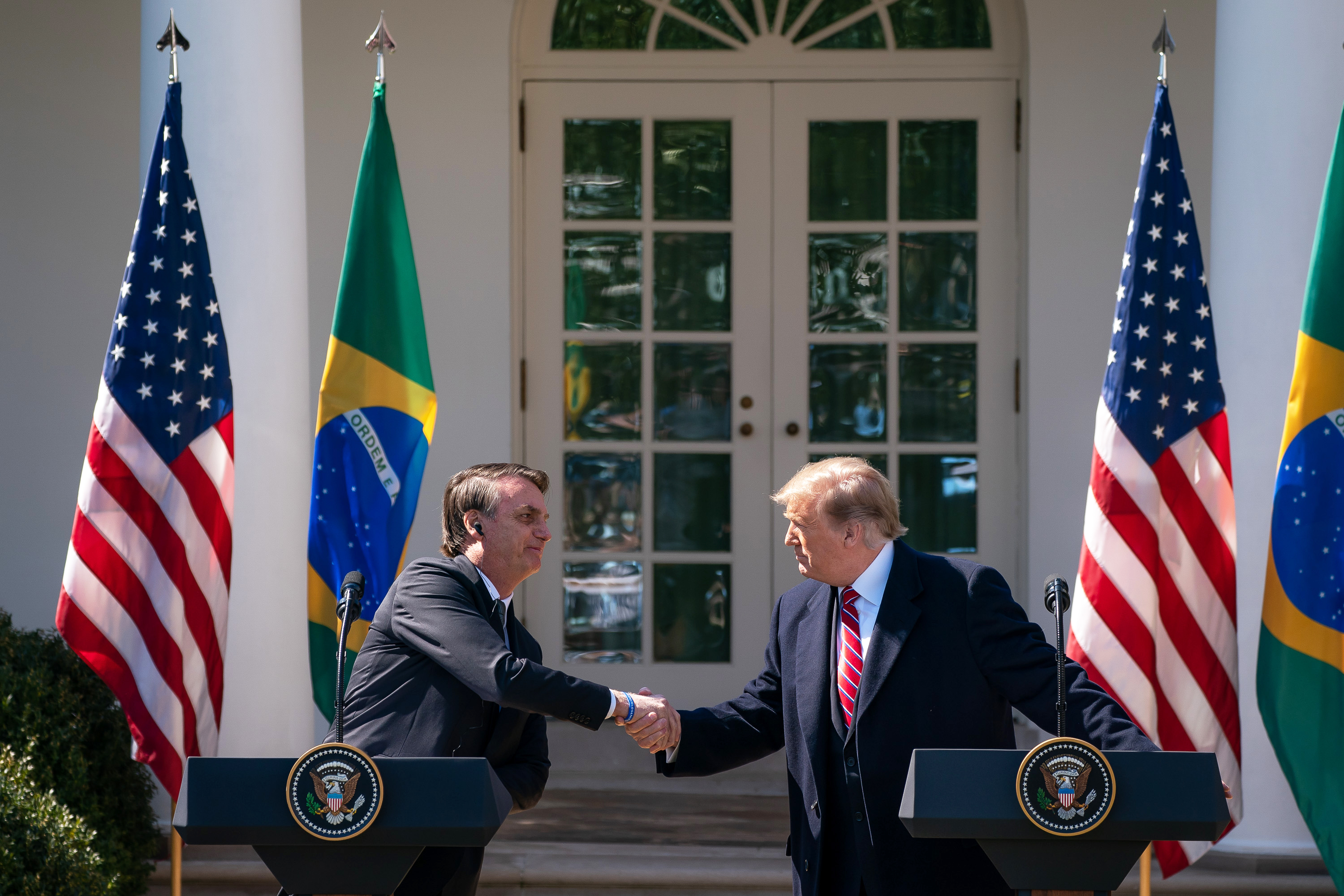
El presidente de Brasil, Jair Bolsonaro, junto al presidente de los Estados Unidos, Donald Trump, en la Casa Blanca, marzo de 2019.

Brasil y Estados Unidos se volvieron a acercar con la victoria del presidente de derechas, Jair Bolsonaro, en las elecciones generales brasileñas de 2018. En la primera visita oficial del presidente brasileño a Estados Unidos en marzo de 2019, Trump anunció a Brasil como un importante aliado no perteneciente a la OTAN. En mayo, el gobierno estadounidense, a través de Kimberly Breier, subsecretaria de Estado para Asuntos del Hemisferio Occidental, anunció su apoyo formal al ingreso de Brasil a la OCDE.

### Canadá

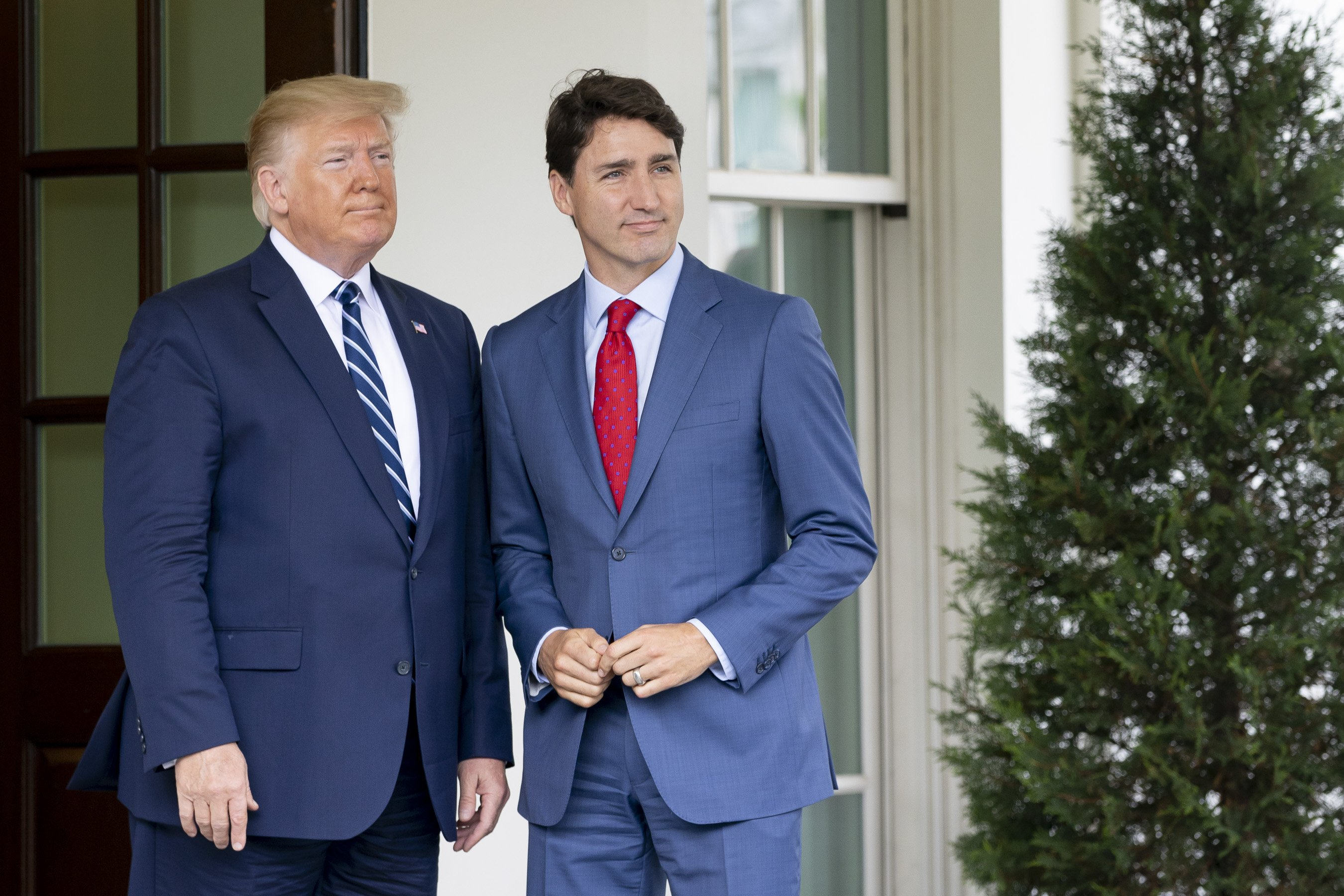
Trump y el primer ministro canadiense Justin Trudeau en junio de 2019.

Trump se reunió en febrero de 2017 con el primer ministro canadiense Justin Trudeau en la Casa Blanca. Trudeau fue el tercer líder mundial a quien Trump recibió desde su toma de posesión como presidente, después de la británica Theresa May y el japonés Shinzo Abe. En la reunión, Trump afirmó que percibía la relación de Estados Unidos con Canadá como diferente de su relación con México, y dijo que sólo preveía ajustes menores en el lado canadiense del TLCAN. En la reunión, Trump y Trudeau también discutieron una mayor cooperación en la frontera entre Canadá y Estados Unidos, la lucha contra el abuso de opioides, la energía limpia y el establecimiento de un consejo conjunto para promover a la participación de las mujeres en los negocios.
En abril de 2017 el gobierno de Trump tomó medidas sobre la antigua disputa entre Canadá y Estados Unidos sobre la madera blanda, planteando la posibilidad de una guerra comercial. Tras el comentario de Trump de que las prácticas comerciales de madera de Canadá son injustas, el Departamento de Comercio de los Estados Unidos anunció planes para imponer un derecho retroactivo del 30 al 40% sobre los envíos de madera canadiense a los Estados Unidos. El ministro de Comercio de Canadá dijo: «Canadá no se dejará disuadir y defenderá vigorosamente nuestra industria». Tras el anuncio, el dólar canadiense cayó a su nivel más bajo en 14 meses.
El 20 de junio de 2019 Trump y Justin Trudeau se reunieron y mantuvieron conversaciones «positivas» en la Casa Blanca acerca de temas relacionados con la ratificación del Acuerdo entre Estados Unidos, México y Canadá, las detenciones de la directora financiera de Huawei, Meng Wanzhou, y los ciudadanos canadienses Michael Spavor y Michael Kovrig, el enfrentamiento con China y las negociaciones arancelarias. Trump llamó a Trudeau un «amigo» y, después del viaje de Trudeau, los funcionarios y los medios canadienses y estadounidenses en general consideraron constructivas las conversaciones y que ayudaron a descongelar las relaciones entre los dos aliados, que se habían enfriado notablemente en los primeros años de la presidencia de Trump.

### Chile

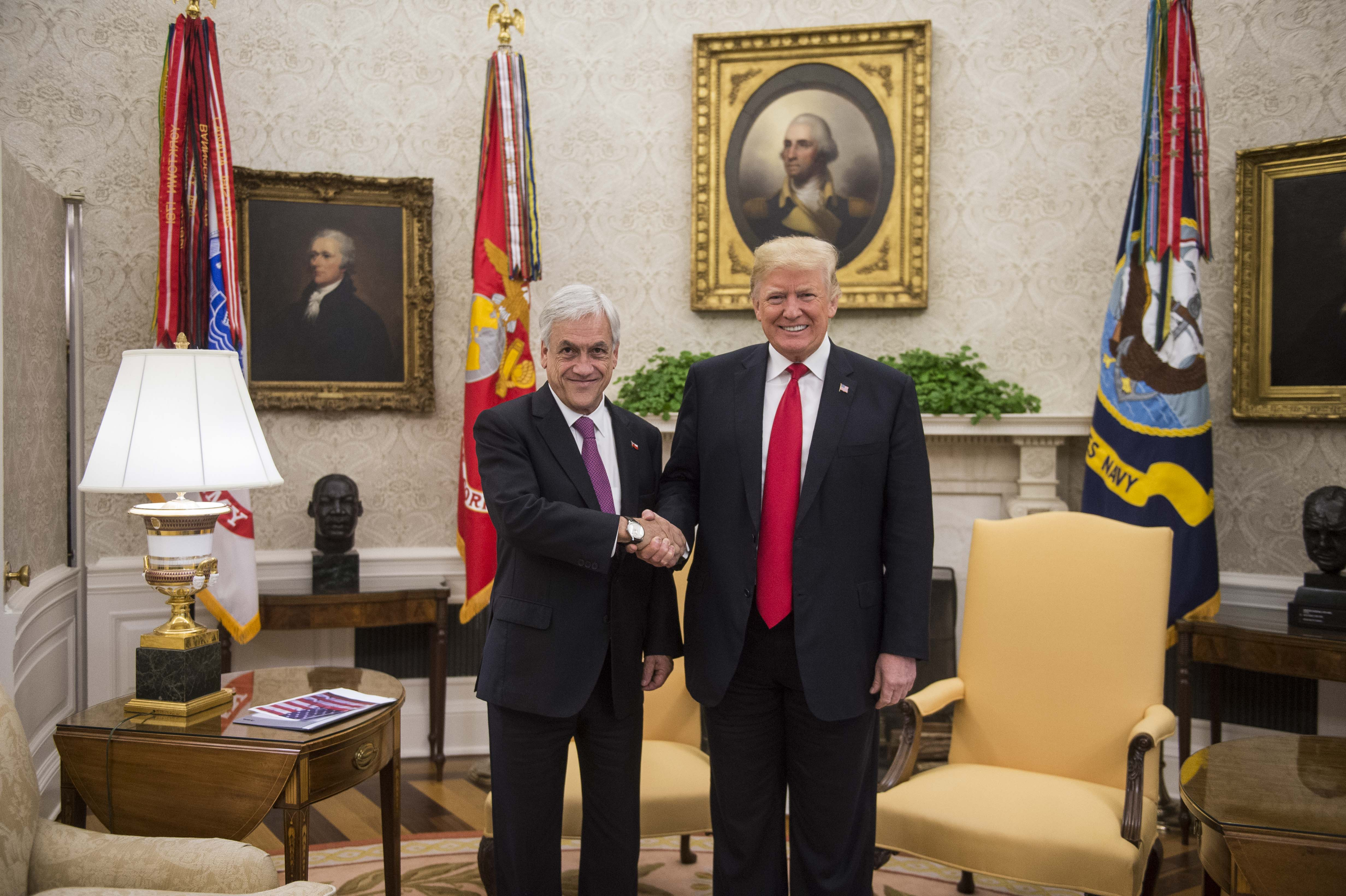
Trump y el presidente chileno Sebastián Piñera en septiembre de 2018.

Trump llamó al presidente Sebastián Piñera en enero de 2018, meses antes de su regreso al Palacio de La Moneda y habló sobre el Tratado de Libre Comercio Chile-Estados Unidos, la reforma tributaria aprobada por el Senado estadounidense, las protestas iraníes de 2017-2018, y especialmente sobre la crisis en Venezuela.
Durante la cumbre del G20 en junio de 2018 realizada en Argentina, el presidente Trump le sugirió "medio en serio, medio en broma" al presidente argentino Mauricio Macri "Deberías conquistar Chile, de forma que puedan tener salida a los dos océanos", según relató Macri en 2025.
El presidente Trump recibió al presidente Piñera en Washington D. C. en septiembre de 2018. Inicialmente Chile estaba encargado de albergar la APEC 2019, donde Trump planeaba firmar un acuerdo comercial con China para poner fin a la guerra comercial, sin embargo, ocurrieron las protestas chilenas de 2019. El presidente Trump llamó a Piñera y denunció «esfuerzos extranjeros para socavar las instituciones, la democracia o la sociedad chilenas» y llamó a Chile «un aliado importante, y que trabaja para restaurar pacíficamente el orden nacional».
Trump insistió en ir a Chile antes de la cancelación definitiva del evento diciendo: «Sé que tienen algunas dificultades en este momento en Chile. Pero conozco a los chilenos y estoy seguro de que podrán resolverlo... Nosotros estamos considerando la posibilidad de adelantarnos a lo previsto para firmar una parte muy importante del acuerdo con China... mucho antes».
En 2020 Piñera y Trump hablaron sobre la pandemia de COVID-19.

### Cuba
Durante su campaña, Trump expresó su oposición al restablecimiento de relaciones diplomáticas plenas entre Estados Unidos y Cuba logrado en julio de 2015. Trump dijo que sólo restauraría relaciones diplomáticas plenas con Cuba si el régimen cubano cumplía sus demandas de restaurar las libertades políticas y liberar a los prisioneros políticos. Esto representó un cambio respecto de su posición expresada en septiembre de 2015 cuando dijo que la apertura con Cuba estaba «bien. Pero deberíamos haber llegado a un mejor acuerdo». Trump también dijo que se oponía a la Ley de Ajuste Cubano, que permite a cualquier cubano que llegue a suelo estadounidense permanecer en el país legalmente y solicitar la residencia permanente en Estados Unidos.
El 16 de junio de 2017 Trump anunció que cancelaría los acuerdos anteriores de la administración Obama con Cuba, al tiempo que expresó su esperanza de que se pudiera negociar un nuevo acuerdo entre Cuba y Estados Unidos.
El 1 de noviembre de 2018 el consejero de Seguridad Nacional John R. Bolton pronunció un discurso en Miami en el que nombró a Cuba como uno de los tres países que conforman una «troika de la tiranía».
El 12 de enero de 2021 Cuba fue añadida nuevamente a la lista de Estados patrocinadores del terrorismo y el secretario de Estado Mike Pompeo acusó al país de «brindar apoyo repetidamente a actos de terrorismo internacional» al albergar a fugitivos estadounidenses y a líderes rebeldes colombianos. El apoyo de Cuba a Nicolás Maduro en la crisis presidencial, que según Pompeo había permitido a la administración de Maduro mantener el poder y crear «un ambiente permisivo para que los terroristas internacionales vivan y prosperen dentro de Venezuela» fue otra razón para la nueva designación. La nueva designación se produjo apenas ocho días antes de que terminara la presidencia de Trump el 20 de enero al mediodía.

### Haití
Durante una reunión sobre inmigración en el verano de 2017, Trump supuestamente se opuso a recibir inmigrantes de Haití y supuestamente dijo que «todos tienen SIDA». La Casa Blanca negó el informe. Durante una reunión con líderes del Congreso el 11 de enero de 2018, Trump se quejó de la cantidad de inmigrantes de Haití y dijo: «¿Por qué necesitamos más haitianos? Sácalos». Luego se refirió a Haití y El Salvador, así como a naciones africanas no especificadas, como «países de mierda», aunque se cuestionaron hechos y detalles específicos sobre estos comentarios.

### México

#### Durante la campaña
Durante la campaña, Trump enfatizó la seguridad fronteriza de Estados Unidos y la inmigración ilegal como temas emblemáticos. Dijo: «Cuando México envía a su gente, no envía a los mejores... Traen drogas. Traen crimen. A sus violadores. Y algunos, supongo, son buenas personas». También habló de las drogas y las enfermedades infecciosas que «cruzan la frontera».
En sus discursos de campaña Trump prometió repetidamente construir un muro a lo largo de la frontera sur de Estados Unidos, diciendo que México pagaría su construcción mediante mayores tarifas de cruce fronterizo y aranceles del TLCAN. Trump dijo que su muro propuesto sería «un muro real. No un muro de juguete como el que tenemos ahora». Después de una reunión con el presidente mexicano Enrique Peña Nieto el 31 de agosto de 2016, Trump dijo que «no discutieron» quién pagaría el muro fronterizo. Nieto contradijo eso más tarde ese mismo día, diciendo que al inicio de la reunión «dejó claro que México no pagará por el muro». Más tarde ese día, Trump reiteró su posición de que México pagará para construir un muro «impenetrable» en la frontera sur.
Trump también prometió imponer aranceles (entre el 15 y el 35%) a las empresas que trasladaran sus operaciones a México. Criticó específicamente a Ford Motor Co., Carrier Corporation y Mondelez International. Y condenó el Tratado de Libre Comercio de América del Norte (TLCAN), diciendo que si es elegido presidente «o lo renegociaremos o lo romperemos».

#### Durante la presidencia

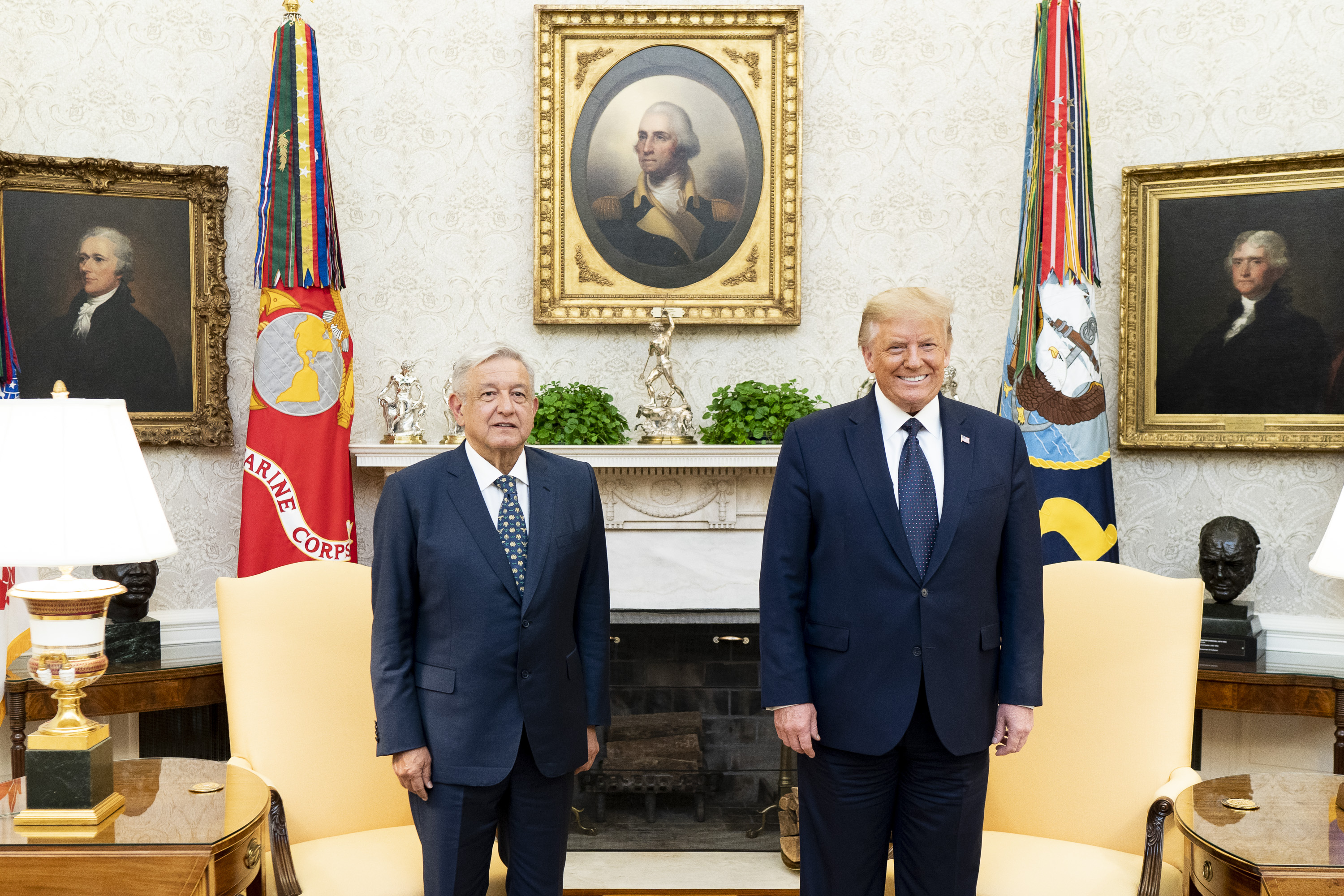
Trump y el presidente mexicano Andrés Manuel López Obrador en julio de 2020.

La retórica de Trump como candidato y como presidente «aumentó la tensión en las relaciones entre Estados Unidos y México a un nivel no visto en décadas». El 25 de enero de 2017, Trump firmó una orden ejecutiva pidiendo «la construcción inmediata de un muro físico en la frontera sur». Reiteró que México finalmente pagará por el muro. El presidente mexicano, Enrique Peña Nieto, tenía previsto reunirse con Trump en la Casa Blanca el 31 de enero. Sin embargo, el 26 de enero Peña Nieto canceló la visita sin explicar motivos. Los dos dirigentes hablaron por teléfono el 27 de enero. En declaraciones posteriores reconocieron sus diferencias sobre el tema y dijeron que tenían la intención de resolverlas, así como otras cuestiones como la seguridad y el comercio.

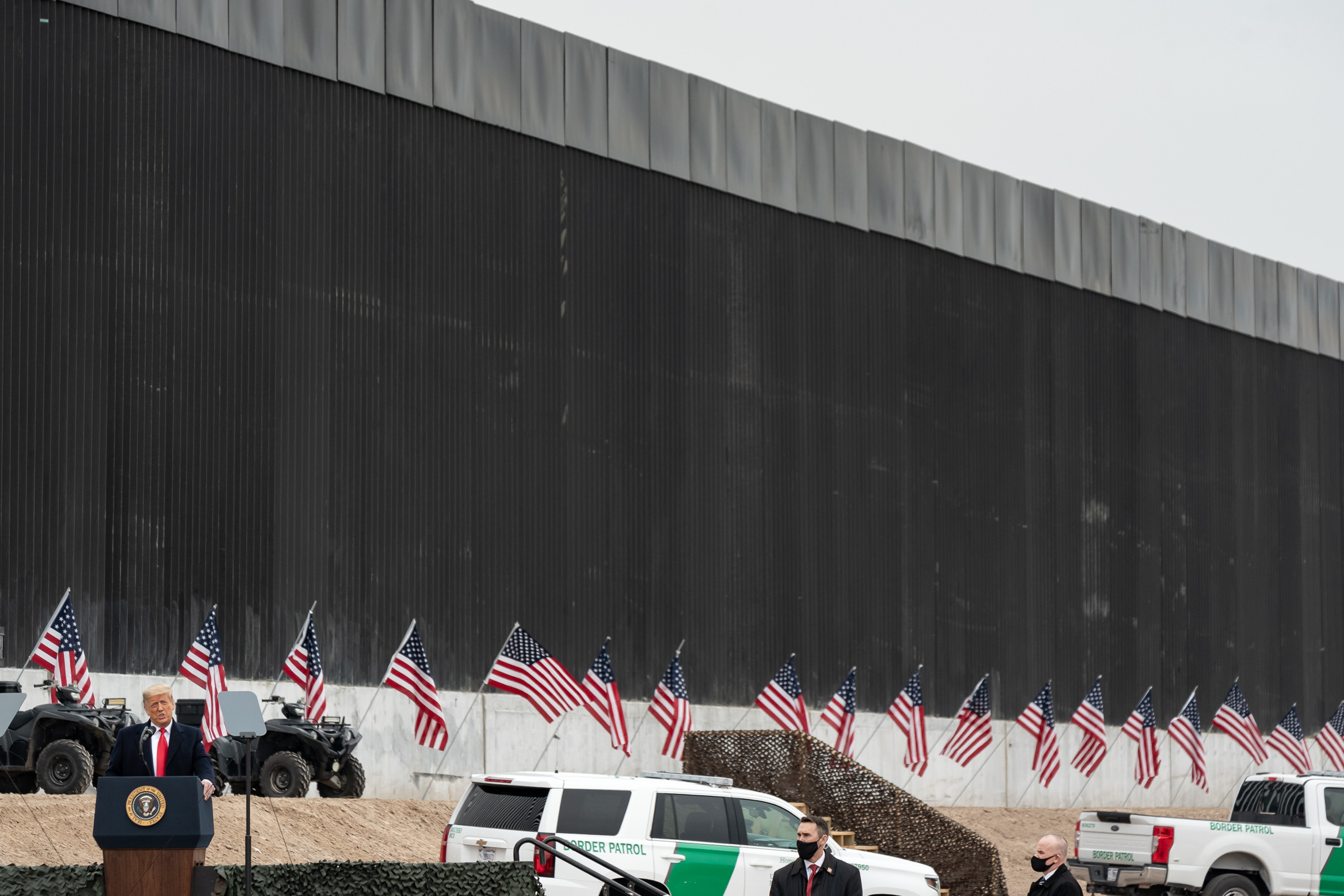
Trump visitando la milla 450 del muro fronterizo entre ambos países en El Álamo, Texas.

La financiación del muro fronterizo continuó siendo un tema divisivo hasta 2019, con el cierre parcial del gobierno que comenzó en diciembre de 2018, después de que Trump se negara a firmar un proyecto de ley de presupuesto que no tenía fondos asignados para el muro fronterizo.
A pesar de esto, ambos países reemplazaron el Tratado de Libre Comercio de América del Norte (TLCAN) por el Acuerdo Estados Unidos-México-Canadá (T-MEC) en 2018.
El sucesor de Peña Nieto, Andrés Manuel López Obrador, logró tener una relación cordial con Trump. Este último también le ofreció su tratamiento personal contra el COVID-19 cuando lo contrajo y tuvieron un «pacto de silencio» en el muro fronterizo.

### Nicaragua
Durante el transcurso de los disturbios civiles en Nicaragua que comenzaron en abril de 2018, el gobierno de Trump impuso numerosas sanciones y condenas contra el presidente Daniel Ortega y su gobierno sandinista por abusos contra los derechos humanos. La primera serie de sanciones tuvo lugar a principios de julio de 2018, cuando durante el gobierno de Magnitsky, se revocaron las visas a tres altos funcionarios sandinistas. Se produjeron más sanciones y condenas después de que el Asesor de Seguridad Nacional de Estados Unidos, John Bolton, nombrara a Nicaragua como parte de una «troika de tiranía». incluso el 27 de noviembre de 2018, cuando Trump emitió una orden ejecutiva dirigida a la primera dama y vicepresidenta de Nicaragua y su asistente Néstor Moncada Lau, y más tarde, el 20 de diciembre de 2018, cuando Trump promulgó la Ley de Condicionalidad de Inversiones en Nicaragua (NICA) de la entonces congresista de Florida Ileana Ros-Lehtinen.
El 17 de abril de 2019, poco antes del primer aniversario de los disturbios, la administración Trump anunció sanciones al banco nicaragüense BANCORP y a Laureano Ortega Murillo, uno de los hijos del presidente Ortega. Después de terminara el gobierno de Evo Morales en Bolivia, Trump emitió una declaración en reacción a los gobiernos de Daniel Ortega en Nicaragua y Nicolás Maduro en Venezuela, a los que consideraba ilegítimos, sobre que debían considerarse advertidos.

### Perú

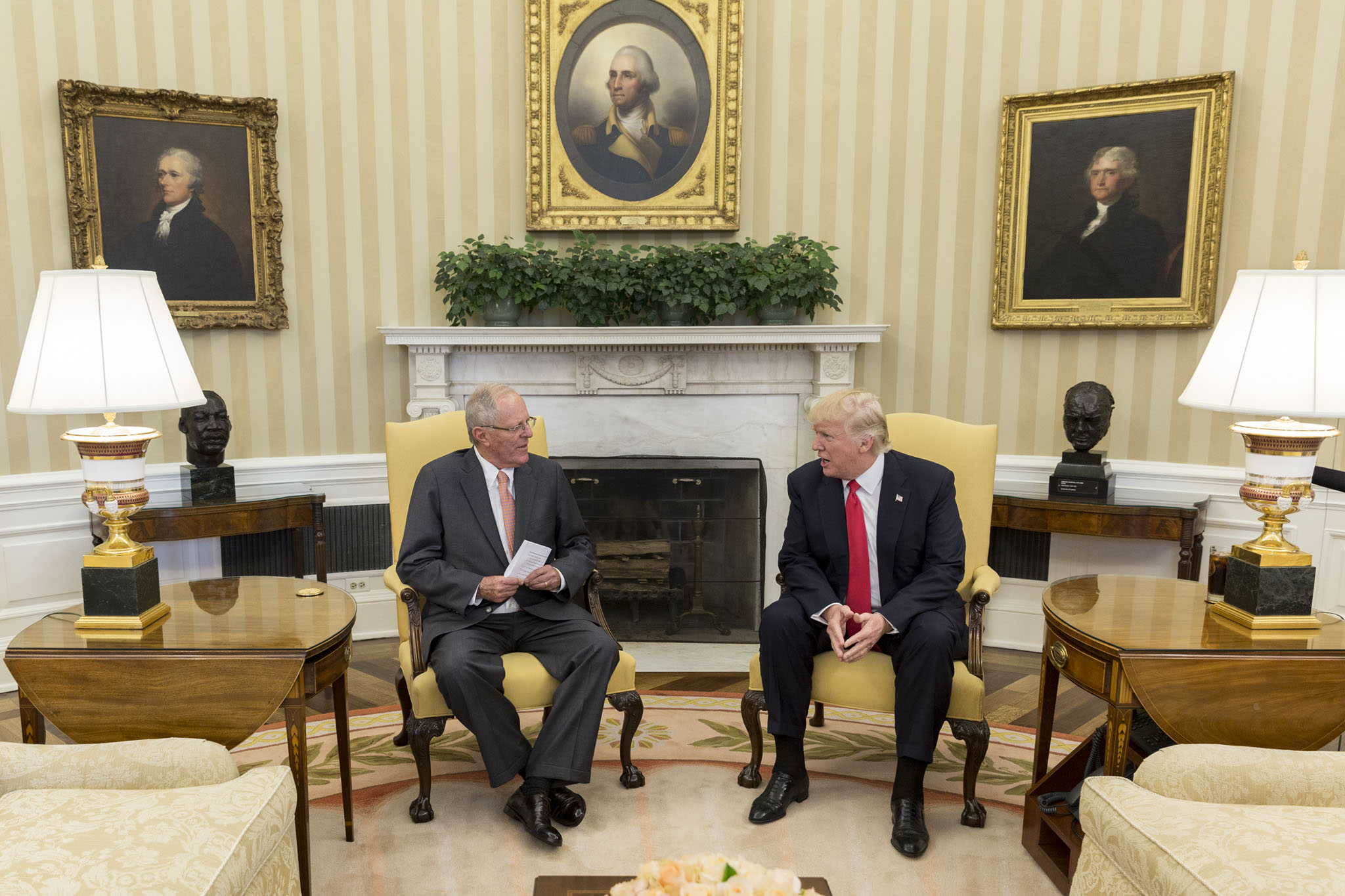
Trump y el presidente peruano Pedro Pablo Kuczynski en febrero de 2017.

El presidente Trump recibió al presidente Pedro Pablo Kuczynski en Washington D. C. en febrero de 2017. Se reunieron en la Casa Blanca el 24 de febrero para discutir temas de América Latina. Trump expresó su gratitud por las estrechas relaciones de Perú con Estados Unidos en la protección de intereses en América Latina, como las sanciones contra Venezuela y las investigaciones de corrupción. Kuczynski mencionó una compra menor de equipo militar de Estados Unidos para Perú. Kuczynski recordó más tarde que Trump le mencionó en privado a Kuczynski que «no pareces tener más de 90 años». Kuczynski tenía entonces 79 años.

### Venezuela

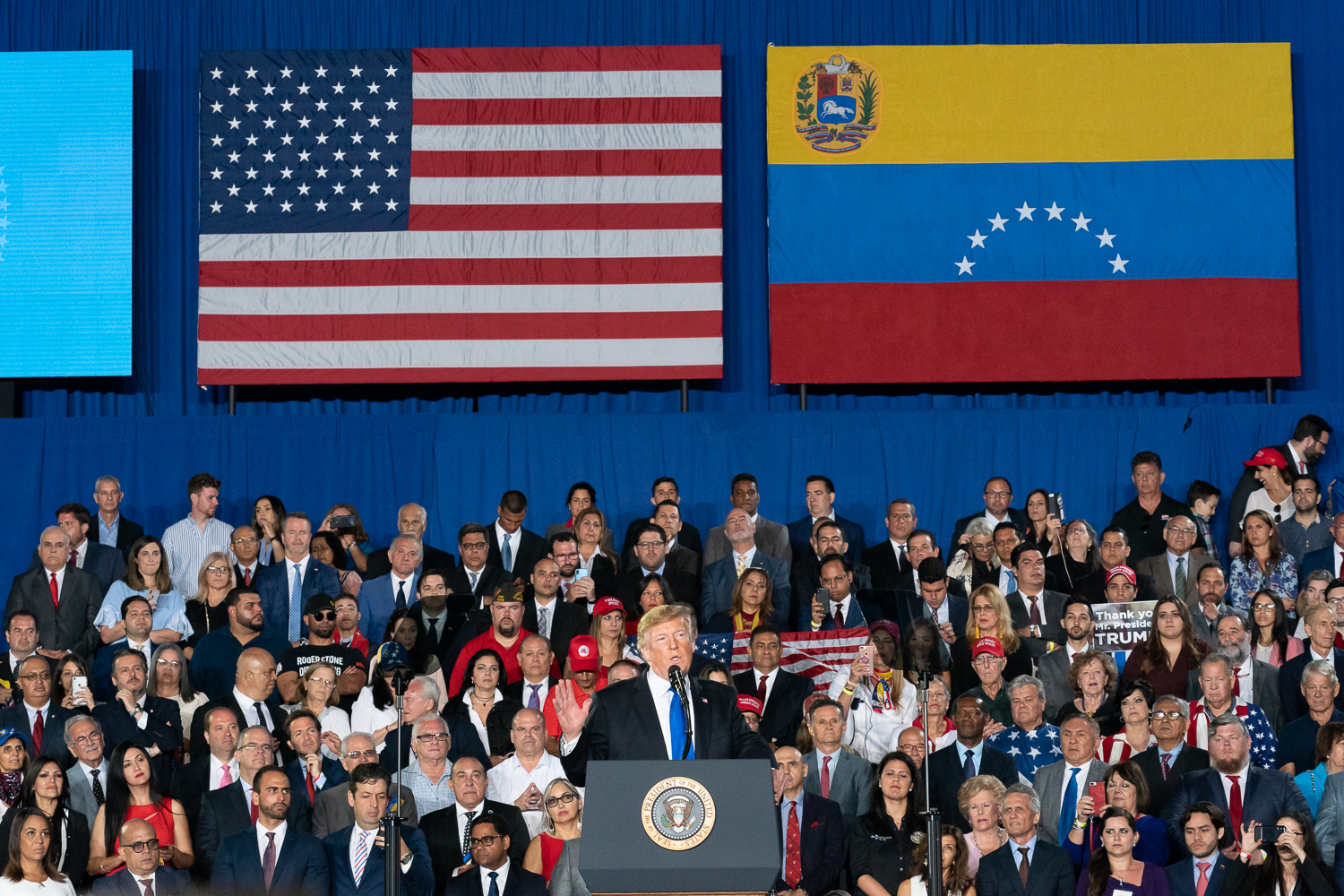
Trump pronuncia un discurso ante la comunidad venezolano-estadounidense en Miami, Florida, en febrero de 2019.

En agosto de 2017, tras meses de protestas en Venezuela contra el presidente Nicolás Maduro y la elección de una Asamblea Constituyente que consolidó el poder de Maduro, la administración Trump describió al gobierno venezolano como una «dictadura». Trump afirmó además el 11 de agosto de 2017, una semana después de la toma de juramento de la Asamblea Nacional Constituyente, que «Venezuela no está muy lejos y la gente está sufriendo y está muriendo» y que Estados Unidos tenía «muchas opciones para Venezuela», incluida una posible «opción militar».
En ese momento, los asesores de Trump, incluido el entonces asesor de seguridad nacional de Estados Unidos, H. R. McMaster, desalentaron enérgicamente a Trump de intervenir militarmente en Venezuela, explicando que los gobiernos latinoamericanos estaban en contra de la intervención extranjera en la región, aunque Trump planteó algunas preguntas sobre la opción. Sin embargo, al reunirse con líderes latinoamericanos durante el septuagésimo segundo período de sesiones de la Asamblea General de las Naciones Unidas, Trump discutió una posible intervención militar de Estados Unidos en Venezuela, lo que trajo rechazo entre estos.
Después de estas discusiones, la administración Trump impuso sanciones selectivas contra funcionarios del gobierno venezolano.
El 23 de enero de 2019, durante la crisis presidencial venezolana, Venezuela rompió lazos con Estados Unidos tras el anuncio de Trump de reconocer a Juan Guaidó, presidente de la Asamblea Nacional de Venezuela, como presidente interino de Venezuela. El 18 de febrero de 2019, Trump advirtió a los miembros del ejército venezolano que renunciaran a su lealtad a Nicolás Maduro.
Venezuela fue uno de los tres países condenados en el discurso de la «Troika de la tiranía» de John Bolton en Miami. Trump también lanzó una advertencia a Maduro, junto con Daniel Ortega de Nicaragua, tras la caída de Evo Morales en Bolivia.

## Asia

### Afganistán

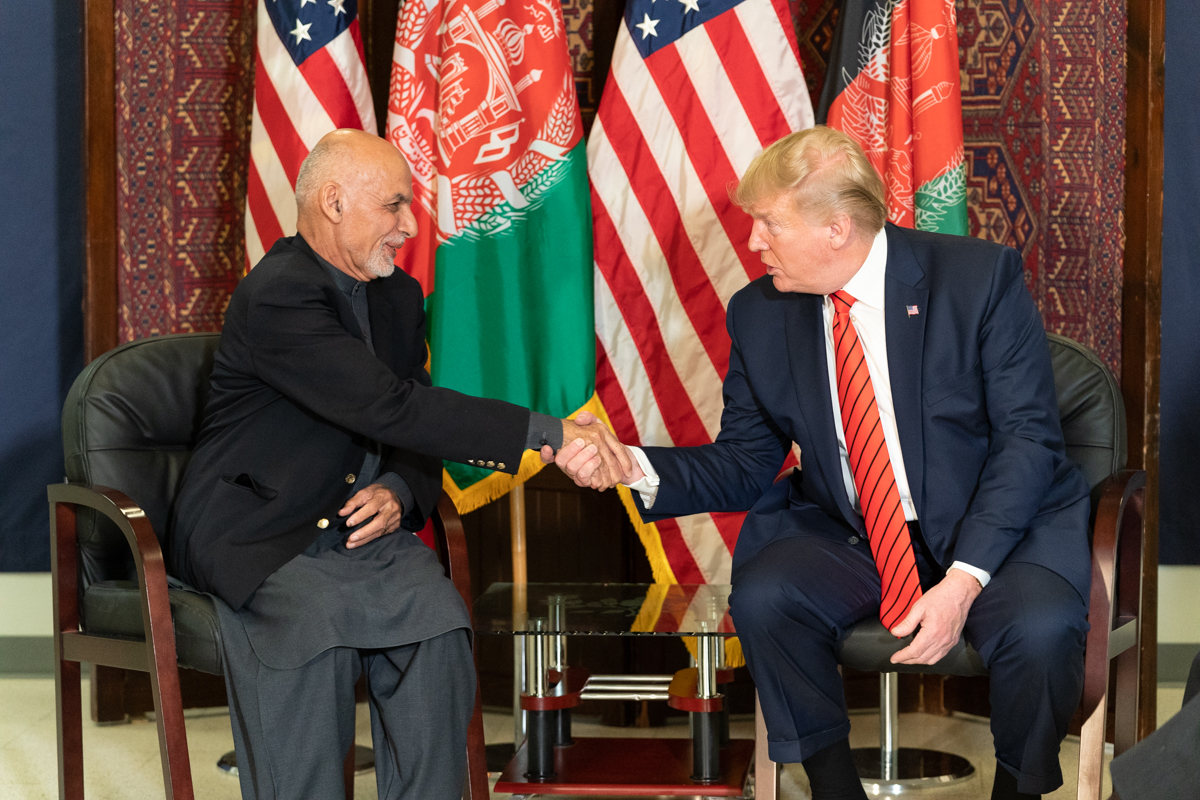
Trump y el presidente afgano Ashraf Ghani en noviembre de 2019.

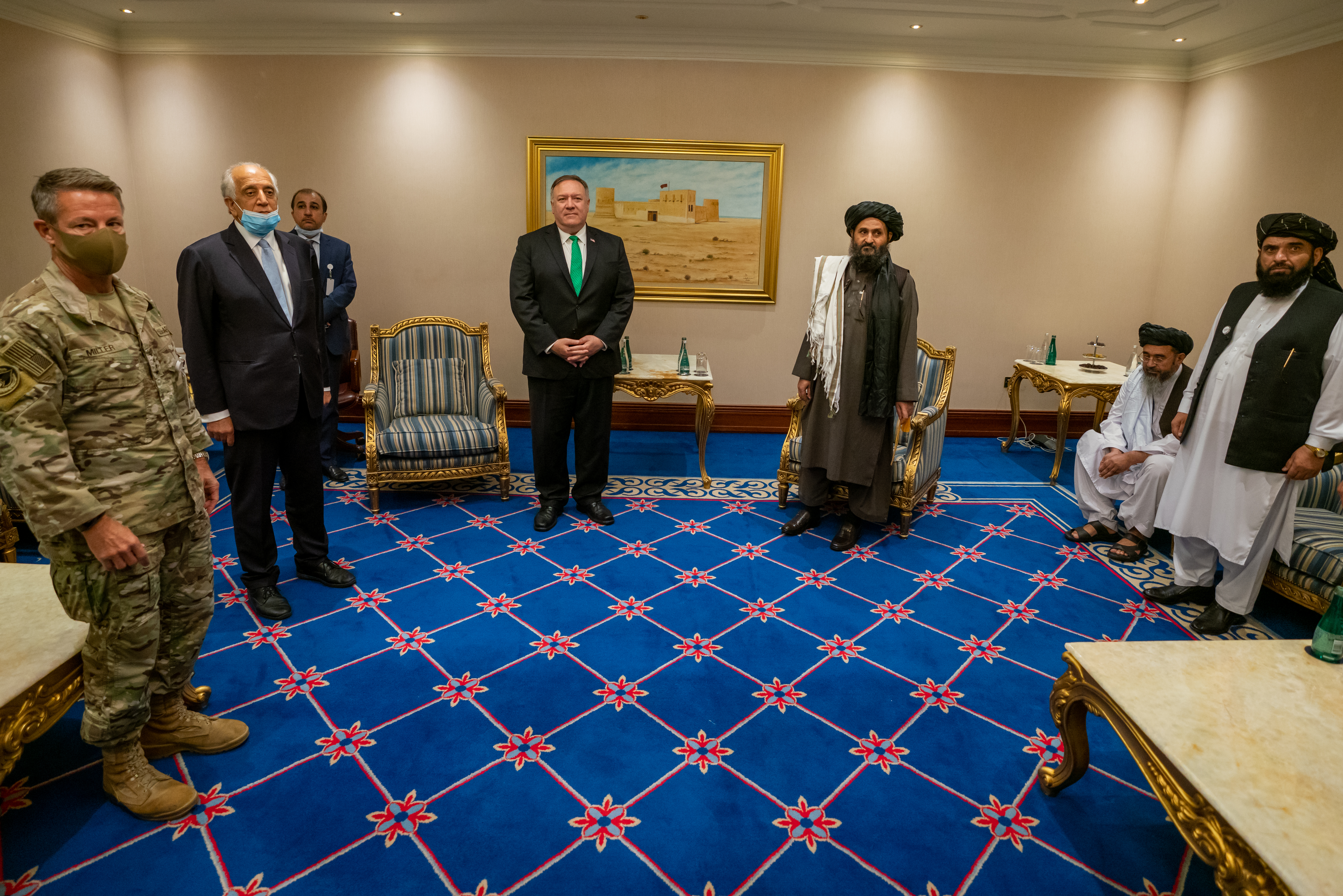
El secretario de Estado de Estados Unidos, Mike Pompeo, se reúne con una delegación talibán en Doha, Catar, en septiembre de 2020.

El 21 de agosto de 2017, Trump afirmó que quería ampliar la presencia estadounidense en Afganistán, sin dar detalles sobre cómo. Trump no formuló plazos ni propósitos específicos a cumplir, sólo afirmó que una retirada de Estados Unidos no era una opción ahora porque haría el juego a los terroristas y pondría en riesgo la seguridad de Estados Unidos y sus aliados. Trump dijo que actualmente 20 organizaciones terroristas designadas por Estados Unidos estaban activas en Afganistán y Pakistán. Sin embargo, según Barkha Dutt de The Washington Post, esta declaración contradecía la lista oficial del gobierno de Estados Unidos, que sólo incluía 13 organizaciones de este tipo allí. El portavoz talibán Zabiullah Mujahid condenó el discurso de Trump: «Parece que Estados Unidos no quiere poner fin a su guerra más larga y en lugar de darse cuenta de la realidad, sigue siendo arrogante sobre su poder y fuerza».
El 19 de septiembre de 2017, la administración Trump desplegó otros 3.000 soldados estadounidenses en Afganistán. Esto se sumó a los aproximadamente 11.000 soldados estadounidenses que ya estaban en Afganistán, lo que elevó el total a al menos 14.000 soldados estadounidenses estacionados en el país.
El 5 de febrero de 2019 el Senado votó abrumadoramente a favor de reprender a Trump por sus decisiones de retirar las tropas de Siria y Afganistán. Redactada por el líder de la mayoría Mitch McConnell, la medida fue apoyada por casi todos los republicanos.
El 29 de febrero de 2020, la administración Trump firmó el Acuerdo de Doha, un acuerdo de paz condicional con los talibanes, que exige la retirada de las tropas extranjeras en 14 meses si los talibanes cumplen los términos del acuerdo. Trump dijo que «es hora» de traer a casa a los soldados estadounidenses desde Afganistán. El sucesor de Trump, Joe Biden, amplió posteriormente el plazo para la retirada hasta el 11 de septiembre de 2021, lo que llevó a Trump a comentar en abril de 2021 que «podemos y debemos salir antes», que «deberíamos mantenernos lo más cerca» del 1 de mayo. 2021, fecha límite que Trump había fijado, y que la retirada era «algo maravilloso y positivo».
Como parte del acuerdo de febrero de 2020, Estados Unidos acordó la liberación de 5.000 miembros talibanes que estaban encarcelados por el gobierno afgano; algunos de estos exprisioneros se unieron a la ofensiva talibán de 2021 que derribó al gobierno afgano.

### Arabia Saudita

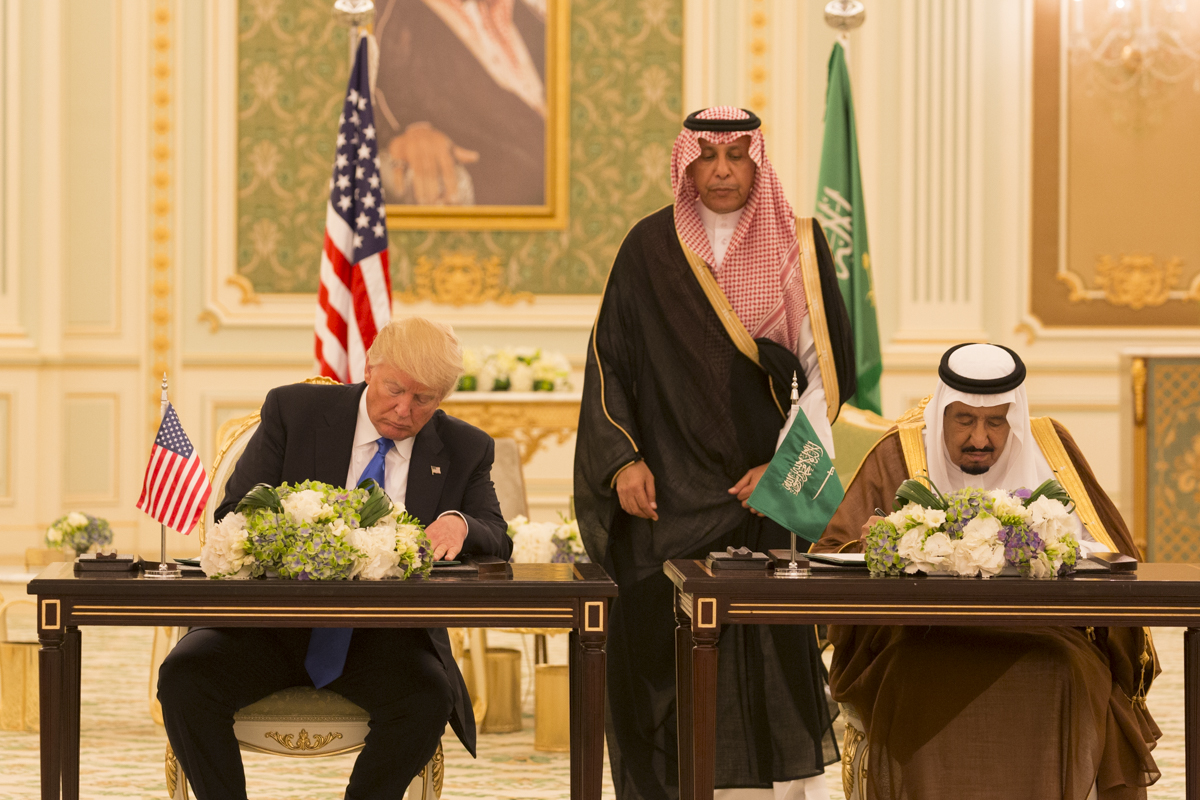
Trump y el rey Salman de Arabia Saudita firman una Declaración de Visión Estratégica Conjunta para Estados Unidos y Arabia Saudita el 20 de mayo de 2017.

Durante la campaña, Trump pidió a Arabia Saudita que pagara los costos de las tropas estadounidenses estacionadas allí. Sostuvo que los aliados regionales de Estados Unidos, como Arabia Saudita, deberían proporcionar tropas en la lucha contra el Estado Islámico (ISIS). Trump dijo que detendría las importaciones de petróleo de Arabia Saudita a menos que el gobierno saudita proporcione tropas terrestres para derrotar a ISIS.
En marzo de 2017, el secretario de Estado, Rex Tillerson, aprobó la reanudación de la venta de municiones guiadas a Arabia Saudita, una medida que se había detenido al final de la administración Obama debido a las críticas al enfoque del gobierno saudita respecto de las víctimas civiles en la Guerra civil yemení.

### China, Taiwán y el Mar de China Meridional

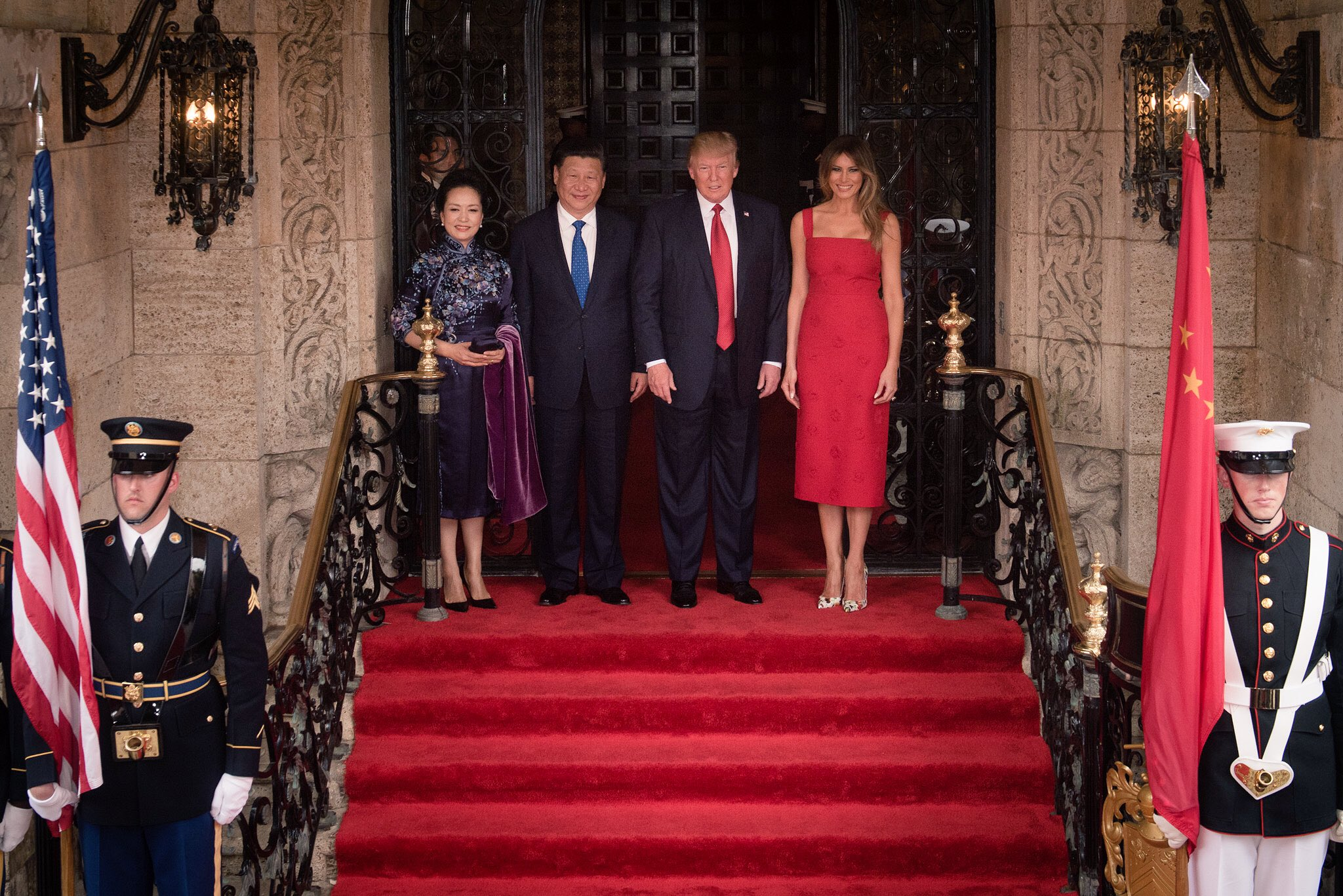
Trump y el secretario general del Partido Comunista Chino, Xi Jinping con sus cónyuges en abril de 2017.

La presidencia de Trump provocó un cambio en las relaciones de Estados Unidos con China.
Trump prometió acciones «rápidas, sólidas e inequívocas» contra la piratería china, la falsificación de productos estadounidenses y el robo de secretos comerciales y propiedad intelectual de Estados Unidos, y condenó los «subsidios ilegales a las exportaciones y las normas laborales y ambientales laxas» de China. En un discurso de campaña de mayo de 2016, Trump respondió a las preocupaciones sobre una posible guerra comercial diciendo: «Estamos perdiendo 500 mil millones de dólares en comercio con China. ¿A quién diablos le importa si hay una guerra comercial?».
El 2 de diciembre de 2016, ya como presidente electo, aceptó una llamada telefónica de felicitación de la presidenta de la República de China (Taiwán), Tsai Ing-wen. Ese fue el primer contacto de este tipo con Taiwán por parte de un presidente electo o presidente de Estados Unidos desde 1979 y provocó que la República Popular China presentara una protesta diplomática. Trump sugirió que no se sentía obligado por la tradicional política estadounidense de "una sola China", pero estaba dispuesto a negociarlo.
En su audiencia de confirmación en enero de 2017, el secretario de Estado designado, Rex Tillerson, expresó su fuerte oposición a la práctica china de construir islas artificiales en el mar Meridional de China desde 2014 como una manera de reclamar soberanía sobre él, diciendo que a China se le debería impedir el acceso a las islas. Varias naciones, incluidas la República Popular China, Taiwán, Vietnam, Malasia, Brunéi y Filipinas, reclaman partes del Mar de China Meridional como aguas territoriales. El 23 de enero de 2017, el portavoz de la Casa Blanca, Sean Spicer, dijo: «Es una cuestión de si (las Islas Spratly) están de hecho en aguas internacionales y no forman parte de China propiamente dicha, entonces sí, nos aseguraremos de defender territorios internacionales para evitar que sean tomados por un solo país».
Al asumir el cargo, la administración Trump detuvo las negociaciones sobre un tratado bilateral de inversión con China que habían comenzado en 2008. Según Michael Froman, principal negociador durante los cuatro años anteriores, el esfuerzo para llegar a un acuerdo estaba «en más del 90% completo».

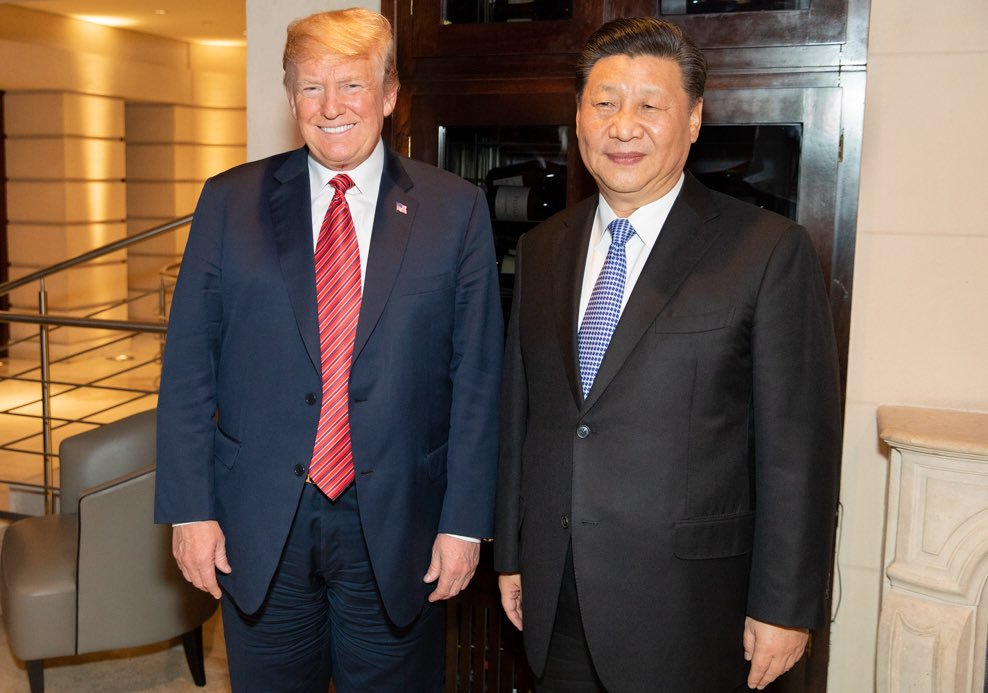
Trump y Xi Jinping en la Cumbre del G20 de 2018.

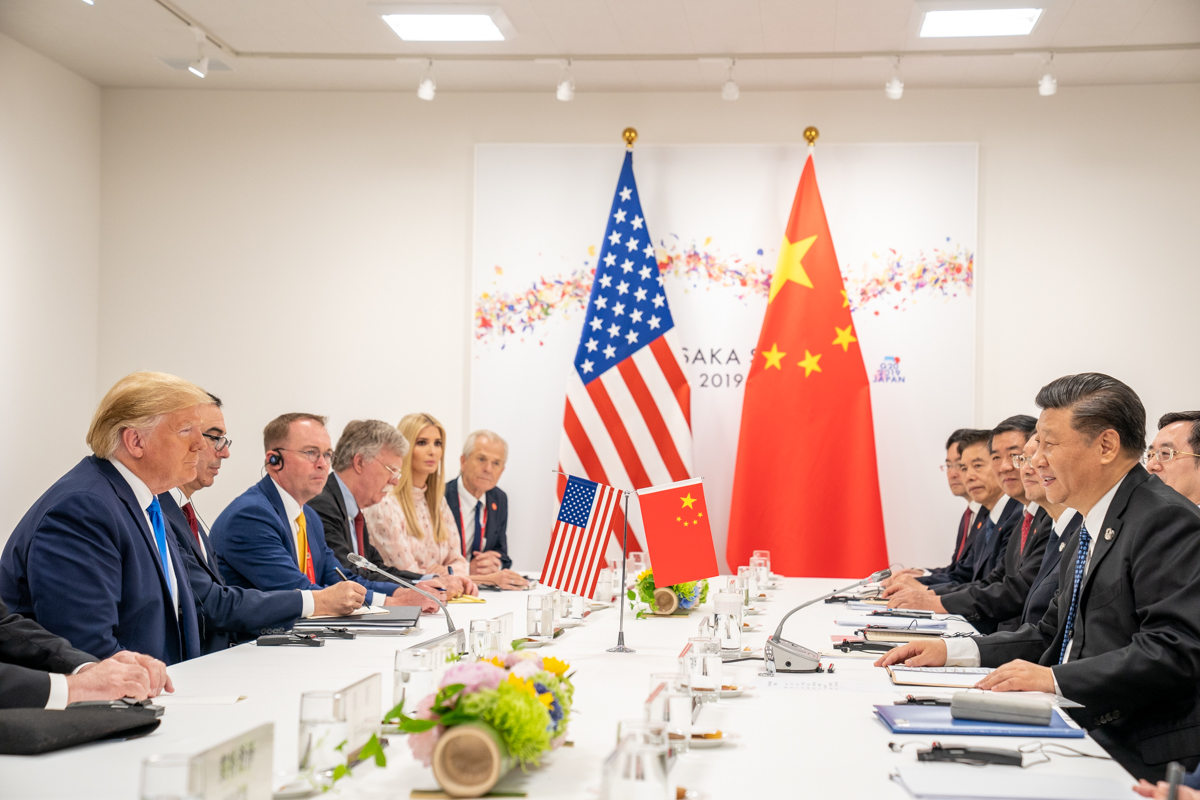
Trump y Xi Jinping en la Cumbre del G20 en Osaka en junio de 2019.

El 4 de febrero, durante una visita a Japón, el secretario de Defensa de Estados Unidos, James Mattis, reafirmó el compromiso de Washington en virtud del Tratado de Cooperación y Seguridad Mutuas entre Estados Unidos y Japón de defender a Japón, incluidas las Islas Senkaku en el mar de la China Oriental, que son reclamadas por China.
El 9 de febrero, Trump reafirmó el compromiso estadounidense con la política de «Una China» en una llamada telefónica con el secretario general del Partido Comunista Chino, Xi Jinping. La llamada fue descrita como cordial y como el «fin al frío prolongado» en la relación entre ambos países.
En 2017, la administración Trump puso fin a la Comisión Conjunta sobre Comercio y Comercio (JCCT) entre China y Estados Unidos. El JCCT se reunió anualmente entre 1983 y 2016 y fue en general un mecanismo eficaz para abordar diversas cuestiones comerciales entre los dos países. La administración Trump también puso fin al Diálogo Económico y Estratégico después de celebrar la reunión de junio de 2017 bajo el nombre de «Diálogo Económico Integral».
Las relaciones se deterioraron significativamente en 2018 y 2019, cuando Trump lanzó una guerra comercial contra China, prohibió a las empresas estadounidenses vender equipos a Huawei, aumentó las restricciones de visa para estudiantes y académicos de nacionalidad china y designó a China como un «manipulador de divisas».
El 27 de noviembre de 2019, Trump firmó la Ley de Derechos Humanos y Democracia de Hong Kong para imponer sanciones contra la China continental y funcionarios de Hong Kong considerados responsables de abusos contra los derechos humanos en Hong Kong. La aprobación del proyecto de ley fue apoyado por activistas a favor de la democracia en Hong Kong, y en 2019 recibió un apoyo casi unánime en el Congreso.
El 24 de enero de 2020, en las primeras etapas de la pandemia de COVID-19, Trump tuiteó que «China ha estado trabajando muy duro para contener el coronavirus. Estados Unidos aprecia enormemente sus esfuerzos y transparencia». Trump luego se refirió al coronavirus como «virus chino». Durante una conferencia de prensa en la Casa Blanca el 15 de abril, Trump dijo que el gobierno estadounidense estaba tratando de determinar si el virus COVID-19 había surgido del Instituto de Virología de Wuhan.
En mayo de 2020 las relaciones habían alcanzado un nuevo mínimo cuando ambas partes se acusaron mutuamente de ser culpables de la epidemia mundial de coronavirus. Washington llevó a cabo una campaña de investigaciones, procesamientos y restricciones a las exportaciones. Beijing intensificó las actividades militares en el disputado mar de la China Meridional y lanzó denuncias contra el secretario de Estado estadounidense, Mike Pompeo. Funcionarios chinos especularon públicamente que el ejército estadounidense desató deliberadamente el virus en China. Las encuestas estadounidenses mostraron que el público estaba teniendo opiniones cada vez más negativas sobre China.
El 17 de junio de 2020, Trump firmó la Ley de Política de Derechos Humanos Uigures, que autoriza la imposición de sanciones estadounidenses contra funcionarios del gobierno chino responsables de los campos de detención que albergan a más de 1 millón de miembros de la minoría musulmana uigur del país.

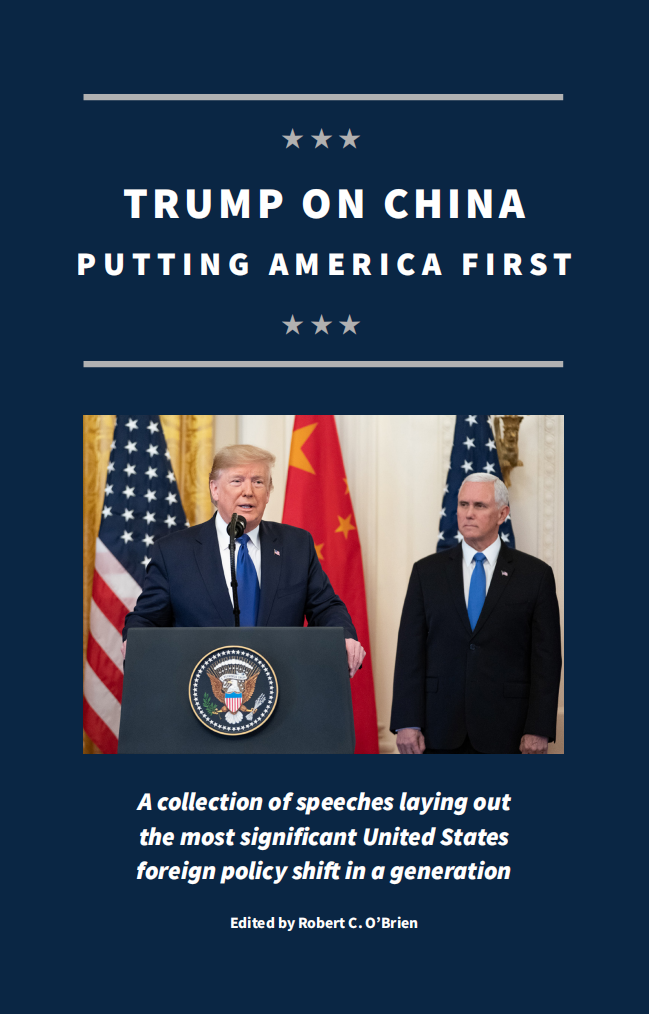
Trump sobre China: Putting America First (Wikisource), publicado en noviembre de 2020. Es una colección de discursos que exponen la política de Trump sobre China.

El 9 de julio de 2020, la administración Trump impuso sanciones y restricciones de visas contra altos funcionarios chinos, incluidos Chen Quanguo, Zhu Hailun, Wang Mingshan y Huo Liujun. Con las sanciones, a ellos y a sus familiares inmediatos se les prohibió ingresar a los EE. UU. y se les congelaron los activos con sede en los EE. UU. La sanción se basa en la Ley de Política de Derechos Humanos de los Uigures.
El 14 de julio de 2020, Trump firmó la Ley de Autonomía de Hong Kong, que sanciona a funcionarios y entidades chinos por las «acciones represivas» de China contra el pueblo de Hong Kong, y emitió una orden ejecutiva que pone fin al trato preferencial del territorio por parte de Estados Unidos. La ley autoriza a los departamentos de Estado y del Tesoro a imponer sanciones a quienes participen en la imposición de la ley de seguridad de Hong Kong, y también a los bancos involucrados en transacciones importantes con los acusados.
El 22 de julio de 2020, el gobierno de Estados Unidos ordenó a los diplomáticos chinos que cerraran el Consulado General chino en Houston y lo abandonaran en un plazo de 72 horas, lo que provocó una reacción diplomática de los funcionarios chinos. El portavoz del Ministerio de Asuntos Exteriores chino, Wang Wenbin, emitió una declaración en respuesta solicitando a Estados Unidos revertir el cierre, amenazando con acciones recíprocas en caso contrario. Como Estados Unidos no dio marcha atrás en su directiva anterior, el 24 de julio las autoridades chinas ordenaron el cierre del Consulado General de Estados Unidos en Chengdu. Ese mismo día, la Casa Blanca instó a China a no participar en «represalias de ojo por ojo».
El 23 de julio de 2020, el secretario de Estado de Estados Unidos, Mike Pompeo, anunció el fin de lo que llamó «compromiso ciego» con el gobierno chino. También criticó al secretario general del Partido Comunista Chino, Xi Jinping, como «un verdadero creyente en una ideología totalitaria en quiebra».
En agosto de 2020, Carrie Lam y otros diez funcionarios del gobierno de Hong Kong fueron sancionados por el Departamento del Tesoro de Estados Unidos en virtud de una orden ejecutiva bajo la acusación de socavar la autonomía de Hong Kong. La sanción se basa en la Ley de Autonomía de Hong Kong y Lam figuró en la Lista de Nacionales Especialmente Designados y Personas Bloqueadas.
El 9 de agosto de 2020 el secretario de Salud y Servicios Humanos de Estados Unidos, Alex Azar, visitó Taiwán para reunirse con la presidenta Tsai Ing-wen, la primera visita de un funcionario estadounidense desde la ruptura de las relaciones diplomáticas entre Washington y Taipéi en 1979.
El 13 de agosto de 2020 el Departamento de Estado de EE. UU. designó al Instituto Confucio como misión extranjera de la República Popular China, «reconociendo a CIUS por lo que es: una entidad que promueve la propaganda global de Beijing y la campaña de influencia maligna en los campus de EE. UU. y en las aulas K-12». Los Institutos Confucio están financiados por la República Popular China y son parte del aparato de propaganda e influencia global del Partido Comunista Chino».
El 22 de septiembre de 2020, durante el 75.º período de sesiones de la Asamblea General de las Naciones Unidas, Trump mencionó con respecto a la pandemia de COVID-19 que «China bloqueó los viajes a nivel nacional mientras permitía que los vuelos salieran de China e infectaran al mundo» y luego agregó: «El gobierno chino y la Organización Mundial de la Salud, que está prácticamente controlada por China, declararon falsamente que no había evidencia de transmisión de persona a persona». También acusó a China de «verter millones y millones de toneladas de plástico y basura en los océanos, sobrepescar las aguas de otros países, destruir vastas franjas de arrecifes de coral y emitir más mercurio tóxico a la atmósfera que cualquier país del mundo. Las emisiones de carbono de China son casi el doble que las de Estados Unidos».
En diciembre de 2020, el New York Times informó que China había pagado recompensas a militantes vinculados a los talibanes por matar a soldados estadounidenses en Afganistán.
El 20 de enero de 2021, China impuso sanciones contra el secretario de Estado saliente de Estados Unidos, Mike Pompeo, el exsecretario de salud y servicios humanos Alex Azar, el exsubsecretario de Estado Keith J. Krach, el embajador saliente de Estados Unidos ante las Naciones Unidas, Kelly Craft, y 24 otros exfuncionarios de Trump. El Consejo de Seguridad Nacional de Biden calificó las sanciones de «improductivas y cínicas». En su audiencia de nominación, Blinken respaldó el informe de Pompeo de que China cometía un genocidio contra los musulmanes uigures, reafirmando la postura de campaña de Biden.
Las políticas de Trump hacia China fueron continuadas en gran medida por el siguiente presidente, Joseph Biden.

### Corea del Norte

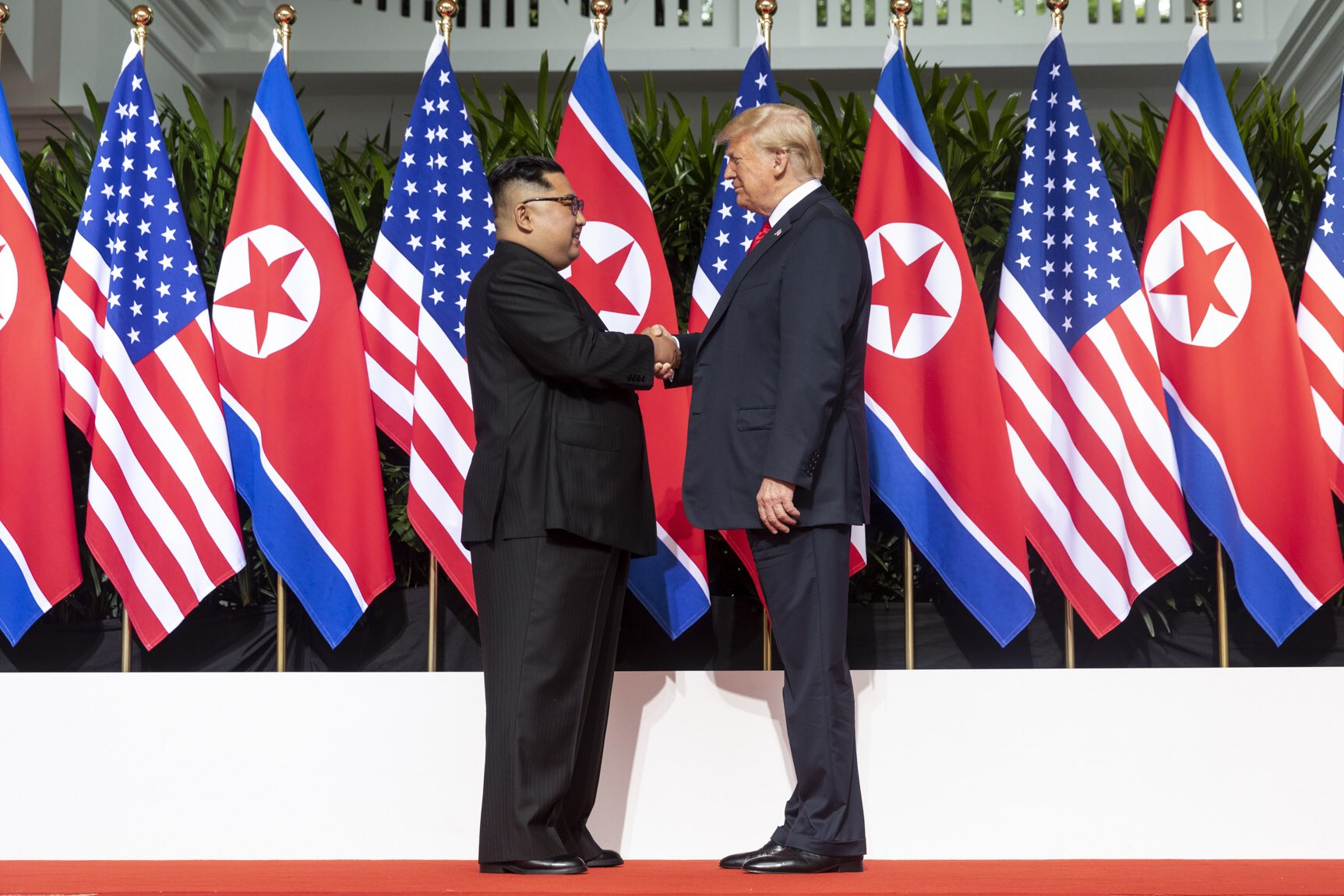
Donald Trump y Kim Jong-un, dándose la mano al comienzo de la cumbre de Singapur.

Durante la campaña Trump dijo que estaría dispuesto a reunirse con el líder supremo de Corea del Norte, Kim Jong Un, a quien calificó como un «maníaco» que merecía crédito por haber sido capaz de superar a sus rivales para suceder a su padre. Indicó que no quería verse involucrado en ningún conflicto entre Corea del Norte y Corea del Sur, actitud que derivó en un editorial en los medios estatales norcoreanos que lo elogiaron como un «político sabio» y un «candidato presidencial con visión de futuro» que podría ser positivo para Corea del Norte. A raíz de la prueba nuclear norcoreana de enero de 2016, Trump abogó por ejercer mayor presión sobre China para que controle a su aliado Corea del Norte. Durante la campaña y los primeros meses de su presidencia, dijo que esperaba que China ayudara a frenar las ambiciones nucleares y las pruebas de misiles de Corea del Norte.
Las tensiones aumentaron en abril de 2017, cuando habló antes de una visita del líder chino Xi Jinping, Trump dijo: «Si China no va a resolver (el tema de) Corea del Norte, nosotros lo haremos». El 8 de abril de 2017, la Marina de los EE. UU. envió un grupo de ataque al Pacífico occidental desde Singapur, lo que llevó al gobierno de Corea del Norte a advertir de una posible guerra. Sin embargo, el grupo de ataque se dirigió al sur para realizar ejercicios de entrenamiento programados con la marina australiana, pero iría a la península de Corea la semana siguiente. El 16 de abril, el vicepresidente Mike Pence visitó Corea del Sur, visitó la Zona Desmilitarizada que separa Corea del Norte de Corea del Sur y, de manera similar, advirtió que la «era de paciencia estratégica» de Estados Unidos hacia los programas nucleares y de misiles de Corea del Norte había terminado.
Dos meses después, el 17 de junio, Corea del Norte liberó al cautivo estadounidense Otto Warmbier. El secretario de Estado, Rex Tillerson, dijo que el Departamento de Estado había conseguido la liberación de Warmbier por orden de Trump y que buscarían la liberación de otros tres estadounidenses encarcelados en Corea del Norte.
En julio de 2017, Corea del Norte probó dos misiles de largo alcance, identificados por los observadores occidentales como misiles balísticos intercontinentales potencialmente capaces de alcanzar Alaska, Hawái y los Estados Unidos contiguos. En agosto, Trump intensificó significativamente su retórica contra Corea del Norte, diciendo que una mayor provocación contra Estados Unidos será respondida con «fuego y furia como el mundo nunca ha visto». Según el corresponsal del New York Times, Michael S. Schmidt, Trump propuso utilizar un arma nuclear contra Corea del Norte y culpar del ataque a otro país, pero fue disuadido por John F. Kelly.
En marzo de 2018, una delegación surcoreana en la Casa Blanca le entregó a Trump un mensaje de Kim, sugiriendo una reunión entre Kim y Trump. Los surcoreanos dijeron que Kim estaba dispuesto a hablar sobre sus programas nuclear y de misiles. Trump aceptó inmediatamente la invitación para reunirse «en un lugar y hora por determinar».
El 10 de mayo se anunció que la reunión tendría lugar el 12 de junio en Singapur. Como gesto de buena voluntad, Kim liberó a tres ciudadanos estadounidenses recluidos en prisiones norcoreanas. Sin embargo, a medida que se acercaba el momento, los funcionarios norcoreanos no se reunieron con sus homólogos estadounidenses para planificar la reunión. El 24 de mayo, Trump canceló la reunión, citando lo que percibió como «tremenda ira y abierta hostilidad» en la declaración de Corea del Norte. Unos días más tarde se reanudó la planificación de la reunión.
El 12 de junio de 2018, después de varias rondas de reuniones preliminares a nivel de personal, Trump y Kim se reunieron en un hotel de Singapur. Hablaron uno a uno solo con intérpretes presentes y luego tuvieron un almuerzo de trabajo junto con el personal y los asesores. Firmaron una declaración conjunta acordando nuevas relaciones pacíficas, garantías de seguridad para Corea del Norte, reafirmación de la promesa de Corea del Norte de trabajar para la desnuclearización de la Península de Corea, la recuperación de los restos de los soldados y negociaciones de seguimiento entre funcionarios de alto nivel. En una conferencia de prensa posterior, Trump anunció que Estados Unidos dejaría de realizar ejercicios militares conjuntos con Corea del Sur, calificándolos de «provocativos». Inmediatamente después de la cumbre, Trump declaró: «Ya no existe una amenaza nuclear de Corea del Norte».

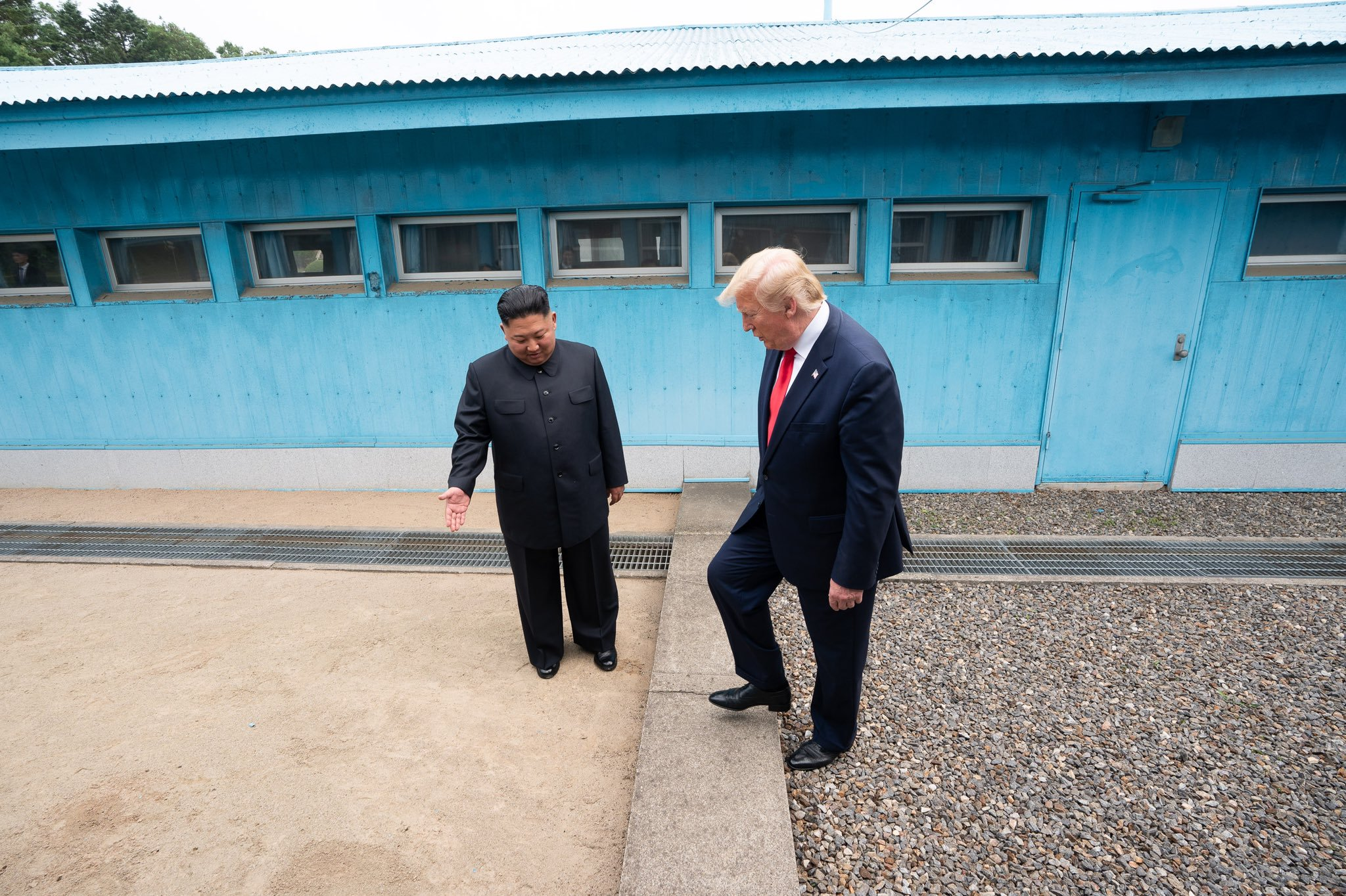
En junio de 2019, Trump entró en territorio norcoreano, convirtiéndose en el primer presidente estadounidense en ejercicio en hacerlo desde la guerra de Corea.

A finales de febrero de 2019, Trump se reunió con el presidente Kim Jong-un en una cumbre en Hanói. El 28 de febrero, la Casa Blanca anunció que la cumbre fue cancelada después de que las negociaciones con los norcoreanos no lograran llegar a un acuerdo.
Después de la cumbre del G20 en Osaka de 2019, Trump organizó una reunión con el presidente Kim en la Zona Desmilitarizada de Corea junto con el presidente de Corea del Sur, Moon Jae-in. El 30 de junio se celebró la cumbre trilateral de un día en la DMZ, en la que Trump se convirtió en el primer presidente estadounidense en pisar suelo norcoreano mientras estaba en el cargo. Trump y Kim también se comprometieron a impulsar las negociaciones sobre el programa nuclear de Corea del Norte después de que las conversaciones fracasaran durante la cumbre de Hanói de febrero de 2019. Las conversaciones posteriores de octubre de 2019 en Estocolmo pronto terminaron en recriminaciones, y Corea del Norte acusó a Estados Unidos de una «política hostil». No hubo más conversaciones conocidas entre las naciones durante la presidencia de Trump. Para 2020, se informó que el arsenal nuclear de Corea del Norte había aumentado a niveles mucho mayores que antes de la cumbre de Singapur de 2018.

### Corea del Sur

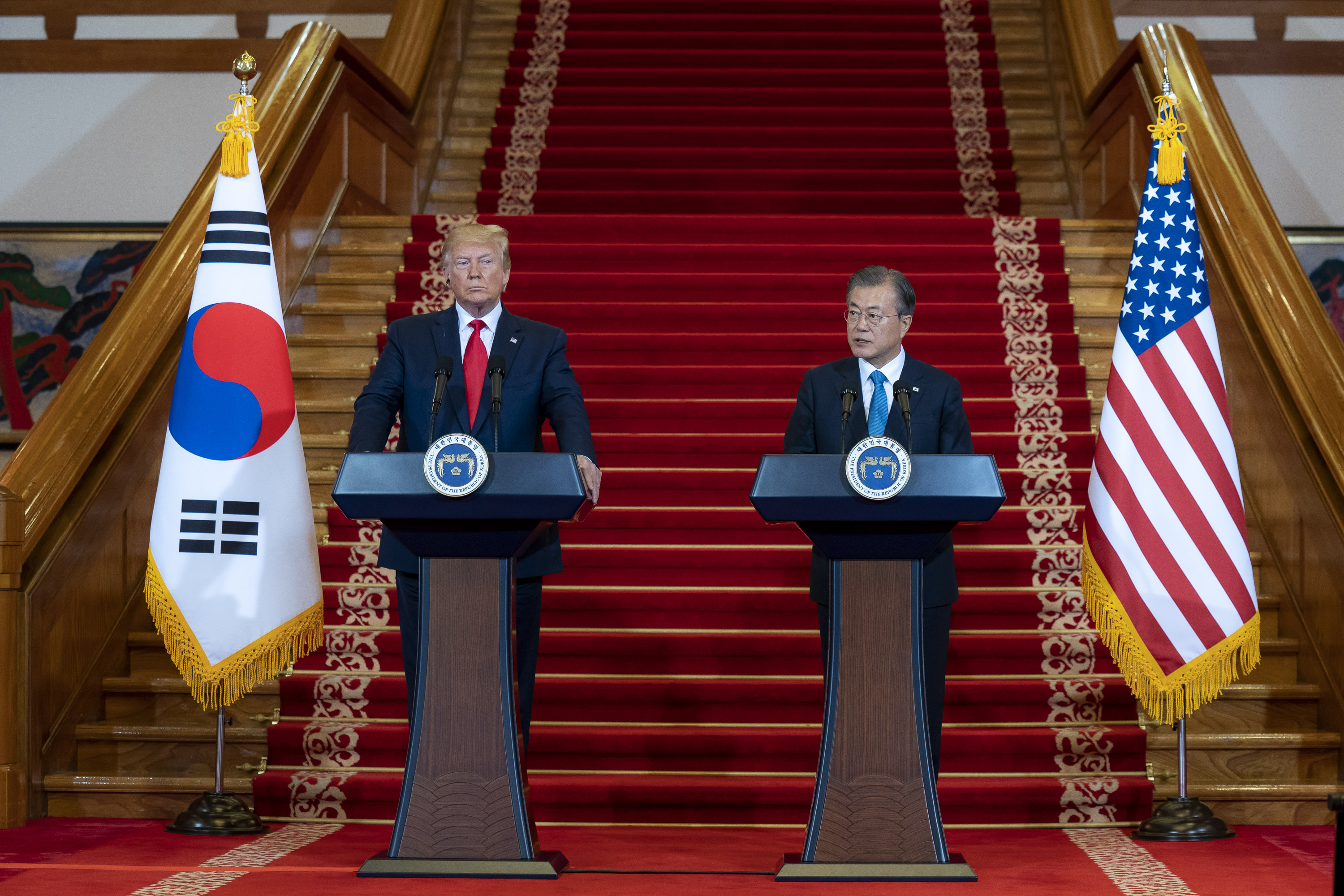
Trump y el presidente surcoreano Moon Jae-in en junio de 2019.

Trump y Moon se reunieron en la Casa Blanca en junio de 2017 para discutir las relaciones comerciales y los programas de misiles de Corea del Norte.

### Filipinas
Las relaciones entre Estados Unidos y Filipinas empeoraron con la elección del presidente filipino Rodrigo Duterte en junio de 2016. Duterte expresó una fuerte hostilidad hacia el entonces presidente Obama y amenazó con romper los lazos de larga data entre los dos países debido a las críticas de este último sobre el asunto de los derechos humanos en la política de Duterte sobre la guerra contra el narcotráfico. El 2 de diciembre de 2016, el presidente electo Trump aceptó una llamada de felicitación de Duterte. Una declaración del equipo de Trump dijo que los dos líderes «tomaron nota de la larga historia de amistad y cooperación entre las dos naciones, y acordaron que los dos gobiernos continuarían trabajando juntos en estrecha colaboración en asuntos de interés y preocupación compartidos». Duterte afirmó después que Trump había elogiado la controvertida «guerra contra las drogas» de Duterte, que había matado a miles de personas sin juicio, y que Trump dijo que Filipinas «la está haciendo como una nación soberana, de la manera correcta».

### India

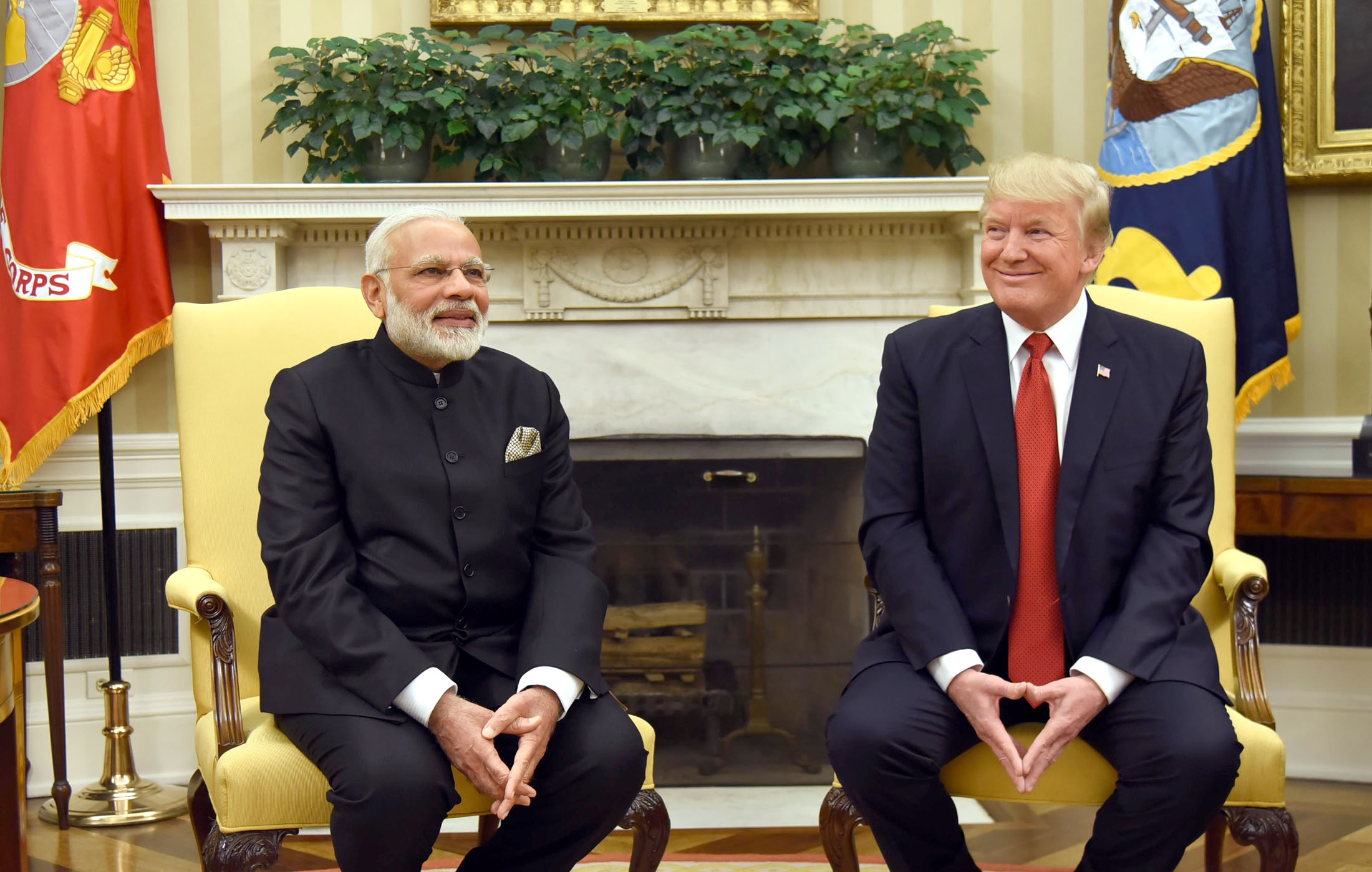
El presidente Trump y el primer ministro indio Narendra Modi en junio de 2017.

Durante la campaña, Trump habló favorablemente del primer ministro Narendra Modi y expresó su deseo de una alianza más estrecha con la India. Dijo en un mitin de campaña de indio-estadounidenses que bajo su administración, las relaciones con la India serían «las mejores de la historia». Trump y Modi se reunieron en la Casa Blanca en junio de 2017, reafirmando la sólida asociación entre las dos naciones, especialmente en defensa, seguridad marítima y contraterrorismo.
Trump se refirió a las relaciones con la India como unas de las más importantes de este siglo, ya que realizó una visita en febrero de 2020, justo antes del ataque de la pandemia de COVID-19.

### Irak

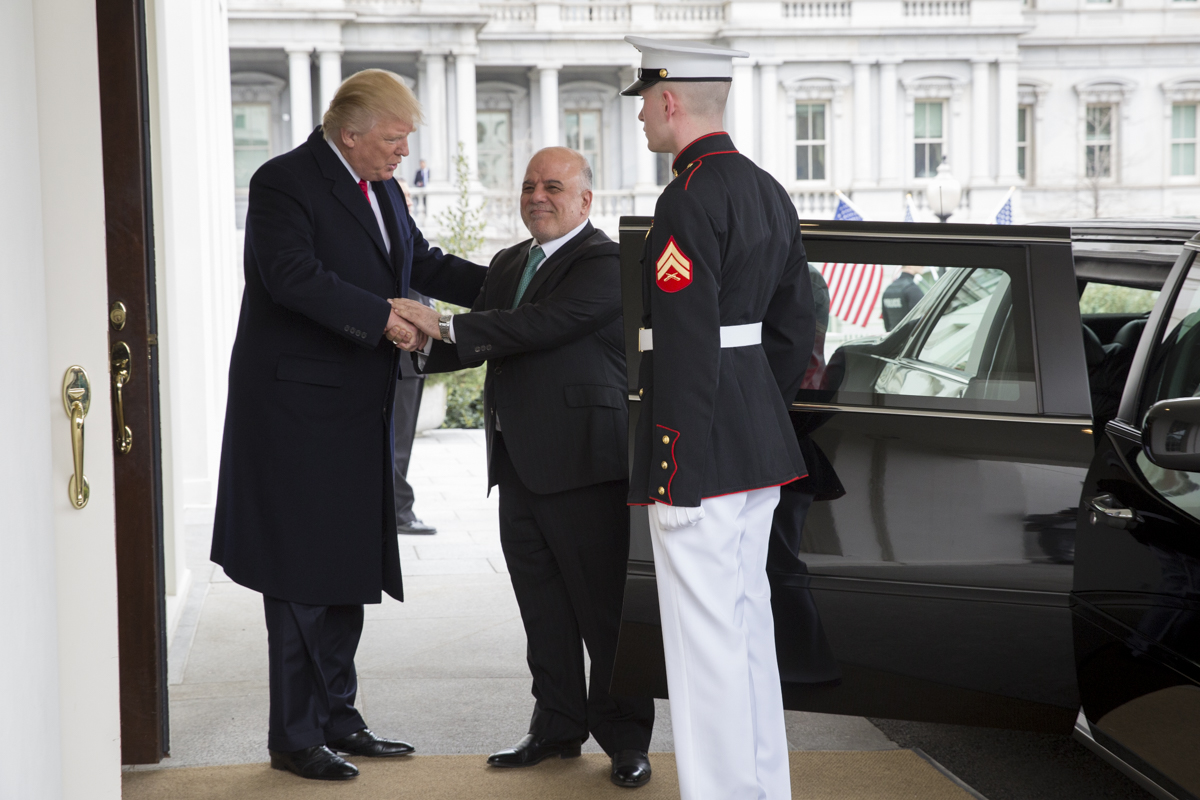
Trump saluda al primer ministro iraquí Haider al-Abadi en marzo de 2017.

Durante la campaña de 2016, Trump abogó repetidamente porque Estados Unidos debería «tomar el petróleo» de Irak como «botín de guerra», una decisión que requeriría otra invasión y ocupación del país. Las declaraciones de Trump causaron críticas y controversia, ya que la mayoría de los expertos legales coincidieron en que la acción sería un crimen de guerra ilegal según las Convenciones de Ginebra y porque muchos creyeron que aumentaría el apoyo al fundamentalismo islámico en todo el Medio Oriente.
Trump defendió sus declaraciones afirmando que recuperarían el costo del gasto militar estadounidense en Irak y evitarían que la infraestructura petrolera iraquí cayera bajo el control de ISIS. Trump reiteró su apoyo a apoderarse del petróleo de otras naciones después de asumir la presidencia. En enero de 2017, dijo que Estados Unidos «debería haber conservado el petróleo» después de la invasión de Irak y «tal vez tengamos otra oportunidad». Axios informó en 2018 que, como presidente, Trump había planteado el tema dos veces al primer ministro iraquí Haider al-Abadi, causando consternación entre los asesores de Trump.
Se reveló que el asesor de seguridad nacional, H. R. McMaster, le dijo a Trump: «No podemos hacer esto y usted no debería hablar de ello. Porque hablar de ello es simplemente malo... Es malo para la reputación de Estados Unidos, asustará a los aliados, asusta a todo el mundo», mientras que el Secretario de Defensa, Jim Mattis, aclaró públicamente que Estados Unidos no tenía intención de «apoderarse del petróleo de nadie».
En enero de 2017, Trump emitió una orden ejecutiva que prohibía la entrada de todos los ciudadanos iraquíes, así como de ciudadanos de otros seis países. Después de duras críticas, protestas públicas y demandas contra la orden ejecutiva, Trump relajó un poco las restricciones de viaje y eliminó a Irak de la lista de países sin entrada en marzo de 2017.

### Irán

#### Retiro del acuerdo nuclear
La administración de Trump presionó personalmente a docenas de funcionarios europeos para que no hicieran negocios con Irán durante la cumbre de Bruselas de mayo de 2017; esto probablemente violó los términos del JCPOA, que establece expresamente que Estados Unidos no puede aplicar «ninguna política específicamente destinada a afectar directa y adversamente la normalización de las relaciones comerciales y económicas con Irán». La administración Trump certificó en julio de 2017 que Irán había cumplido su parte del acuerdo.
El 8 de mayo de 2018 Trump anunció que Estados Unidos se retiraría del acuerdo, calificando el acuerdo como «un horrible acuerdo unilateral que nunca, jamás debería haberse hecho» y agregó: «No trajo calma, no trajo la paz y nunca la traerá».
En noviembre de 2018 la administración Trump restableció oficialmente todas las sanciones contra Irán que se habían levantado previamente antes de que Estados Unidos se retirara del JCPOA.
En contradicción con las declaraciones anteriores de la administración, una evaluación de la Comunidad de Inteligencia estadounidense de enero de 2019 concluyó que Irán no buscaba armas nucleares. En mayo de 2019, la Agencia Internacional de Energía Atómica certificó que Irán cumplía los términos principales del acuerdo nuclear, aunque surgieron dudas sobre cuántas centrifugadoras avanzadas se le permitía tener a Irán, ya que eso sólo estaba vagamente definido en el acuerdo.
En agosto de 2020, después de que el Consejo de Seguridad de las Naciones Unidas rechazara una propuesta patrocinada por Estados Unidos para extender un embargo de armas contra Irán, Trump dijo que Estados Unidos «retiraría» unilateralmente las sanciones contra Irán que se habían levantado como parte del JCPOA, un argumento basado en sobre la postura de que Estados Unidos siguió siendo un «participante» en el acuerdo nuclear con Irán de 2015, a pesar de que Trump se retiró del mismo. El argumento de Estados Unidos fue recibido con escepticismo por los aliados europeos. El Consejo de Seguridad votó sobre la propuesta de la administración Trump a finales de agosto, y sólo República Dominicana se unió a Estados Unidos para votar a favor.

#### Asesinato de Soleimani
En enero de 2020, Trump ordenó el asesinato del general de división iraní Qasem Soleimani, lo que se logró el 3 de enero en un ataque aéreo contra el aeropuerto internacional de Bagdad. Más tarde, Trump anunció la muerte de Soleimani en un discurso televisado, llamando a Soleimani «el terrorista número uno en cualquier parte del mundo» y diciendo que estaba «planeando ataques inminentes y siniestros contra diplomáticos y personal militar estadounidenses». La embajadora de Estados Unidos ante las Naciones Unidas, Kelly Craft, escribió una carta al Consejo de Seguridad de la ONU en la que dijo que el acto fue de autodefensa. Al mismo tiempo, escribió en la carta que Estados Unidos estaba «dispuesto a participar sin condiciones previas en negociaciones serias con Irán, con el objetivo de evitar un mayor peligro de la paz y la seguridad internacionales o una escalada por parte del régimen iraní».
Irán amenazó con tomar represalias y Trump, a cambio, amenazó con bombardear 52 sitios de «muy alto nivel e importantes» en Irán (uno por cada rehén estadounidense tomado en la crisis de rehenes de Irán de 1979-81), incluidos aquellos de importancia cultural, un acto que según han señalado muchos expertos jurídicos internacionales, constituiría un crimen de guerra. según la Convención de La Haya de 1954 para la Protección de los Bienes Culturales en caso de Conflicto Armado. Ese verano, Irán emitió una orden de arresto contra 36 funcionarios políticos y militares estadounidenses, incluido Trump, por su papel en el asesinato de Soleimani, aunque este esfuerzo fue visto como simbólico.

### Israel y Palestina

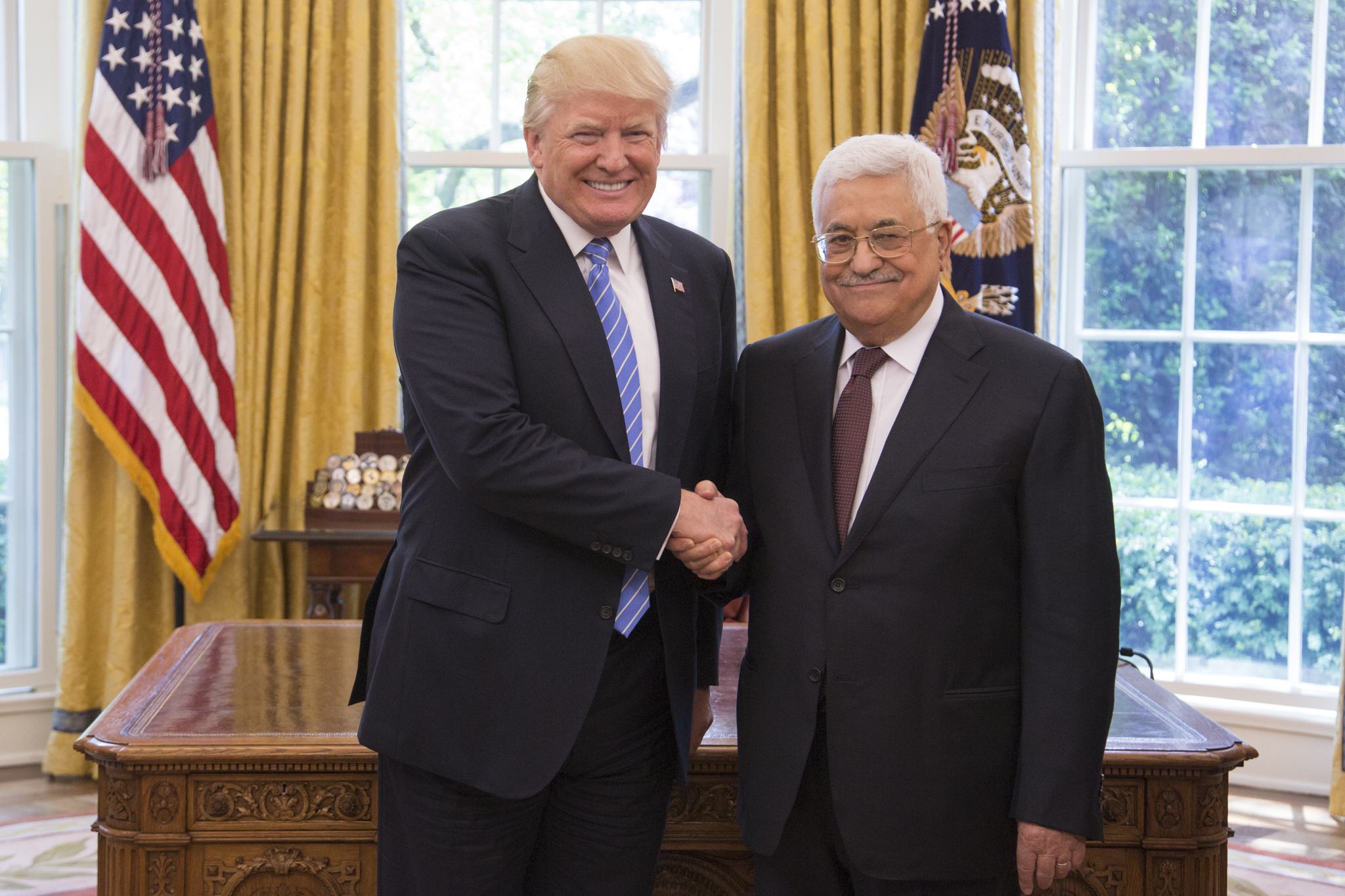
Trump y el presidente de la Autoridad Palestina, Mahmoud Abbas, mayo de 2017.

En febrero de 2017, Trump dijo que podía vivir con una solución de dos Estados o de un Estado para el conflicto palestino-israelí. Esto representó una ruptura con el consenso anterior de política exterior bipartidista de apoyo a la solución de dos Estados. El 22 de mayo de 2017, Trump fue el primer presidente estadounidense en visitar el Muro de las Lamentaciones en Jerusalén, durante su primer viaje al extranjero, visitando Arabia Saudita, Israel, Italia, el Vaticano y Bélgica.
El 6 de diciembre de 2017 Trump reconoció oficialmente a Jerusalén como capital de Israel, a pesar de las objeciones de los líderes palestinos. Trump añadió que iniciaría el proceso de establecimiento de una nueva embajada de Estados Unidos en Jerusalén, cumpliendo la Ley de Embajada de Jerusalén, que había sido aprobada por una supermayoría bipartidista del Congreso en 1995. La Embajada de los Estados Unidos se trasladó oficialmente a Jerusalén el 14 de mayo de 2018, coincidiendo con el 70.º aniversario de la Declaración de Independencia de Israel.
La decisión de Trump de reconocer a Jerusalén como la capital de Israel fue rechazada por la mayoría de los líderes mundiales. Además, la decisión generó protestas en varios países musulmanes, especialmente en los territorios palestinos. Por lo contrario, el anuncio de Trump fue bien recibido en Israel. Minutos después de finalizar el discurso de Trump, la municipalidad de Jerusalén iluminó las murallas de la ciudad Vieja con las banderas de Israel y Estados Unidos, en señal de gratitud. «Este es un día histórico», declaró el primer ministro israelí, Benjamin Netanyahu, quien calificó de «justa y valiente» la decisión de Trump. Netanyahu aseguró que la decisión de reconocer a Jerusalén como capital de Israel no contradice el deseo de lograr la paz y se comprometió a «trabajar por la paz» con todos sus vecinos, «incluyendo los palestinos». A manera de agradecimiento, un nuevo asentamiento israelí en los Altos del Golán llevará el nombre de Ramat Trump (en español: Altos de Trump).

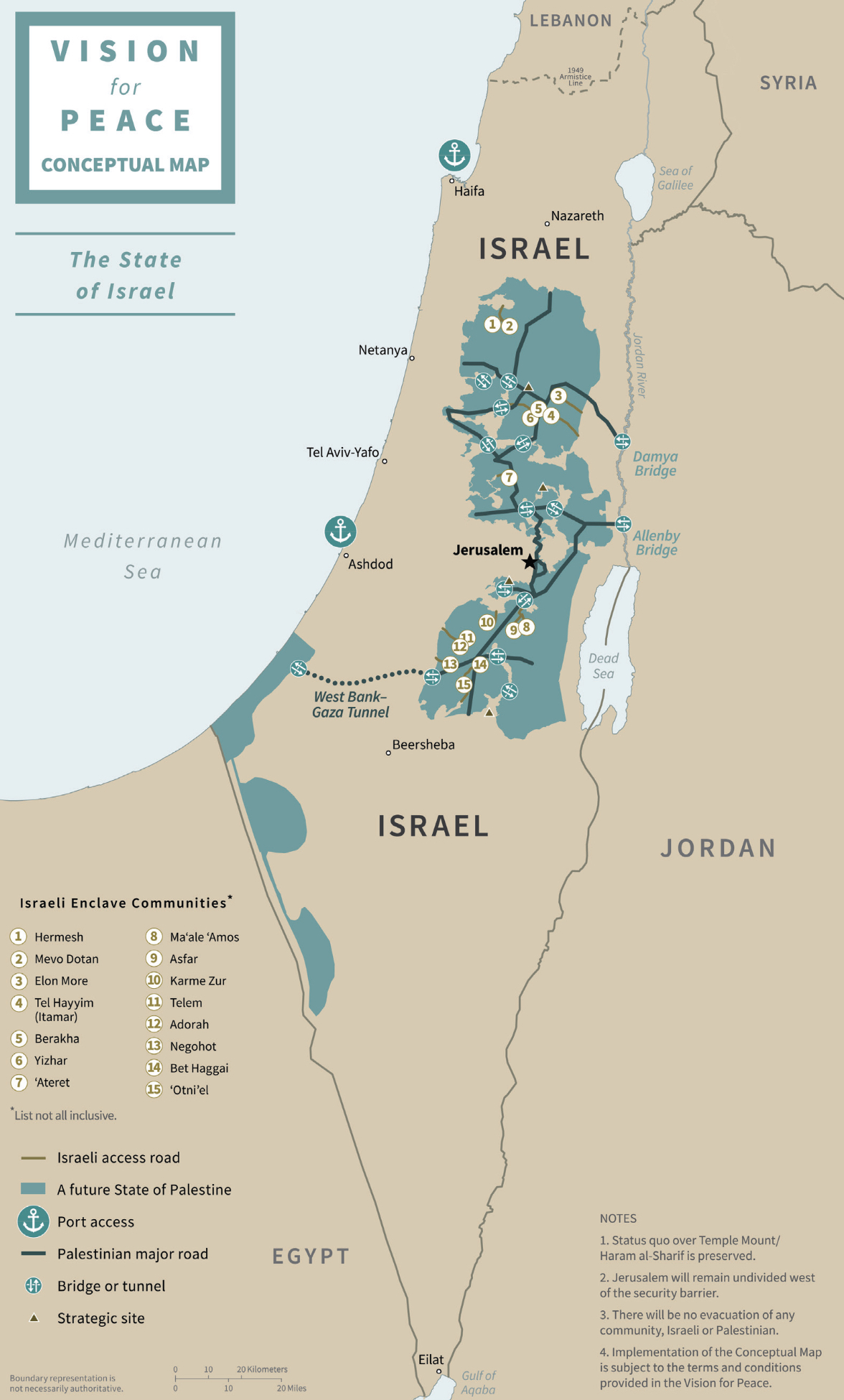
Frontera propuesta entre Israel y Palestina por el presidente Trump en su plan de paz propuesto en 2020.

En enero de 2020 se revela el plan de paz de Trump que buscó una reconciliación entre Palestina e Israel.

#### Acuerdos de normalización árabe-israelí
El 13 de agosto de 2020 se finalizó el acuerdo de normalización entre Israel y los Emiratos Árabes Unidos. Jared Kushner, el principal funcionario que negoció el acuerdo, afirmó que el acuerdo haría que Oriente Medio fuera más pacífico y esperanzador, lo que significaría que sería necesario desplegar menos tropas estadounidenses en la región. El secretario de Estado, Mike Pompeo, dijo que el acuerdo era un paso importante hacia la estabilización de la región y era bueno para todo el mundo.
Una declaración conjunta emitida por Trump, el primer ministro israelí Benjamín Netanyahu y Abdullah bin Zayed Al Nahyan decía: «Este histórico avance diplomático hará avanzar la paz en la región de Medio Oriente y es un testimonio de la audaz diplomacia y visión de los tres líderes y el coraje de los Emiratos Árabes Unidos e Israel para trazar un nuevo camino que desbloqueará el gran potencial de la región». Los Emiratos Árabes Unidos e Israel actuaron para establecer relaciones diplomáticas plenas después de que Israel aceptara suspender un plan para anexar partes de los territorios palestinos ocupados en Cisjordania. Los Emiratos Árabes Unidos dijeron que continuarían apoyando al pueblo palestino y que el acuerdo mantendría la perspectiva de una solución de dos Estados entre Israel y Palestina.
Posteriormente, el término «Acuerdos de Abraham» se utilizó para referirse colectivamente a los acuerdos entre Israel y los Emiratos Árabes Unidos y Baréin, respectivamente (el acuerdo de normalización Baréin-Israel). Los acuerdos, que luego se ampliaron a través del acuerdo de normalización entre Israel y Sudán y el acuerdo de normalización entre Israel y Marruecos, fueron descritos por The New York Times y Associated Press como uno de los logros de política exterior más importantes de Trump.

### Japón

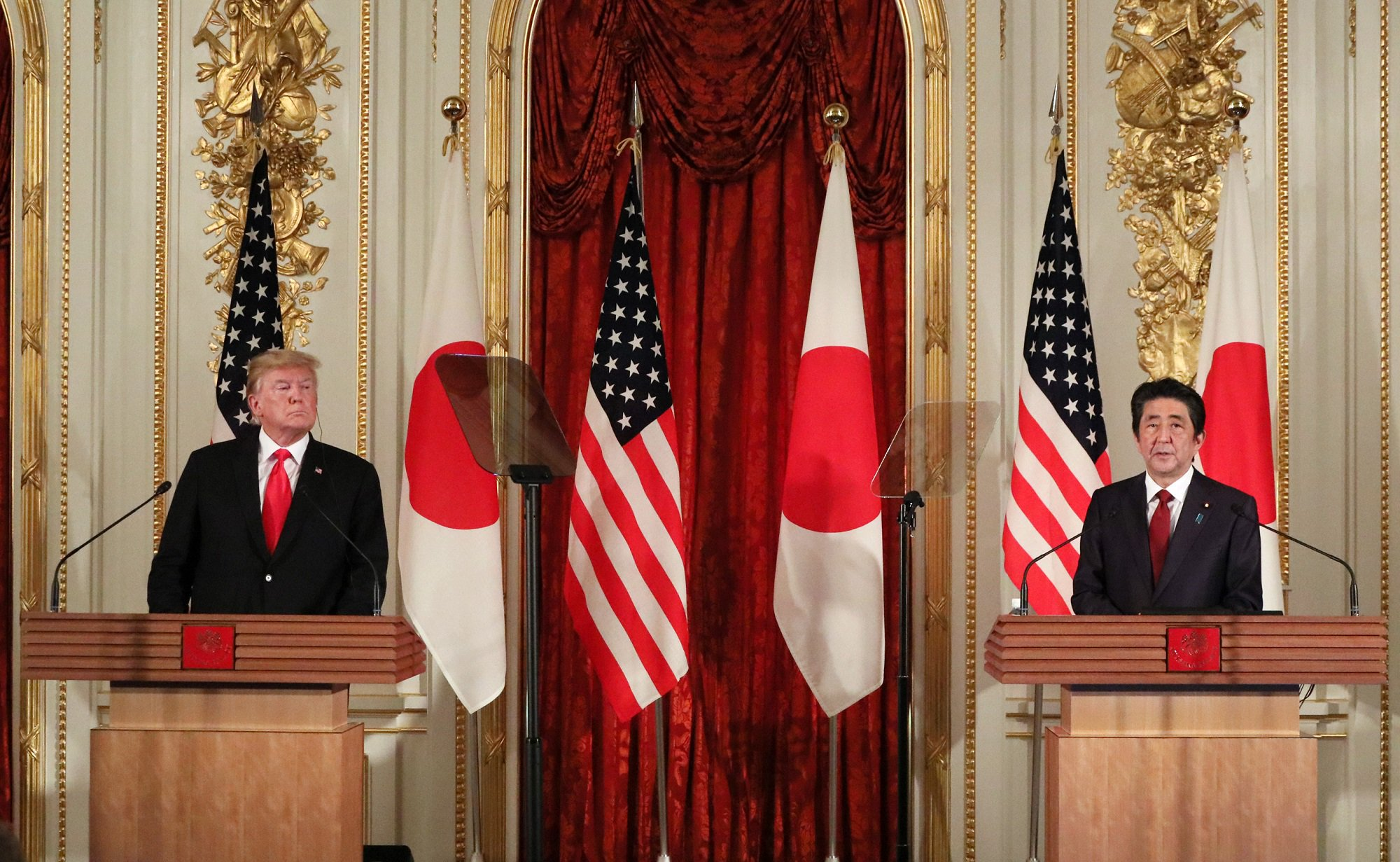
El presidente Trump y el primer ministro japonés Shinzō Abe en mayo de 2019.

Durante la campaña electoral de 2016, Trump acusó a Japón de prácticas comerciales desleales, de «quitarnos empleos» y de manipulación monetaria. Sugirió que Japón debería pagar a Estados Unidos por su presencia militar en Japón y que debería desarrollar armas nucleares para defenderse contra Corea del Norte.
El primer ministro japonés, Shinzō Abe, se reunió con el presidente electo Trump en la Torre Trump poco después de su elección, siendo el primer líder extranjero en hacerlo. Dijo que Trump era «un líder en el que puedo tener confianza». Sin embargo, después de la reunión, Trump continuó quejándose de la moneda japonesa y su industria automotriz.
En enero de 2017 Trump renunció formalmente al Acuerdo Transpacífico de Cooperación Económica, en el que Japón habría sido un actor clave, pero dejó abierta la opción de negociaciones comerciales bilaterales.
Durante una visita a Japón en enero de 2017, el secretario de Defensa Mattis reafirmó que Estados Unidos estaba comprometido con la defensa de Japón.
Trump y Abe se reunieron en la Casa Blanca en febrero de 2017 y después fueron a una excursión de golf en Florida. Trump prometió fortalecer los lazos entre las dos naciones y dijo que Estados Unidos está comprometido con la seguridad de Japón, afirmando que la alianza entre los dos países es «la piedra angular de la paz y la estabilidad en la región del Pacífico».

### Pakistán
Durante la campaña, Trump dijo que Pakistán es «el país más peligroso del mundo» y debería desnuclearizarse. Pero según el gobierno de Pakistán, en una cordial conversación telefónica postelectoral con el primer ministro de Pakistán, Nawaz Sharif, Trump prodigó elogios a Pakistán y su «fantástico» pueblo, dijo que le encantaría visitar el país y se ofreció a ayudar a Pakistán a resolver cualquier problema pendiente.
Tras asumir el cargo, Trump indicó que Pakistán estará entre los países cuyos ciudadanos tendrán que pasar por un proceso de «investigación extrema» antes de ingresar a Estados Unidos. El 2 de julio de 2019, el Departamento de Estado designó al Ejército de Liberación de Baluchistán (BLA), un grupo militante separatista que pretende separar Baluchistán de Pakistán, como organización terrorista.

### Catar
La administración Trump tenía como objetivo apoyar los esfuerzos en la lucha contra estados y grupos aliados con Irán y los Hermanos Musulmanes. Sin embargo, Trump se atribuyó el mérito de haber diseñado la crisis diplomática de Catar en una serie de tuits.
Posteriormente, el emir qatarí Tamim bin Hamad Al Thani visitó los Estados Unidos en 2019, cuando se anunció que Catar financiaría una ampliación de la base aérea de Al Udeid, que costaría 1.800 millones de dólares.

### Siria
En julio de 2017, siguiendo el consejo del entonces director de la CIA, Mike Pompeo, Trump ordenó una «eliminación gradual» del apoyo de la CIA a los rebeldes sirios anti-Assad durante la guerra civil siria.
El 9 de octubre de 2019 Turquía lanzó una ofensiva en el norte de Siria contra Rojava liderada por los kurdos después de que Trump cambiara su apoyo personal a los kurdos sirios por Turquía.
En noviembre de 2019, Trump aprobó una misión para que las tropas estadounidenses aseguraran los campos petroleros en el este de Siria. Más tarde ese mes, Trump dijo que las tropas estadounidenses restantes en Siria estaban allí «sólo por el petróleo» y que Estados Unidos se estaba «quedando con el petróleo». Incautar petróleo sin el permiso del gobierno local hubiese sido un crimen de guerra de saqueo, sin embargo, el ejército estadounidense confirmó que estaba coordinando con Rojava y las Fuerzas Democráticas Sirias que controlaban la zona.

#### Respuestas al Estado Islámico
Con la llegada de Trump se instituyó un cambio de política con respecto a la divulgación de los niveles de tropas en el extranjero, así como el momento de cualquier despliegue adicional en el Medio Oriente, cumpliendo sus promesas de campaña de utilizar el «elemento sorpresa». Para abril de 2017, hubo dos despliegues de tropas no revelados en el mes de marzo: un despliegue de 400 marines estadounidenses en el norte de Siria y 300 paracaidistas del ejército estadounidense en el área alrededor de Mosul, Irak. Para el 2 de abril de 2017, el nivel de tropas estadounidenses, o «nivel de gestión de fuerza», es decir, el número de tropas de tiempo completo desplegadas, era de alrededor de 5.200 en Irak y 500 en Siria, con alrededor de 1.000 tropas más allí de forma temporal.
El despliegue en Siria puso tropas estadounidenses más convencionales en un frente que, hasta entonces, había utilizado principalmente unidades de operaciones especiales. Los 400 infantes de marina formaban parte de la 11.ª MEU del equipo de aterrizaje del batallón, 1.er batallón, 4.º de infantería de marina. Manejaban una batería de artillería, mientras que soldados de infantería adicionales de la unidad proporcionaban seguridad y los reabastecimientos estaban a cargo de parte del elemento logístico de combate de la fuerza expedicionaria.
En agosto de 2017, el enviado presidencial especial para la Coalición Global para Contrarrestar a ISIS, Brett H. McGurk, declaró que la administración Trump había «acelerado drásticamente" la campaña liderada por Estados Unidos contra ISIS, citando estimaciones de que casi un tercio del territorio arrebatado al ISIS «se ha ganado en los últimos seis meses». McGurk citó favorablemente «las medidas que ha tomado el presidente Trump, incluida la delegación de la autoridad de toma de decisiones de la Casa Blanca a los comandantes en el campo».
El 17 de diciembre de 2018, James Jeffrey, Representante Especial de Estados Unidos para la Participación en Siria, declaró en un discurso ante el Atlantic Council que Estados Unidos permanecería en Siria «por mucho tiempo».
El 19 de diciembre, Trump, declaró que «hemos ganado contra ISIS» y anunció unilateralmente una retirada «total» de los 2.000-2.500 soldados estadounidenses en Siria. El anuncio se hizo en Twitter y la decisión aparentemente se tomó sin consulta previa con el Congreso, los comandantes militares, los asesores civiles o los aliados. Aunque en ese momento no se proporcionó ningún calendario, la secretaria de prensa Sarah Sanders indicó que se había ordenado que comenzara la retirada. El Pentágono y el Departamento de Estado trataron de cambiar la opinión de Trump sobre la decisión, y varios de sus aliados políticos y en el Congreso expresaron su preocupación por la repentina medida, específicamente porque «entregaría el control de la región» a Rusia e Irán, y «abandonaría» a los kurdos, hasta ese entonces aliados de Estados Unidos.
Inmediatamente después del anuncio de Trump, el secretario de Defensa, Jim Mattis, intentó sin éxito persuadir a Trump para que reconsiderara su decisión y luego informó al presidente el 20 de diciembre que renunciaría a su cargo. Mattis pidió continuar en su cargo hasta febrero para seguir defendiendo «los intereses del Departamento» en las reuniones del Congreso y de la OTAN mientras Trump eligía un sucesor. Dos días después, McGurk anunció que también se marcharía como consecuencia de la decisión de Trump; McGurk había dicho anteriormente que se iría en febrero, pero como resultado de la retirada de Siria y la salida de Mattis, adelantó su propia salida al 31 de diciembre. En respuesta, Trump escribió que no conocía a McGurk y dudó que McGurk fuese «grandioso».
El 23 de diciembre de ese año Trump anunció en Twitter que el subsecretario de Defensa, Patrick Shanahan, se convertiría en secretario de Defensa interino a partir del 1 de enero, reemplazando así a Mattis dos meses antes de la fecha de renuncia solicitada por Mattis. El 30 de diciembre, el senador Lindsey Graham, un confidente del presidente en el Congreso, dijo que la decisión era «una mancha en el honor de Estados Unidos» y que, si bien está de acuerdo en que es posible reducir la huella estadounidense en Afganistán, Siria, e Irak, Estados Unidos debía mantener tropas en Siria para garantizar que ISIS no pueda reagruparse. Graham también dijo que él y un grupo de generales instarían a Trump a reconsiderar sus planes de retirada durante un almuerzo ese mismo día.
Una semana después de este anuncio, Trump afirmó que no aprobaría ninguna extensión del despliegue estadounidense en Siria. El 6 de enero de 2019, el asesor de seguridad nacional John Bolton añadió condiciones a la retirada, anunciando que Estados Unidos permanecería en Siria hasta que el ISIS fuese erradicado y hasta que Turquía garantizara que no atacaría a los aliados kurdos de Estados Unidos.
El 22 de febrero de 2019, la administración Trump declaró que en lugar de la retirada «total» inicialmente anunciada, 400 soldados estadounidenses permanecerían en Siria indefinidamente para servir como fuerza de contingencia. Alrededor de 200 de ellos formarían parte de una «fuerza de observación» multinacional más grande. La secretaria de prensa Sarah Sanders inicialmente caracterizó a las tropas como «fuerzas de paz», aunque un alto funcionario de la administración luego cuestionó esa etiqueta porque el término técnicamente implicaba reglas de enfrentamiento restringidas. El cambio de una retirada total a una parcial se produjo después de que el presidente del Estado Mayor Conjunto, Joseph Dunford, lo respaldara firmemente, ya que los aliados franceses y británicos se negaron a permanecer en Siria a menos que Estados Unidos lo hiciera. Después del anuncio, The New York Times citó a funcionarios que describieron una «atmósfera surrealista» en el Pentágono entre los líderes militares que supervisan la política siria. Un grupo bipartidista de miembros del Congreso le escribió a Trump una carta el 22 de febrero respaldando una «pequeña fuerza estabilizadora estadounidense» en Siria. Trump respondió escribiendo directamente en la carta: «Estoy 100% de acuerdo. TODO se está haciendo».
El 28 de febrero, mientras hablaba con las tropas en la Base Conjunta Elmendorf-Richardson en Alaska durante una escala para repostar combustible desde Hanói, Trump afirmó que el Estado Islámico había perdido «el 100 por ciento» de su territorio que alguna vez controló en Siria. La afirmación era falsa, ya que la Batalla de Baghuz Fawqani aún estaba en curso, y el Estado Islámico todavía ocupaba territorio en el desierto sirio, así como la ciudad de Al-Baghuz Fawqani.
El 22 de marzo de 2019, en respuesta a los acontecimientos en la Batalla de Baghuz Fawqani, donde ISIS todavía estaba oponiendo tenaz resistencia a las SDF, Trump mostró a los periodistas dos mapas que comparaban los alcances de la ocupación del Estado Islámico en Siria e Irak, declarando: «Aquí está ISIS el día de las elecciones. Aquí está ISIS ahora mismo». El mapa del «día de las elecciones» era en realidad de 2014, cuando el Estado Islámico se encontraba en su mayor extensión territorial, y justo cuando la coalición liderada por Estados Unidos había comenzado a hacer frente a ISIS. La batalla concluyó el 23 de marzo, al día siguiente, con la victoria de la milicia SDF sobre ISIS. Los funcionarios y aliados de la administración Trump elogiaron con cautela el colapso territorial del Estado Islámico en Siria, al tiempo que enfatizaron la necesidad de mantener una presencia en el país para mantener la presión y detener un resurgimiento territorial del Estado Islámico.
Desde 2011 el Departamento de Estado de Estados Unidos ofreció una recompensa de 10 millones de dólares por Abu Bakr al-Baghdadi, líder del Estado Islámico, que aumentó a 25 millones de dólares en 2017, por información o inteligencia sobre su paradero que permitiera su captura, vivo o muerto. El 27 de octubre de 2019, se suicidó y mató a dos niños al detonar un chaleco suicida durante la redada de Barisha realizada por la Fuerza Delta de Estados Unidos en la provincia de Idlib, en el noroeste de Siria. Trump anunció más tarde la muerte, afirmando que al-Baghdadi «murió después de correr hacia un túnel sin salida, gimiendo, llorando y gritando todo el camino», a pesar de haber visto sólo imágenes de drones sin audio.

### Yemen
El gobierno de Trump continuó los ataques con aviones no tripulados de Estados Unidos en Yemen contra la filial de Al-Qaeda en Yemen, que ya habían comenzado y ampliado en las administraciones anteriores de George W. Bush y Barack Obama.
El 1 de febrero de 2020 Trump pareció confirmar los informes de que Estados Unidos había matado a Qasim al-Raymi, el líder de una filial de Al Qaeda en Yemen, al retuitear informes que afirmaban que la CIA había llevado a cabo un ataque con drones contra el líder de Al-Qaeda en la península arábiga.

## Europa

### Alemania

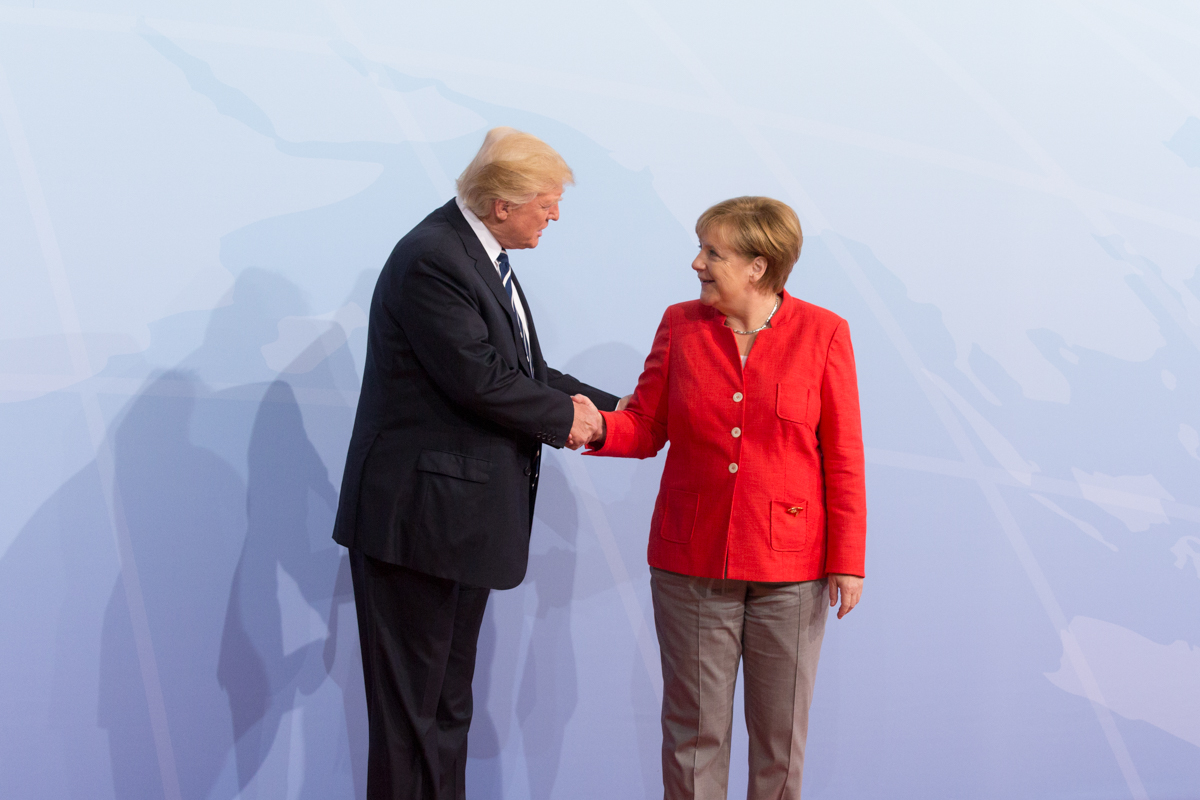
El presidente Trump y la canciller alemana Angela Merkel en julio de 2017.

Las relaciones estadounidenses con Alemania han empeorado bajo el presidente Donald Trump, especialmente en lo que respecta al comercio y la OTAN. Durante la campaña, Trump criticó a la canciller alemana , Angela Merkel, y su manejo de la crisis migratoria europea, diciendo: «Todos pensaban que era una gran líder y ahora resultó ser una líder catastrófica. Y quedará fuera si no tienen una revolución». En julio de 2016, el ministro de Asuntos Exteriores alemán, Frank-Walter Steinmeier, declaró que estaba preocupado por lo que él ve como promesas contradictorias de Trump de «hacer a Estados Unidos fuerte otra vez» y al mismo tiempo reducir la participación en el extranjero. Steinmeier dijo que las políticas propuestas por Trump «serían peligrosas no sólo para Estados Unidos, sino también para Europa y el resto del mundo».
Después de convertirse en presidente, Trump se reunió con Merkel en la Casa Blanca el 17 de marzo de 2017. La reunión fue calificada de «incómoda»; Trump no le dio la mano a Merkel para una sesión de fotos e hizo una broma sobre las escuchas telefónicas que fracasó. Los dos «estuvieron un cortés desacuerdo respecto a todo, desde la inmigración hasta el libre comercio y el valor de buscar acuerdos multinacionales». Al día siguiente, Trump tuiteó: «¡Alemania debe enormes sumas de dinero a la OTAN y a Estados Unidos se le debe pagar más por la poderosa y muy costosa defensa que proporciona a Alemania!» También intentó que Merkel hablara sobre cuestiones comerciales bilaterales, pero ella señaló que los miembros de la Unión Europea sólo negociaban como una unidad.
En mayo de 2017, en una reunión con líderes europeos en Bruselas, Trump denunció la relación de Alemania con el déficit comercial estadounidense como «mala, muy mala», y agregó: «Miren los millones de automóviles que venden en Estados Unidos. Terrible. Detendremos esto». Amenazó con imponer un impuesto del 35% a las importaciones de automóviles alemanes. Unos días más tarde, Merkel sugirió que Alemania y Europa ya no pueden depender plenamente de Estados Unidos; diciendo «nosotros, los europeos, realmente debemos tomar nuestro destino en nuestras propias manos» e insinuando también la decisión del Reino Unido de abandonar la Unión Europea. Sin embargo, subrayó la importancia de las relaciones amistosas con Estados Unidos, el Reino Unido y Rusia.
A finales de julio de 2020, la administración Trump anunció sus intenciones de dispersar 12.000 tropas estadounidenses de Alemania y trasladar la sede del Comando Europeo de EE. UU. (EUCOM) de Alemania a Bélgica en un importante reposicionamiento de fuerzas, supuestamente porque Alemania no estaba gastando lo suficiente en su defensa. De las tropas estadounidenses desplegadas en Alemania, 6.400 también regresarían a Estados Unidos. Otros 5.400 serían trasladados a otros lugares de Europa que ya albergaban tropas estadounidenses, pero que pagaban un porcentaje de su PIB inferior al de Alemania.

### Dinamarca y Groenlandia

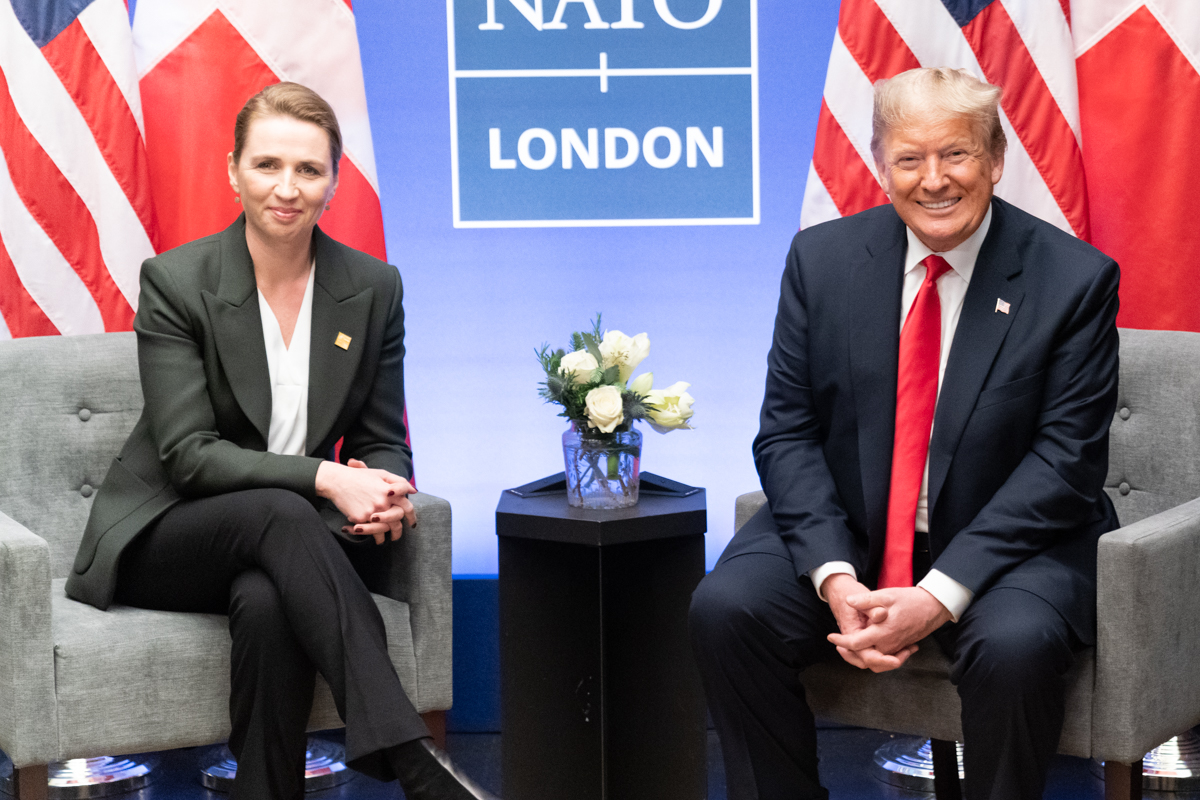
La primera ministra danesa, Mette Frederiksen, y el presidente Trump en la cumbre de la OTAN de 2019.

En agosto de 2019 Trump expresó interés en comprar el territorio de Groenlandia a Dinamarca. En reacción, el Ministerio de Asuntos Exteriores de Groenlandia declaró que el territorio no estaba en venta. Citando la renuencia de Dinamarca a discutir la compra, días después Trump canceló un viaje programado para septiembre a Copenhague.
El gobierno de Trump declaró que los minerales de tierras raras eran vitales para la seguridad nacional. Mientras las empresas chinas invierten en la extracción de los abundantes recursos de Groenlandia, Estados Unidos firmó en 2019 un acuerdo para financiar un estudio aéreo de los recursos minerales en Gardar.

### España y el secesionismo catalán

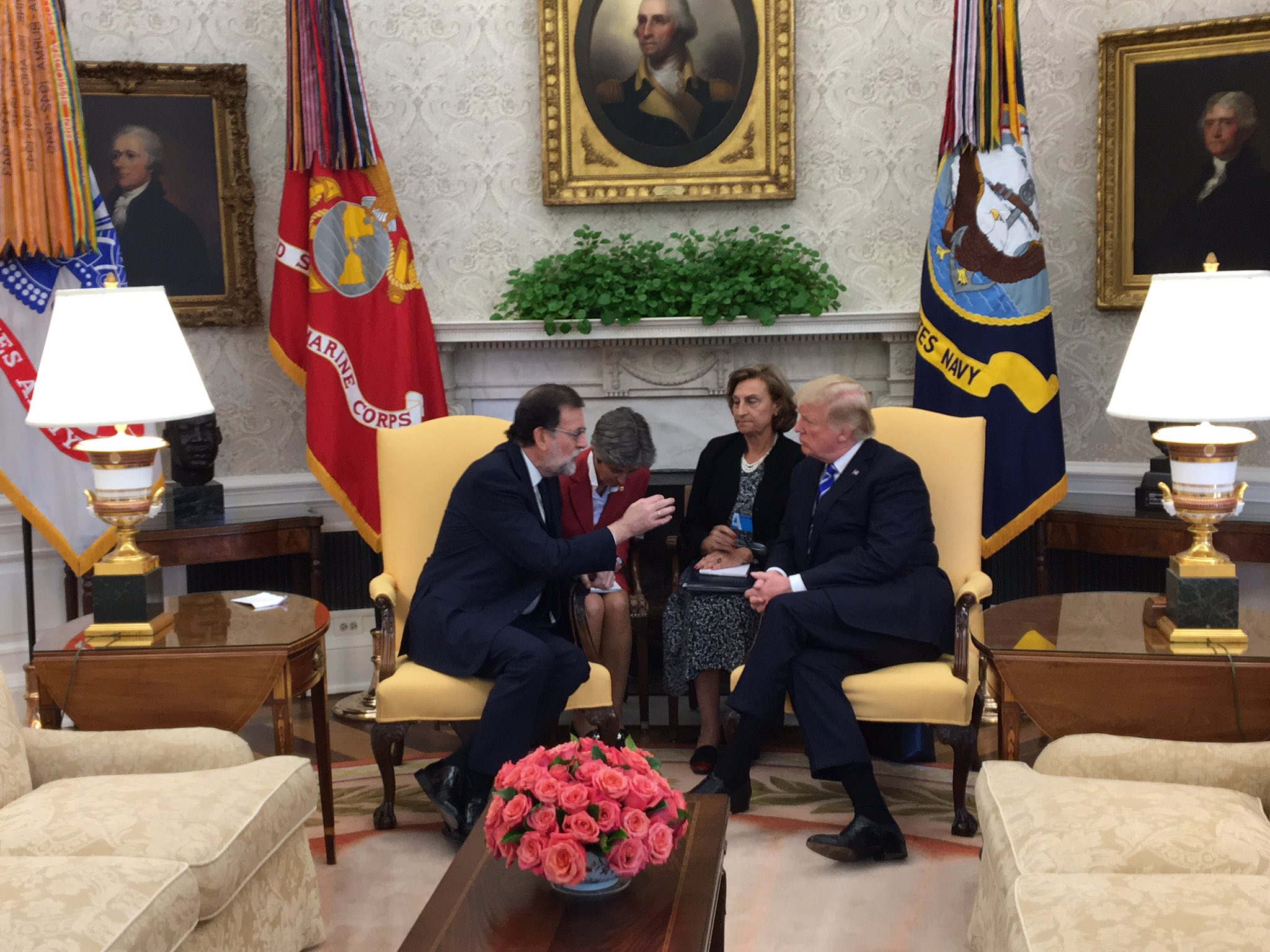
Trump y el presidente español Mariano Rajoy en septiembre de 2017.

En medio de la crisis constitucional española de 2017-2018, durante la visita del Presidente de Gobierno español Mariano Rajoy a la Casa Blanca, Trump dijo el 26 de septiembre de 2017 que Estados Unidos se oponía al movimiento independentista catalán, diciendo que la separación sería «tonta» y que «España es un gran país y debe permanecer unida».
El 27 de octubre del mismo año, el Parlamento de Cataluña aprobó la declaración unilateral de independencia, el Departamento de Estado de Estados Unidos declaró: «Cataluña es parte integral de España, y Estados Unidos apoya las medidas constitucionales del gobierno español para mantener a España fuerte y unida».

### Grecia
En 2019 Grecia y Estados Unidos firmaron un pacto de defensa revisado, que los funcionarios estadounidenses describieron como fundamental para responder a los desafíos de seguridad en el mar Mediterráneo Oriental. El acuerdo previó un aumento de la actividad conjunta entre Estados Unidos, Grecia y la OTAN en Larissa, Stefanovikio y Alejandrópolis, así como infraestructura y otras mejoras en la Base Naval de Creta.

### Italia

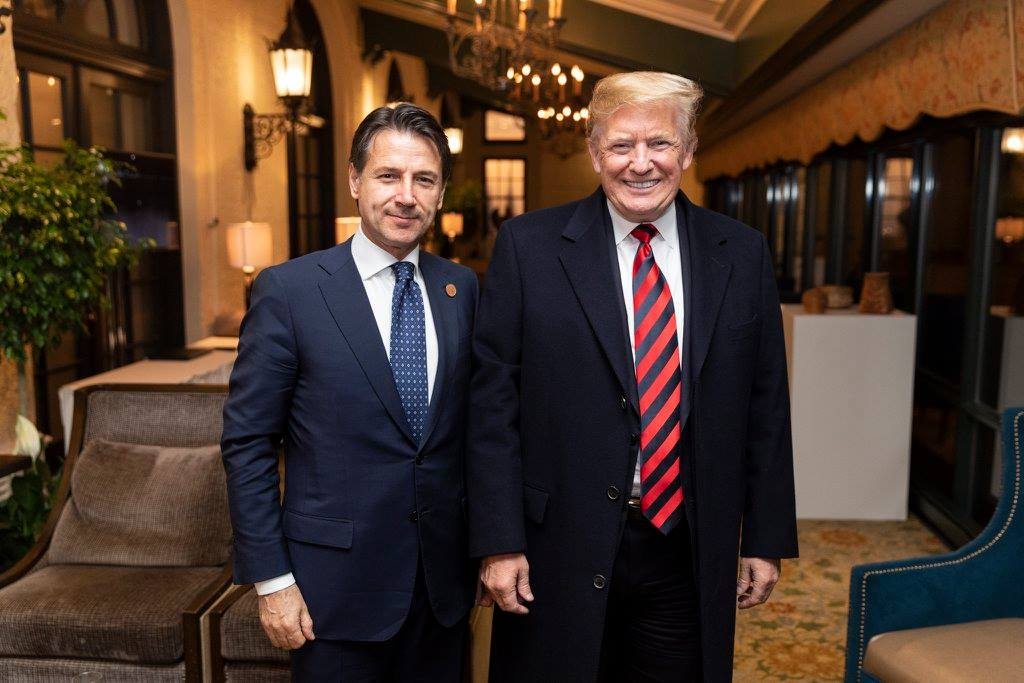
Trump con el primer ministro Giuseppe Conte en junio de 2018.

Italia fue el primer país europeo visitado por Trump en mayo de 2017, durante su primer viaje presidencial fuera de EE. UU. Durante su viaje a Italia, Trump mantuvo una reunión bilateral con el Papa Francisco; y se reunió con el presidente italiano Sergio Mattarella y el primer ministro Paolo Gentiloni. Gentiloni también fue recibido por Trump en la Casa Blanca en abril de 2017, unas semanas antes de que Trump participara en la 43.ª cumbre del G7 celebrada en Italia. Trump afirmó a menudo que Italia es un «aliado clave de Estados Unidos en Europa y el Mar Mediterráneo y un socio estratégico en la guerra contra el terrorismo».
En junio de 2018, Gentiloni fue reemplazado por Giuseppe Conte, un político populista, que construyó una estrecha relación con Trump. Desde el comienzo del gobierno de Conte, Trump lo consideró un aliado clave durante las reuniones internacionales, y Conte se ofreció a ser un «interlocutor privilegiado» en Europa. Los días 8 y 9 de junio, durante la cumbre del G7, Conte fue el único líder que respaldó a Trump y su propuesta de readmitir a Rusia en el G7. Al día siguiente, Trump agradeció a Conte sus posiciones sobre Rusia y su postura populista, invitándolo a la Casa Blanca. El 28 de junio, Conte participó en su primera reunión del Consejo Europeo y bloqueó una declaración conjunta de comercio y defensa de la UE que criticaba la política arancelaria de Trump.
En junio de 2018, Trump elogió a Conte y lo describió como un «líder realmente grande» y «muy fuerte en inmigración». Trump también respaldó a Conte durante la crisis gubernamental de 2019, con la esperanza de que pudiera seguir siendo primer ministro. El 31 de marzo de 2020, Trump anunció que Estados Unidos enviaría 100 millones de dólares en ayuda médica a Italia, en respuesta a la pandemia de COVID-19 que azotaba al país. Unos días después, durante una entrevista en la NBC, Conte describió a Trump como «el amigo más fiel y leal de Italia». El 11 de abril, Trump emitió una orden ejecutiva en la que permitía que los militares estadounidenses desplegados en Italia ayudaran a las fuerzas del orden italianas a afrontar la crisis.

### Polonia

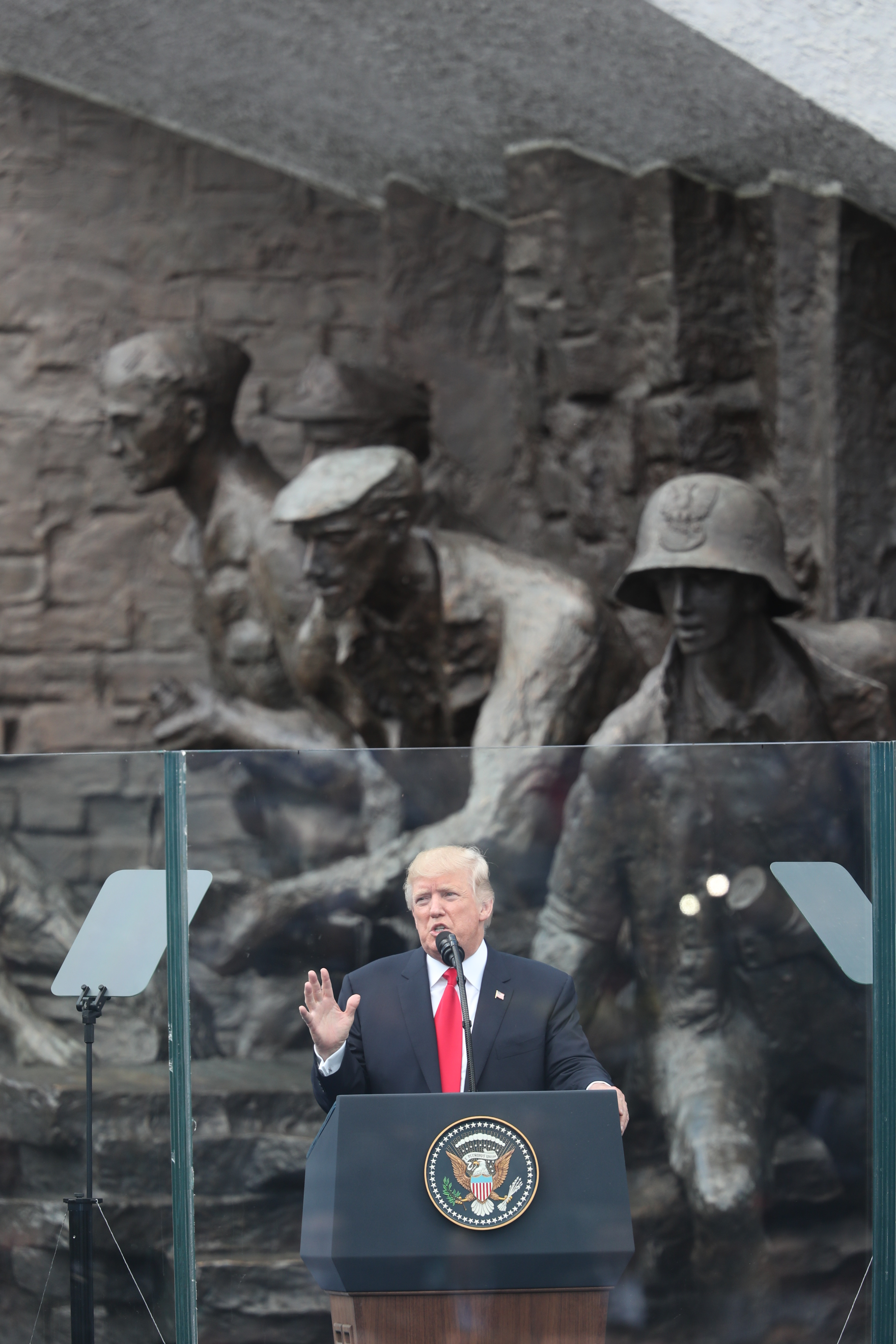
El presidente estadounidense Donald Trump en Varsovia, Polonia, durante un discurso ante el monumento al Levantamiento de Varsovia de 1944.

Durante la presidencia de Trump, Polonia y Estados Unidos continuaron mostrando cálidas relaciones bilaterales militares, diplomáticas y económicas. Esto se vio reforzado por los valores neonacionalistas ampliamente compartidos entre el presidente Donald Trump y el presidente de Polonia, Andrzej Duda, junto con el deseo de Polonia de fortalecer los vínculos militares con Estados Unidos para contrarrestar la influencia rusa en Europa, particularmente después de la anexión rusa de Crimea.
En julio de 2017, en su segundo viaje al extranjero, el presidente Donald Trump visitó Polonia, donde se reunió con el presidente Andrzej Duda. También dijo: «Nuestra fuerte alianza con Polonia y la OTAN sigue siendo fundamental para disuadir el conflicto y garantizar que la guerra entre grandes potencias nunca más asole a Europa y que el mundo sea un lugar mejor y más seguro. Estados Unidos está comprometido a mantener la paz y la seguridad en Europa Central y del Este». Trump dijo que Estados Unidos respalda firmemente el Artículo 5 de la OTAN, que dice que un ataque contra un miembro es un ataque contra todos.
Trump describió a Polonia como un viejo aliado de Estados Unidos que es «un ejemplo para otros que buscan la libertad y desean reunir el coraje y la voluntad para defender nuestra civilización». También asistió a la cumbre de la Iniciativa Tres Mares de 2017 en Varsovia. Razem, un partido político de izquierda polaco, organizó una protesta contra Trump. Los manifestantes iban vestidos como sirvientas de la novela distópica de Margaret Atwood El cuento de la criada, como símbolo de que los derechos de las mujeres están en peligro tanto en Polonia como en Estados Unidos.
En junio de 2019, durante un viaje a Estados Unidos para celebrar el 20.º aniversario de la membresía de Polonia en la OTAN y el 30.º aniversario del fin del comunismo en el país, Duda visitó la Casa Blanca, donde él y Trump firmaron un acuerdo de defensa conjunto para aumentar la cooperación militar. Según el acuerdo, que Trump calificó de «declaración» sobre la relación entre los dos países, Polonia pagaría 1.000 tropas estadounidenses adicionales que se estacionen en Polonia de forma rotatoria. La fuerza provendría del contingente de 52.000 efectivos de las fuerzas estadounidenses en Alemania e incluirá tropas de operaciones especiales, drones y otro equipo militar. En un acuerdo separado, Polonia ordenó 32 aviones de combate F-35 a Estados Unidos. Trump celebró el acuerdo con dos aviones F-35 que sobrevolaron la Casa Blanca en una inusual exhibición militar estadounidense.
Ese día, la empresa estatal polaca de gas natural PGNiG firmó un acuerdo con la empresa estadounidense Venture Global LNG para comprar 1,5 millones de toneladas métricas de gas natural licuado al año como parte de una iniciativa para buscar suministros de gas alternativos al ruso Gazprom. El acuerdo se considera parte de la política económica de «dominio energético» de la administración Trump, en la que Estados Unidos recortaba las regulaciones internas sobre la producción de energía para impulsar las exportaciones de petróleo y gas a aliados y socios comerciales, como Polonia, sirviendo como una alternativa al gas ruso.
El 24 de junio de 2020 Trump dijo en una conferencia de prensa con el presidente polaco Duda que Estados Unidos planeaba trasladar algunas tropas estadounidenses de Alemania a Polonia. Trump dijo que «Polonia es uno de los pocos países que están cumpliendo con sus obligaciones bajo la OTAN, en particular, sus obligaciones monetarias, y nos preguntaron si enviaríamos algunas tropas adicionales».

### Reino Unido

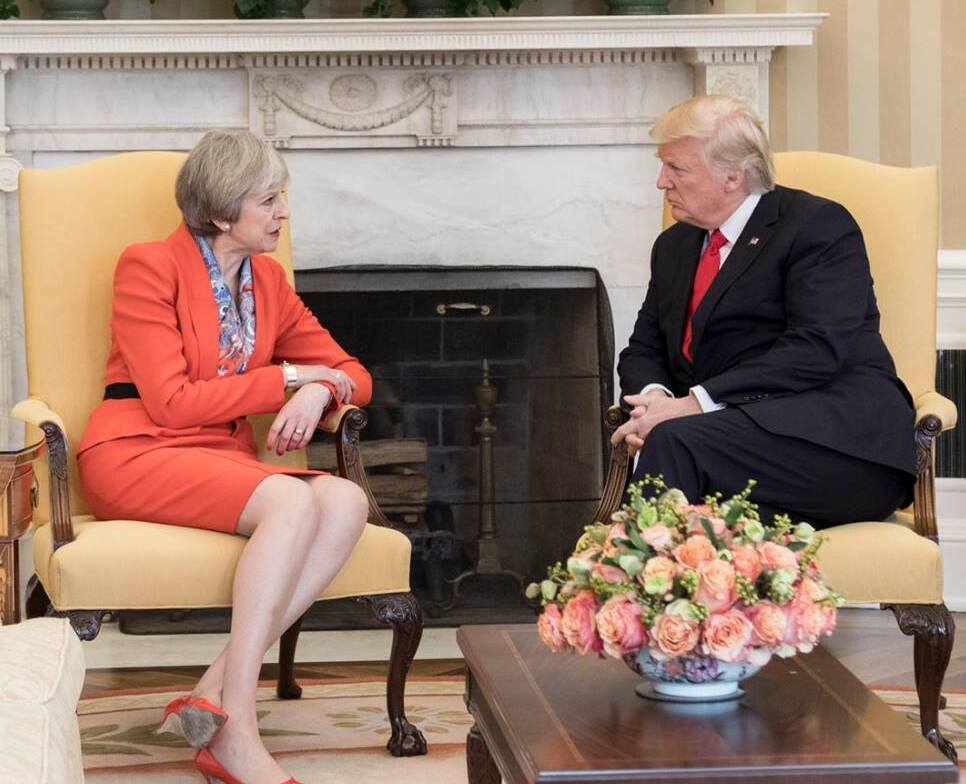
Trump y la primera ministra británica Theresa May en enero de 2017.

Durante la campaña, Trump manifestó su apoyo a los votantes británicos que votaron a favor de abandonar la Unión Europea. En una entrevista con Piers Morgan en mayo de 2016, Trump dijo que la retirada del Reino Unido no supondría ninguna diferencia para un posible acuerdo comercial bilateral entre el Reino Unido y Estados Unidos si llegara a ser presidente.
El 27 de enero de 2017, Trump se reunió con la primera ministra británica, Theresa May, la primera líder extranjera que lo visitó en la Casa Blanca. En la reunión Trump reiteró su apoyo a la participación de ambos países en la OTAN.
En noviembre de 2017, Trump retuiteó tres vídeos islamófobos publicados por Jayda Fransen, líder del partido británico de extrema derecha Britain First. El portavoz de Theresa May condenó a Trump y dijo: «El pueblo británico rechaza abrumadoramente la retórica prejuiciosa de la extrema derecha, que es la antítesis de los valores que representa este país: la decencia, la tolerancia y el respeto. Está mal que el presidente haya hecho esto». El líder laborista Jeremy Corbyn llamó a Trump «aborrecible, peligroso y una amenaza para nuestro país».
En julio de 2018, Trump se reunió con la reina Isabel II en el Castillo de Windsor.

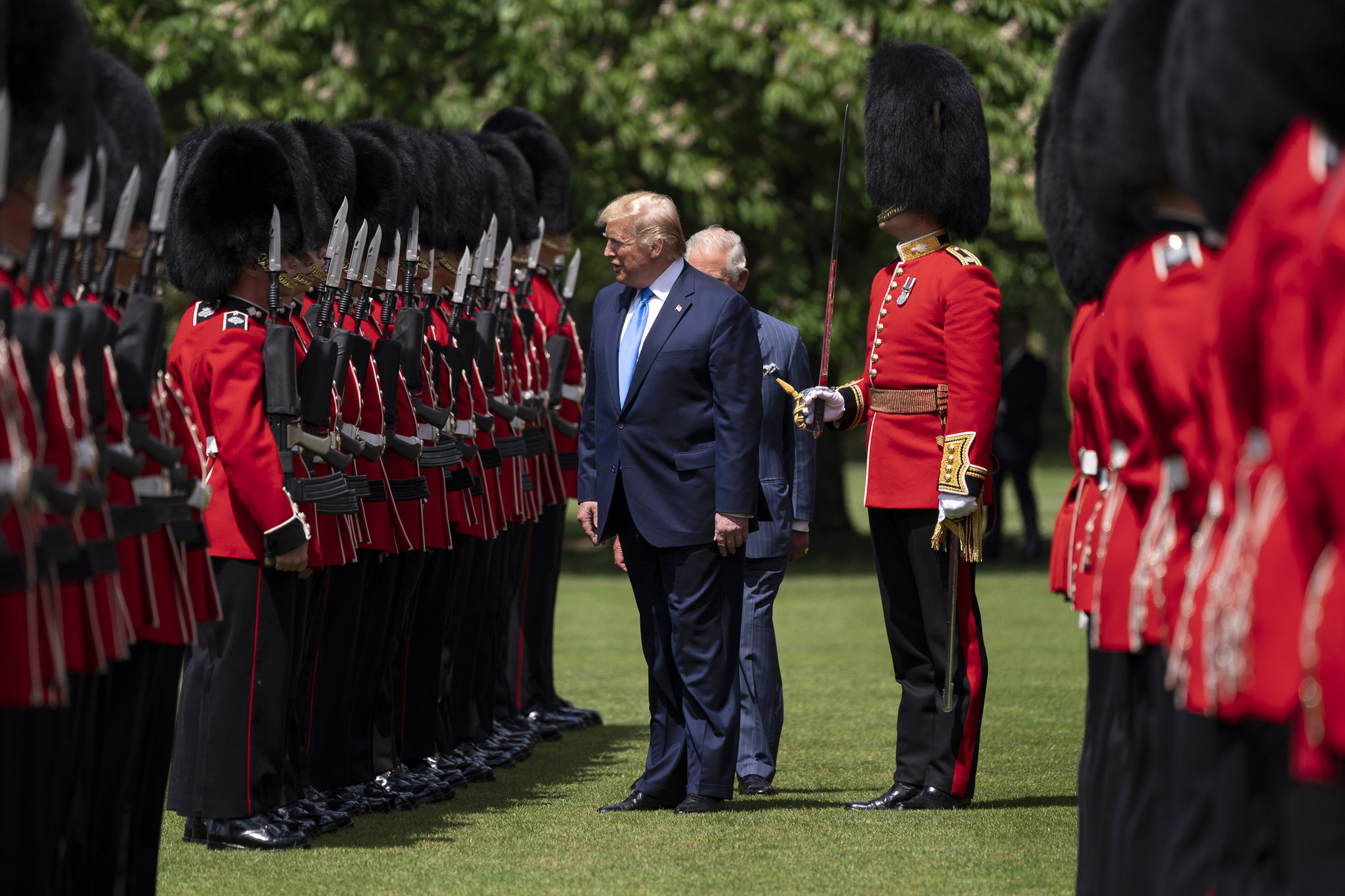
Trump y el entonces Príncipe de Gales inspeccionan el 1er. Batallón de Granaderos de la Guardia en el jardín del Palacio de Buckingham en junio de 2019.

En junio de 2019, Trump realizó una visita de estado al Reino Unido por invitación de la reina Isabel II.
El 7 de julio, semanas después de la visita de Estado de Trump al Reino Unido, cables diplomáticos filtrados revelaron evaluaciones negativas que el embajador del Reino Unido, Kim Darroch, hizo sobre Trump y su administración desde 2017, incluyendo calificar la presidencia de Trump de «diplomáticamente torpe e inepta» y afirmar que el presidente «irradia inseguridad», además de sugerir que no se pueden «descartar» afirmaciones no probadas de que Trump y su yerno Jared Kushner están endeudados «con turbios hombres de dinero rusos».
Posteriormente, Trump tuiteó que Darroch «no era querido ni bien considerado dentro de Estados Unidos» y que «ya no trataremos con él» y mostró consternación por el apoyo de la primera ministra Theresa May a Darroch en medio de la disputa diplomática. El 10 de julio, Darroch presentó su dimisión y escribió que «la situación actual me impide desempeñar mi función como me gustaría». Un portavoz del primer ministro dijo que el trabajo de un embajador era proporcionar «una visión honesta y sin adornos» de la administración estadounidense. Darroch no dejó su cargo hasta 2020.

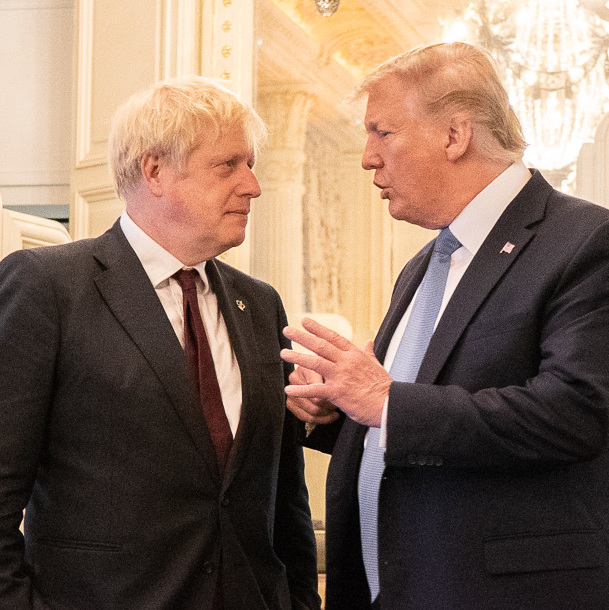
El presidente estadounidense Donald Trump junto al primer ministro británico Boris Johnson.

Donald Trump ha sido un aliado para la causa del Brexit (salida del Reino Unido de la Unión Europea) y de su mayor impulsor, Nigel Farage. Trump prometió al primer ministro Boris Johnson crear rápidamente un pacto de libre comercio con el Reino Unido una vez concretado el Brexit.

### Rusia
En la primera llamada telefónica de Trump con el presidente ruso Putin, que duró 60 minutos, Putin preguntó sobre la extensión del nuevo tratado START de reducción de armas nucleares entre Estados Unidos y Rusia, negociado por el presidente Barack Obama en 2010. Trump atacó el tratado, afirmando que favorecía a Rusia y era «uno de varios malos acuerdos negociados por la administración Obama».
El 6 de febrero de 2017, hablando con Bill O'Reilly en Fox News, Trump cuestionó la veracidad de la afirmación de O'Reilly de que «dentro de las 24 horas de su conversación telefónica con el líder ruso, las fuerzas prorrusas intensificaron la violencia en Ucrania». Dijo que «respetaba» a Putin y desestimó la declaración de O'Reilly de que Putin era un «asesino».
Como asesor de seguridad nacional de Trump, Michael T. Flynn fue un vínculo importante en las conexiones entre Putin y Trump en el «plan de paz de Ucrania», un plan no oficial «organizado fuera de los canales diplomáticos regulares... a instancias de los principales asesores del presidente Putin». Este plan, destinado a aliviar las sanciones impuestas a Rusia, pasó de Putin y sus asesores a los políticos ucranianos Andrey Artemenko, Felix Sater, Michael Cohen y Flynn, donde luego se lo habría presentado a Trump. El New York Times informó que Sater entregó el plan «en un sobre sellado» a Cohen, quien luego se lo pasó a Flynn en febrero de 2017, justo antes de su renuncia.
En febrero de 2017, tras su primera reunión con su homólogo ruso Sergey Lavrov, el Secretario de Estado Rex Tillerson dijo que Estados Unidos esperaba que Rusia «honrara su compromiso con los acuerdos de Minsk y trabajara para reducir la violencia en Ucrania». El mismo día, el Secretario de Defensa, James Mattis, declaró que Estados Unidos no estaba actualmente preparado para colaborar con Rusia en asuntos militares, incluidas futuras operaciones estadounidenses contra ISIS.
El 2 de agosto de 2017, Trump promulgó la Ley de contrarrestar a adversarios mediante sanciones, que impuso nuevas sanciones a Rusia.
Como presidente, Trump siguió abogando por la cooperación entre Estados Unidos y Rusia contra la organización terrorista Estado Islámico. En su primer encuentro directo con el presidente ruso Vladímir Putin, aprobó un plan de colaboración para un alto el fuego limitado en la guerra civil siria.

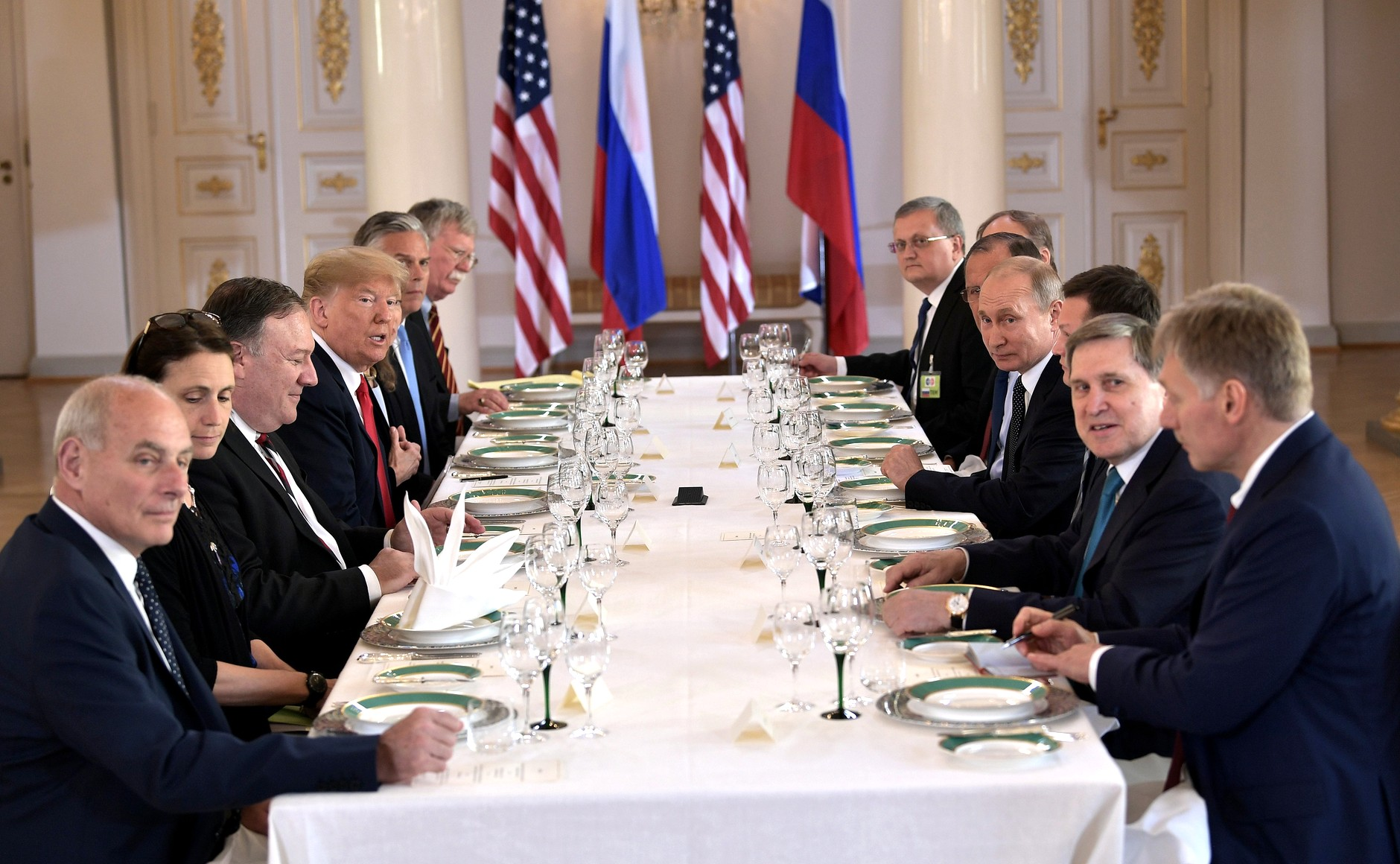
Conversaciones entre la delegación estadounidense encabezada por Trump y la delegación rusa encabezada por Putin en la cumbre en Helsinki el 16 de julio de 2018.

Trump se reunió con Putin en una cumbre en Helsinki el 16 de julio de 2018. Los dos líderes hablaron cara a cara durante dos horas, sin asistentes ni otras personas presentes, excepto dos traductores. No hubo una agenda definida y no se anunciaron acuerdos definitivos. Después de una conferencia de prensa conjunta al concluir la reunión, Trump generó duras críticas bipartidistas en Estados Unidos por parecer estar del lado de la negación de Putin de la interferencia rusa en las elecciones presidenciales de 2016, en lugar de aceptar las conclusiones de la Comunidad de Inteligencia de Estados Unidos.
En medio del continuo crecimiento de las fuerzas de misiles de China, Trump anunció en octubre de 2018 que retiraba a Estados Unidos del Tratado sobre Fuerzas Nucleares de Rango Intermedio debido al supuesto incumplimiento por parte de Rusia, una medida criticada por el exsecretario soviético Mijaíl Gorbachov, quien firmó el tratado en 1987 con el presidente estadounidense Ronald Reagan.
El 3 de mayo de 2019, Trump mantuvo una llamada telefónica de una hora y media con el presidente Putin desde la Casa Blanca. La embajada rusa afirmó que ambos discutieron «el compromiso compartido de intensificar el diálogo en diversas áreas, incluidas las cuestiones de estabilidad estratégica». Trump calificó la conversación como «positiva» y tuiteó que había «un tremendo potencial para una buena/gran relación con Rusia», y luego le confirmó a los periodistas las garantías de Putin de que Rusia no buscaba «involucrarse» en la crisis presidencial venezolana de 2019, a pesar de que sus asesores de seguridad nacional dijeran lo contrario. También discutieron la actividad de misiles de Corea del Norte, y Putin informó a Trump sobre las reuniones del 25 de abril con el líder norcoreano Kim Jong-un. Trump y Putin coincidieron en la importancia de la desnuclearización y la normalización de las relaciones en la península de Corea. El informe Mueller documentó los resultados de una investigación interna estadounidense sobre muchos vínculos sospechosos entre asociados de Trump y funcionarios y espías rusos.

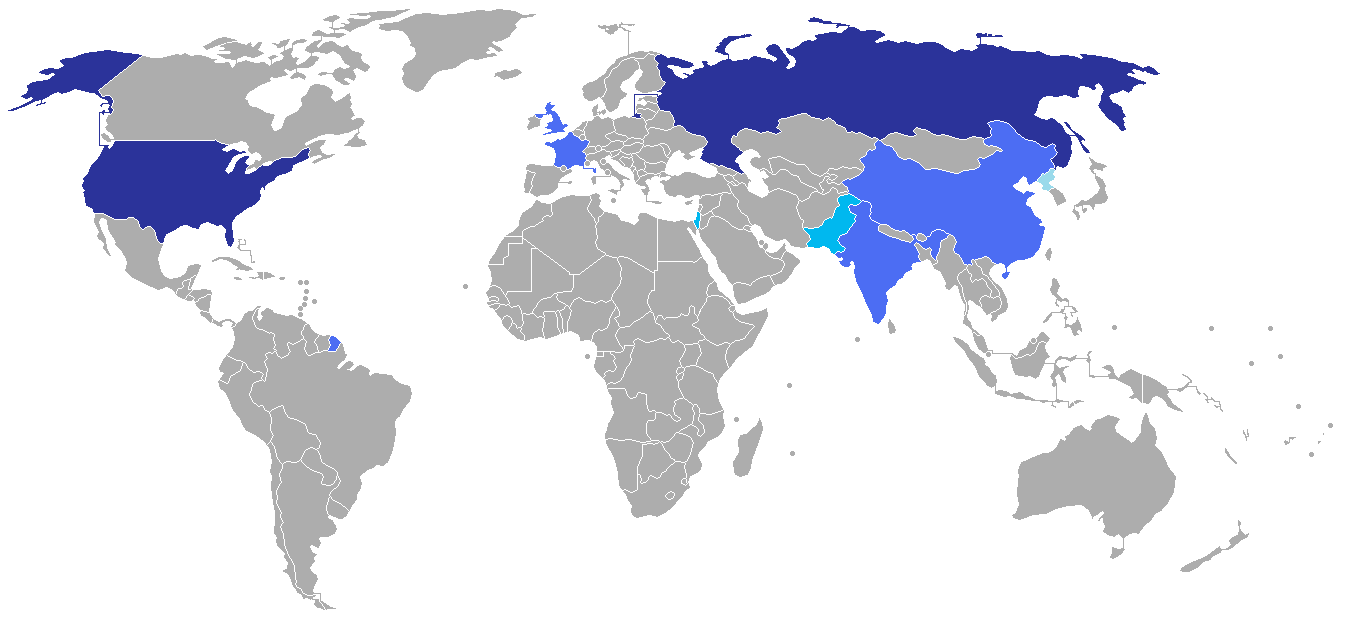
A principios de 2019, más del 90% de las 13.865 armas nucleares del mundo eran propiedad de Rusia y Estados Unidos.

En junio de 2019, el New York Times informó que piratas informáticos del Cyber Command de Estados Unidos implantaron malware potencialmente capaz de alterar la red eléctrica rusa.
Durante la cumbre del G7 de 2019 en Francia, Trump abogó unilateralmente porque se restableciera la membresía de Rusia en el G7 y dijo que tenía la intención de invitar a Vladímir Putin a la cumbre del G7 de 2020, que se celebrará en los EE. UU. Trump también echó parte de la culpa por la anexión de Crimea por parte de Rusia en 2014. a su predecesor, el presidente Barack Obama, diciendo que Obama «fue pura y simplemente burlado», y que «se podría haber detenido... pero el presidente Obama no pudo detenerlo, y es una lástima».
Trump dijo que el gasoducto Nord Stream 2 de Rusia a Alemania, propiedad de la rusa Gazprom, podría convertir a Alemania en un «rehén de Rusia». Las empresas involucradas en Nord Stream 2 fueron sancionadas por la administración Trump con la aprobación de la Ley de Autorización de Defensa Nacional para el año fiscal 2020 el 20 de diciembre de 2019.

#### Presunto programa ruso de recompensas
En junio de 2020, el New York Times informó que la inteligencia militar rusa había pagado recompensas a insurgentes vinculados a los talibanes por matar a soldados estadounidenses en Afganistán. Trump, su director de Inteligencia Nacional, John Ratcliffe, y su asesor de seguridad nacional, Robert O'Brien, dijeron que Trump no había sido informado «porque se trataba de inteligencia no verificada», pero más tarde se informó que Trump recibió un informe escrito sobre posibles recompensas rusas en un Informe diario del presidente de febrero de 2020, un documento que Trump a menudo no solía leer. En conversaciones posteriores con Putin, Trump nunca mencionó los informes sobre el programa de recompensas, diciendo que «ese es un tema que mucha gente dijo que era una noticia falsa». Algunos funcionarios de la Casa Blanca estaban al tanto de los informes de recompensas a principios de 2019.
La inclusión de los informes de recompensas en el Informe diario del presidente en la compilación de inteligencia clasificada de World Intelligence Review de la CIA demostró que los informes, obtenidos en parte de la información recopilada en redadas e interrogatorios de militantes islamistas capturados en la guerra de Afganistán, fue considerada creíble por los funcionarios de inteligencia estadounidenses. La Agencia de Seguridad Nacional (NSA), que se centra en la recopilación electrónica de inteligencia y se había mostrado escéptica respecto a fuentes humanas, «disintió firmemente» de las evaluaciones de la CIA y la Agencia de Inteligencia de Defensa de que el complot de recompensa es creíble y real.
Después de que el Consejo de Seguridad Nacional convocara una reunión sobre el asunto a finales de marzo de 2020, a los funcionarios de la Casa Blanca se les presentaron una serie de opciones, entre ellas realizar una protesta diplomática e imponer sanciones, pero Trump no autorizó ninguna acción. El general Kenneth McKenzie, comandante del Comando Central de Estados Unidos, dijo que no encontró ningún «vínculo causal» entre las recompensas reportadas y las muertes reales de militares estadounidenses. El secretario de Defensa, Mark Esper, y altos funcionarios militares, restaron importancia a los informes sobre un programa de recompensas; aunque la investigación militar seguía abierta para finales de diciembre de 2020.
Tras los informes de los medios sobre la participación de los talibanes en un supuesto programa de recompensas ruso, el Comité de Servicios Armados de la Cámara de Representantes votó el 1 de julio de 2020 abrumadoramente a favor de una enmienda a la Ley de Autorización de Defensa Nacional para el año fiscal 2021 (NDAA 2021) para restringir la capacidad de Trump para retirar las tropas estadounidenses de Afganistán. En una disposición de un proyecto de ley de asignaciones generales promulgado en diciembre de 2020, el Congreso presionó a los militares para que investigaran más a fondo los informes sobre «las actividades malignas de Rusia en Afganistán» y presentaran un informe al Congreso.
En abril de 2021, después de que terminó el mandato de Trump, el gobierno de EE. UU. informó que la comunidad de inteligencia estadounidense solo tenía «confianza baja a moderada» en las acusaciones del programa de recompensas.

### Serbia y Kosovo
El 4 de octubre de 2019 Trump nombró a Richard Grenell enviado presidencial especial para las negociaciones de paz entre Serbia y Kosovo. Después de meses de conversaciones diplomáticas facilitadas por Grenell, el 20 de enero de 2020, Serbia y Kosovo acordaron restablecer los vuelos entre sus capitales por primera vez en más de dos décadas. La administración Trump inició negociaciones diplomáticas que dieron como resultado el acuerdo de 2020 entre Kosovo y Serbia sobre la normalización de las relaciones económicas, que fue firmado por Aleksandar Vučić, presidente de Serbia, y Avdullah Hoti, primer ministro de Kosovo, en la Casa Blanca, en presencia de Trump el 4 de septiembre de 2020. El acuerdo abarcaba un tránsito más libre, mientras que ambas partes acordaron trabajar con el Export-Import Bank de los Estados Unidos y la Corporación Financiera de Desarrollo Internacional de los Estados Unidos y unirse a la Mini Zona Schengen, pero el acuerdo también incluía la Reubicación de la embajada de Serbia en Jerusalén, así como reconocimiento mutuo entre Israel y Kosovo.

### Turquía

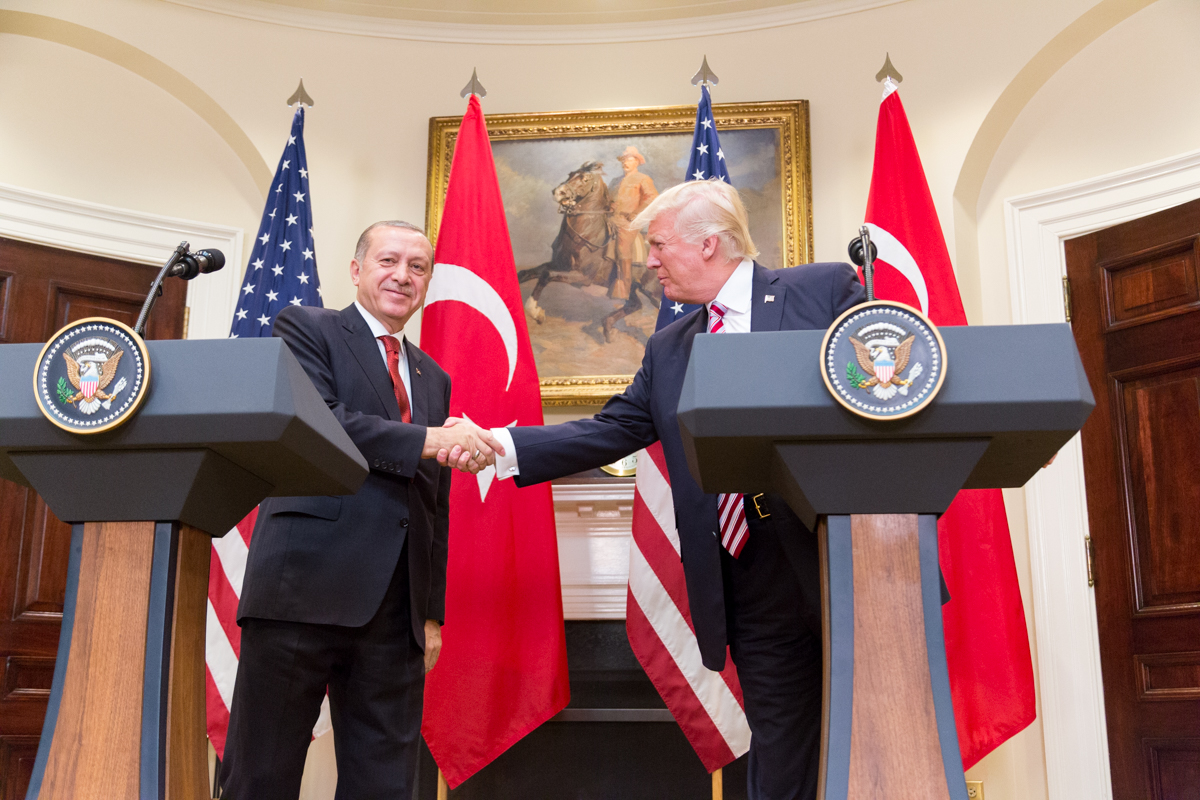
Trump y el presidente turco Recep Tayyip Erdoğan en mayo de 2017.

Durante la campaña, Trump elogió al presidente turco, Recep Tayyip Erdoğan, por su manejo del intento de golpe de 2016 en Turquía. Cuando se le preguntó si Erdoğan estaba aprovechando el intento de golpe para purgar a sus enemigos políticos, Trump no pidió al líder turco que respetara el estado de derecho ni ofreció otras advertencias de moderación. Dijo que Estados Unidos tenía que «arreglar nuestro propio desastre» antes de intentar cambiar el comportamiento de otros países.
Trump también declaró durante la campaña que creía que podía persuadir a Erdoğan para que intensificara sus esfuerzos contra ISIS. Cuando se le preguntó cómo resolvería el problema de los ataques turcos contra los kurdos que luchan contra ISIS, Trump respondió: «Reuniones».
Trump amenazó a Turquía con sanciones económicas por la detención del pastor cristiano evangélico Andrew Brunson. El 1 de agosto de 2018, la administración Trump impuso sanciones a los ministros de Justicia e Interior de Turquía.
En octubre de 2019, Trump ordenó al Pentágono que retirara las tropas estadounidenses del norte de Siria para permitir que Turquía extendiera la ocupación turca del norte de Siria, a pesar de que los combatientes kurdos que los turcos atacaron habían ayudado a Estados Unidos contra el Estado Islámico. Los funcionarios del Pentágono declararon que estaban «completamente sorprendidos» y «conmocionados» por la orden.

### Ucrania

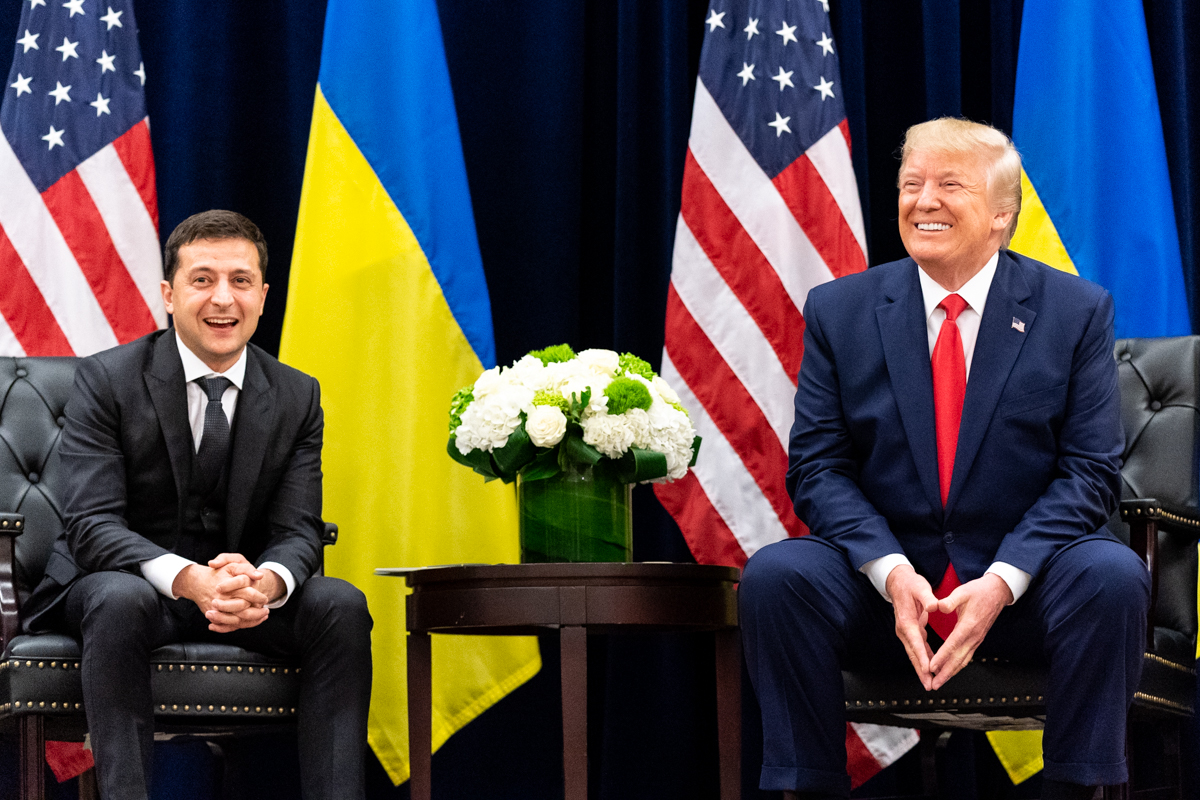
Trump y el presidente ucraniano Volodymyr Zelensky en septiembre de 2019.

En su discurso en la conferencia de Estrategia Europea de Yalta en septiembre de 2015, Trump criticó a Alemania y otros países europeos por no hacer lo suficiente para apoyar a Ucrania en su conflicto con Rusia, diciendo que los ucranianos «no están siendo tratados bien». Sin embargo, al principio de la campaña, Trump se opuso a la participación de Estados Unidos en la crisis ucraniana, describiendo a Crimea como «el problema de Europa»; en un mitin en julio de 2016, dio a entender que esa participación podría haber llevado a la Tercera Guerra Mundial y criticó a Alemania y otros países europeos por no hacer más para apoyar a Ucrania. Sin embargo, más adelante en la campaña afirmó que consideraría reconocer Crimea como territorio ruso. En febrero de 2017, Trump explicó que Rusia había tomado Crimea por la fuerza y cuestionó si Obama estaba siendo demasiado blando con Rusia.
En agosto de 2015 Trump declaró que no tenía opinión sobre la membresía de Ucrania en la OTAN y dijo que tanto la membresía como la no membresía serían «excelentes».
Al menos desde mayo de 2019, el abogado personal de Trump, Rudy Giuliani, estuvo presionando para que Volodymyr Zelensky, el nuevo presidente electo de Ucrania, investigara a la compañía petrolera Burisma, en cuya junta directiva se encuentra el hijo de Joe Biden, Hunter, así como para comprobar si hubo irregularidades en la investigación ucraniana sobre Paul Manafort. Dijo que tales investigaciones serían beneficiosas para su cliente, Trump, y que sus esfuerzos contaban con el pleno apoyo de Trump. Giuliani se reunió con funcionarios ucranianos para presionar sobre este caso en junio de 2019 y agosto de 2019. Mientras tanto, la Casa Blanca suspendió la distribución de 250 millones de dólares en ayuda militar a Ucrania que el Congreso había autorizado. El 11 de septiembre, la administración dijo que había liberado el dinero, incluso cuando el Congreso estaba contemplando proyectos de ley para forzar su liberación.
En septiembre de 2019, cuando surgieron informes sobre una denuncia de un denunciante contra Trump que podría involucrar a Ucrania, Giuliani admitió que había estado presionando al gobierno ucraniano para que investigara la conexión con Biden. En un tuit posterior pareció confirmar los informes de que Trump había retenido los fondos de asistencia militar para Ucrania como una forma de obligarlos a llevar a cabo las investigaciones. Dijo: «La realidad es que el presidente de los Estados Unidos, quienquiera que sea, tiene todo el derecho a decirle al presidente de otro país que es mejor que solucione la corrupción en su país si quiere que le dé mucho dinero. Si eres tan corrupto que no puedes investigar las acusaciones, nuestro dinero se desperdiciará».
El propio Trump habló con Zelensky por teléfono el 25 de julio de 2019 y, según The Wall Street Journal, instó a Zelensky «unas ocho veces» a trabajar con Giuliani e investigar al hijo de Biden. El 25 de septiembre, la administración publicó el memorando desclasificado de cinco páginas de la Casa Blanca sobre la llamada telefónica del 25 de julio, que muestra a Trump presionando repetidamente a Zelensky para que trabaje con Giuliani y el fiscal general de Estados Unidos, William Barr, en investigaciones sobre la familia Biden, así como sobre la empresa seguridad cibernética CrowdStrike. El 8 de junio de 2017 se lanzó un artefacto explosivo en la embajada de los Estados Unidos en Kiev. En 2019 Trump vendió a Ucrania armas más letales que las anteriores, incluidos misiles antitanque Javelin.

## Oceanía

### Australia

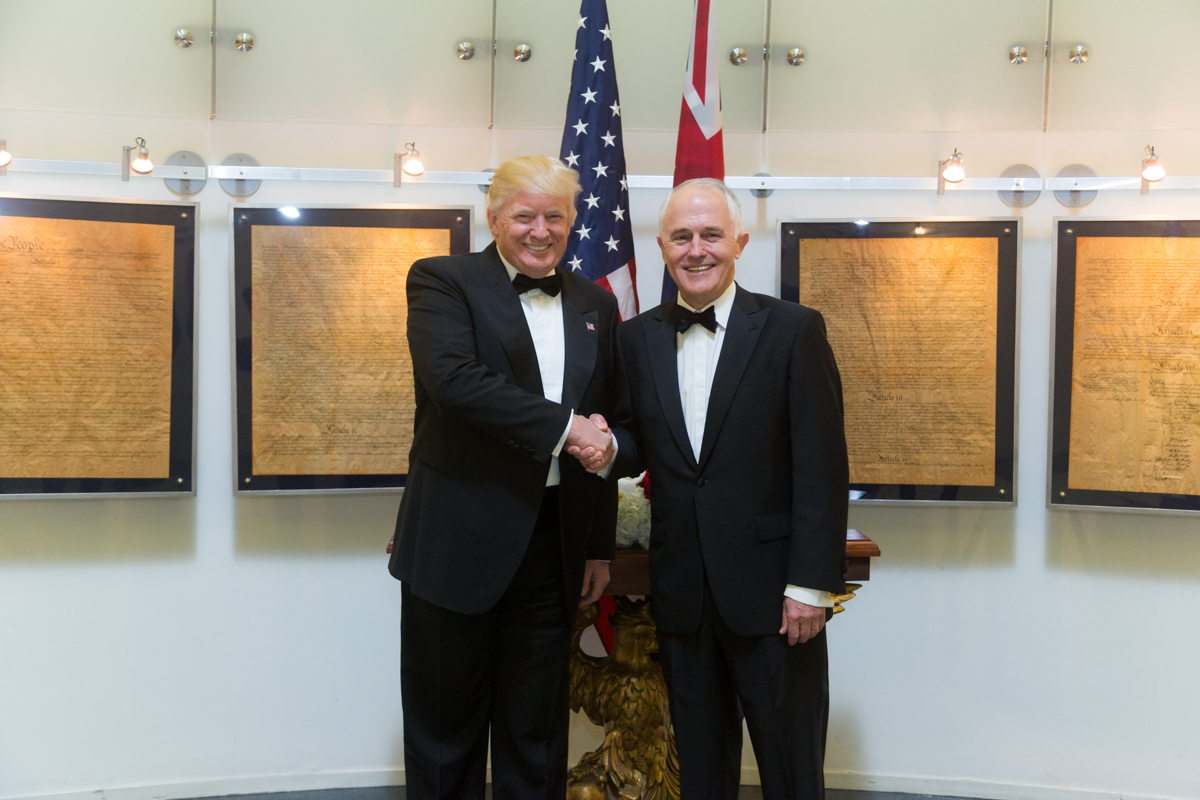
Trump y el primer ministro australiano Malcolm Turnbull en la ciudad de Nueva York en mayo de 2017.

Un informe de The Washington Post del 2 de febrero de 2017 afirmó que Trump reprendió al primer ministro Malcolm Turnbull y colgó 35 minutos antes de lo planeado por un acuerdo de reasentamiento de refugiados que el presidente Obama había hecho con Australia, donde Estados Unidos acordó recibir a 1.250 refugiados de campamentos en Nauru y la isla Manus. También se afirmó que Trump sugirió que Turnbull estaba intentando exportar los próximos bombarderos de Boston a Estados Unidos. Más tarde, ese mismo día, Trump explicó que, aunque respetaba a Australia, se estaban «aprovechando terriblemente» de Estados Unidos.
El embajador australiano Joe Hockey se reunió con Reince Priebus y Stephen Bannon al día siguiente, y Sean Spicer describió la llamada como «cordial». Reuters describió la llamada como «enconada», y The Washington Post dijo que era «la peor llamada de Trump con diferencia» con un líder extranjero. A pesar del desacuerdo sobre el reasentamiento de los refugiados, el vicepresidente Mike Pence, durante una visita a Australia en abril de 2017, afirmó que Estados Unidos respetará el acuerdo. La decisión fue vista como una señal positiva de compromiso por parte del primer ministro australiano.

## Organizaciones internacionales y acuerdos multilaterales
La administración Trump aplicó políticas unilateralistas en el extranjero en consonancia con la política de «Estados Unidos primero».

### Unión Europea

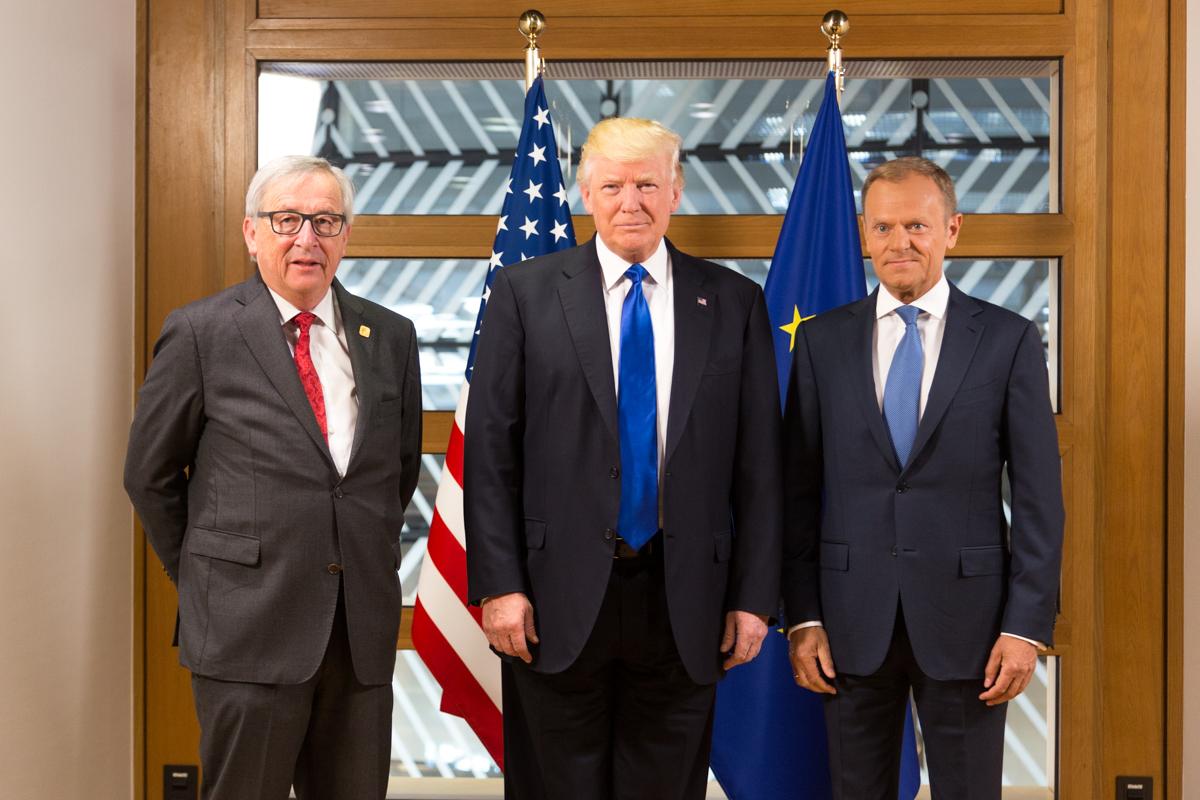
Trump con Jean-Claude Juncker (izquierda) y Donald Tusk (derecha) en Bruselas, antes del inicio de su reunión bilateral en mayo de 2017.

Trump fue más adversario de la Unión Europea que sus predecesores, considerando a la unión más como un competidor económico que como un socio en asuntos exteriores. Durante su campaña electoral de 2016, Trump dijo sobre la UE que «la razón por la que se unió fue como un consorcio para poder competir con Estados Unidos».
En una entrevista en enero de 2017 con Michael Gove del Times de Londres y Kai Diekmann de Bild, el presidente estadounidense Donald Trump criticó a la Unión Europea como «básicamente un vehículo para Alemania», afirmando que se trataba de un «error muy catastrófico» por parte de Angela Merkel admitir a un millón de refugiados, a quienes calificó de «ilegales». En una carta dirigida a 27 líderes europeos, Donald Tusk, presidente del Consejo Europeo, calificó estas «declaraciones preocupantes» y afirmó que la administración Trump parecía «cuestionar los últimos 70 años de política exterior estadounidense», colocando a la Unión Europea en una «situación difícil». La relación se agrió aún más cuando Jean-Claude Juncker dijo en broma que apoyaría la independencia del estado estadounidense de Ohio y de la ciudad de Austin, Texas, después de que Donald Trump respaldara el Brexit y alentara a otros países europeos a seguir su ejemplo.
En mayo de 2017, Angela Merkel se reunió con Trump. Las expresiones nacionalistas de Trump ya habían tensado las relaciones con varios países de la UE y otros aliados estadounidenses, hasta el punto de que, después de una cumbre de la OTAN, Merkel dijo que los europeos ya no pueden depender de la ayuda de Estados Unidos. Esto se produjo después de que Trump dijera que los alemanes eran «malos, muy malos» y amenazara con detener todo comercio de automóviles con Alemania.
En julio de 2018, Trump declaró en una entrevista con CBS que la Unión Europea es uno de los mayores enemigos de Estados Unidos a nivel mundial, citando «lo que nos hacen en materia comercial». Siguió esto con un tuit protestando por la multa de la UE a Google con 5,1 mil millones de dólares por una violación de las leyes antimonopolio, comentando que la UE continúa aprovechándose de los EE. UU.
En diciembre de 2019, Estados Unidos instó a los países europeos a incluir a Hezbolá en la lista negra. Su embajador en Alemania, Richard Grenell, pidió a estos países que incluyeran a Hezbolá como organización terrorista, después de que un contratista civil estadounidense muriera en un ataque con cohetes en la provincia iraquí de Kirkuk, que según el funcionario, involucraba a Kataeb Hezbolá.

### OTAN

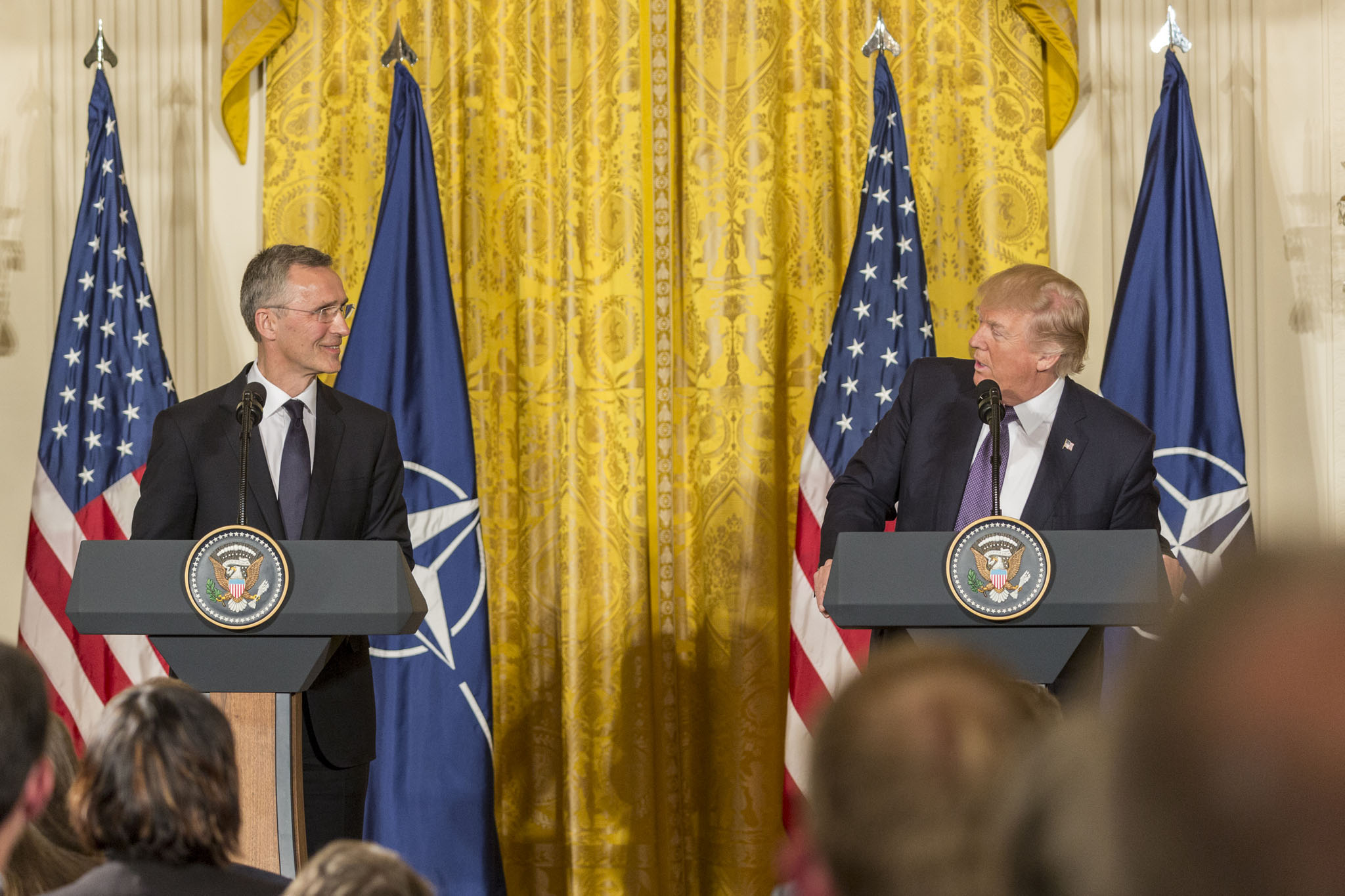
Trump y el secretario general de la OTAN, Jens Stoltenberg en abril de 2017.

Durante su campaña presidencial en marzo de 2016, Trump pidió «repensar» la participación estadounidense en la OTAN, afirmando que Estados Unidos pagaba demasiado para garantizar la seguridad de los aliados, que «la OTAN nos está costando una fortuna, y sí, estamos protegiendo a Europa con la OTAN, pero estamos gastando mucho dinero». Más adelante, en la misma entrevista, afirmó que Estados Unidos no debería «disminuir su papel» en la OTAN, sino más bien debería disminuir el gasto estadounidense en la organización. En una entrevista de julio de 2016, Trump «planteó explícitamente nuevas preguntas sobre su compromiso de defender automáticamente a los aliados de la OTAN», cuestionando si él, como presidente, extendería automáticamente las garantías de seguridad a los miembros de la OTAN. Cuando se le preguntó sobre un posible ataque de Rusia a los miembros bálticos de la OTAN, Trump afirmó que decidiría si acudiría en su ayuda sólo después de revisar si esas naciones «han cumplido con sus obligaciones para con nosotros».

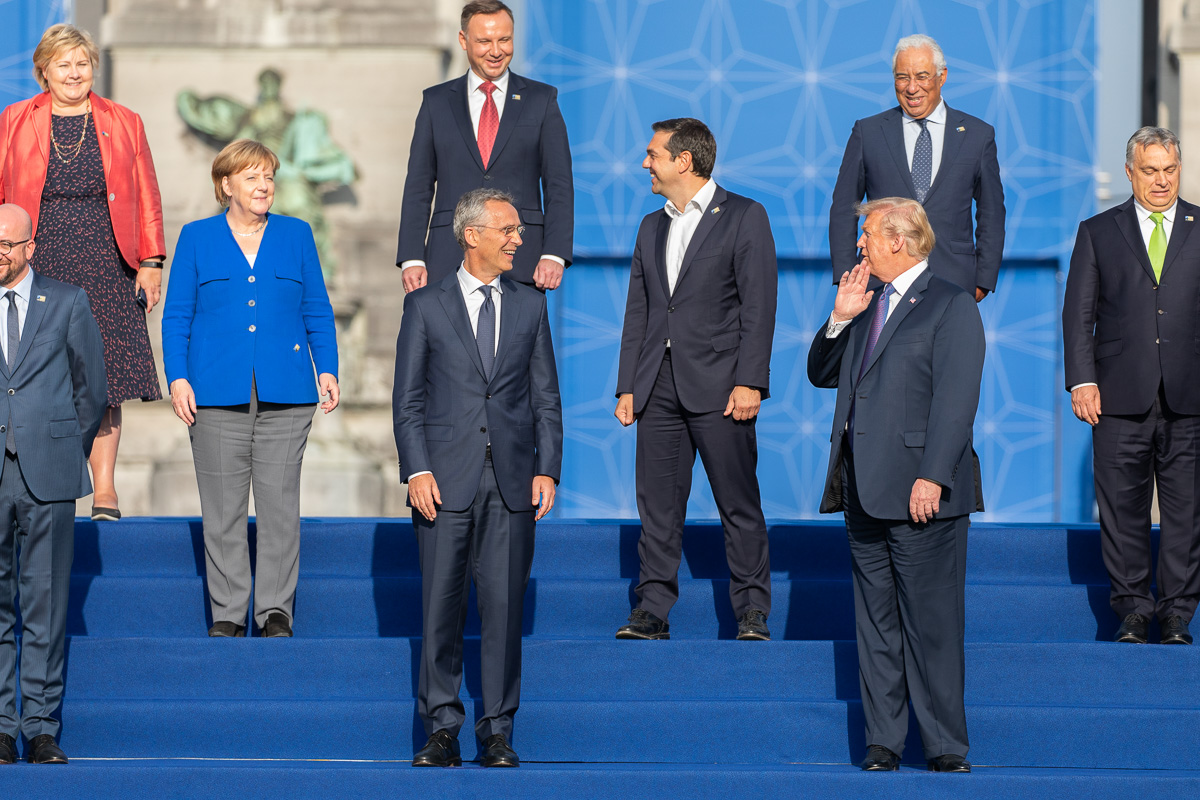
Trump hablando con Jens Stoltenberg en la Cumbre de la OTAN de 2018.

Como presidente, Trump dijo en un discurso de febrero de 2017 que Estados Unidos apoyaba plenamente a la OTAN, aunque continuó insistiendo en que los miembros de la OTAN no estaban pagando su parte justa como parte de la alianza. En marzo de 2017, Trump pidió a los aliados de Estados Unidos que aumentaran su compromiso financiero con su propia defensa o compensaran a Estados Unidos por proporcionarla, afirmando que Alemania y la OTAN debían «enormes sumas de dinero» a Estados Unidos para la defensa. En mayo de 2017, durante una visita a la nueva sede de la OTAN, Trump pidió a la OTAN que hiciera más para luchar contra el terrorismo y agregara la limitación de la inmigración a sus tareas. En el discurso no reafirmó explícitamente el compromiso de Estados Unidos con el Artículo V, que obliga a todos los miembros de la OTAN a responder a un ataque contra cualquier miembro. El portavoz de la Casa Blanca, Sean Spicer, reafirmó más tarde el compromiso de Estados Unidos con la defensa conjunta.
Haciendo referencia a los países que no habían gastado el mínimo del 2% de su PIB nacional en defensa para 2024, una directriz de la OTAN, Trump afirmó que «muchas de estas naciones deben enormes cantidades de dinero de años pasados». Si bien la mayoría de los miembros de la alianza aún no habían alcanzado el objetivo del 2%, los países no estaban en mora y «no debían nada» a los Estados Unidos ni a la OTAN. En abril de 2019, el secretario general Jens Stoltenberg restó importancia a las disputas con Trump y señaló en un discurso ante el Congreso que «hay diferencias» (señalando disputas sobre comercio, energía, política de cambio climático, el acuerdo nuclear con Irán y el reparto de cargas entre los aliados de la OTAN). Al señalar que los miembros de la OTAN estaban en camino de aumentar el gasto en defensa en hasta 100 mil millones de dólares, Stoltenberg dijo que «este ha sido el mensaje claro del presidente Trump y este mensaje está teniendo un impacto real».
Según John Bolton, hubo que convencer a Trump varias veces de que no abandonara la OTAN y retiraría a Estados Unidos de la OTAN si gobernara en un segundo mandato.

### ONU

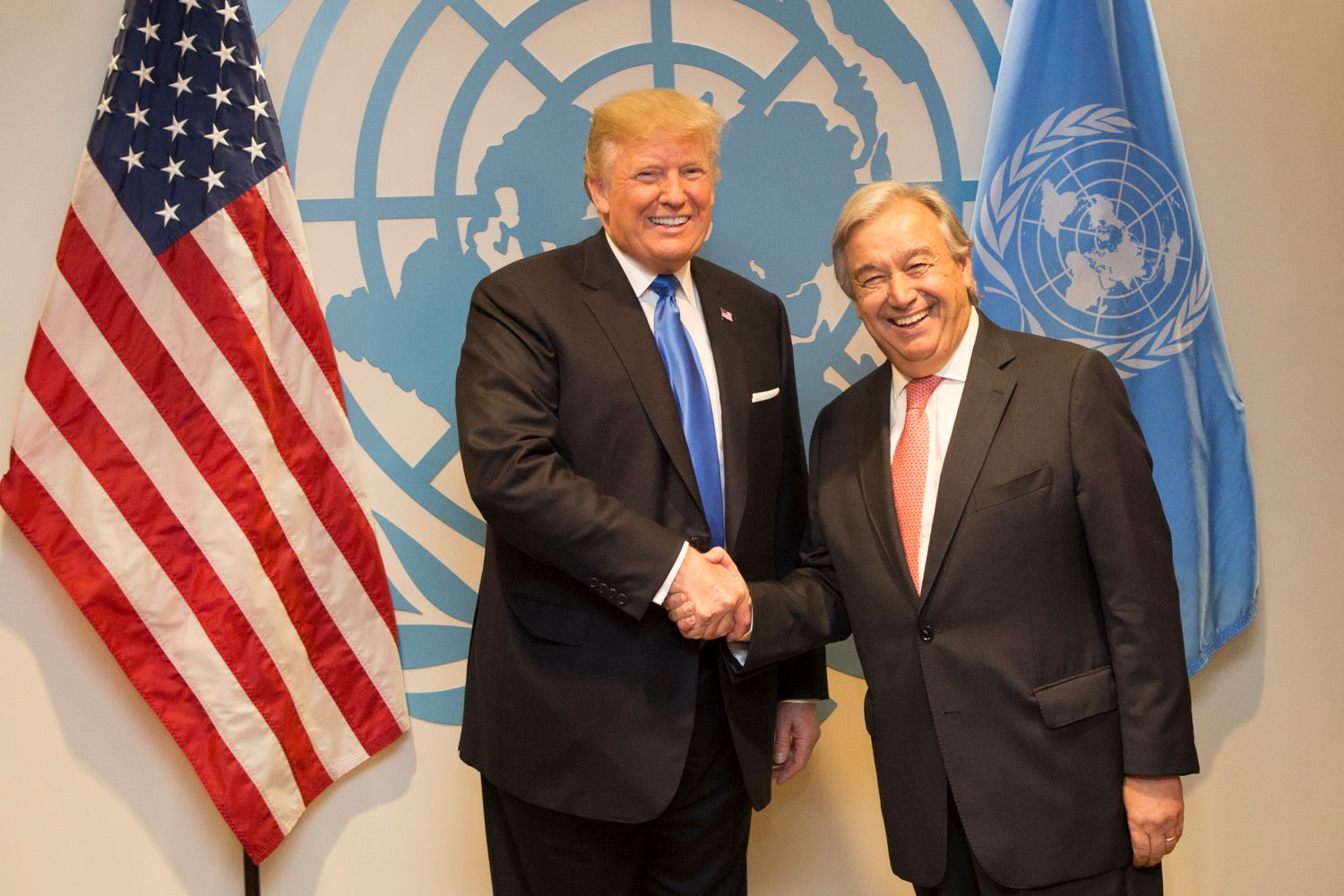
Trump y el secretario general de la ONU, António Guterres.

Durante la campaña, Trump criticó a las Naciones Unidas, diciendo que eran débiles, incompetentes y «no amigos de la democracia... la libertad... (de) Estados Unidos... (e) Israel». Al asumir el cargo, Trump nombró a Nikki Haley como embajadora de Estados Unidos ante las Naciones Unidas. El 25 de septiembre de 2018, Trump se dirigió a la Asamblea General de las Naciones Unidas en la ciudad de Nueva York . Después de alardear de que su administración había logrado más en dos años que casi cualquier otra administración estadounidense en la historia, su discurso fue interrumpido por risas de la Asamblea. Trump después afirmó que los diplomáticos se reían con él, y no de él.

### Acuerdo climático de París
En junio de 2017, Trump anunció que Estados Unidos se retiraría del Acuerdo de París para combatir el cambio climático. La retirada dejó a Estados Unidos como uno de los únicos países del mundo fuera del Acuerdo de París (que consolidó el compromiso voluntario de cada país de reducir las emisiones de carbono y apuntaba a mayores recortes de emisiones), y convirtió a Estados Unidos en el único país que se retiró del acuerdo después de firmar él. La retirada de Trump abandonó formalmente el objetivo del presidente Obama de reducir las emisiones estadounidenses en un 28% por debajo de los niveles de 2005 para 2025. La retirada de Estados Unidos entró formalmente en vigor el 4 de noviembre de 2020. La decisión de Trump de retirarse del acuerdo consternó a los líderes empresariales y aliados de Estados Unidos y fue condenada por los científicos, que advirtieron que la retirada de Estados Unidos profundizaría la crisis climática.

## Política comercial
Al anunciar su candidatura en junio de 2015, Trump dijo que su experiencia como negociador en empresas privadas mejoraría su capacidad para negociar mejores acuerdos comerciales internacionales como presidente. Trump se identificó como un «libre comerciante», pero fue ampliamente descrito como un «proteccionista». Trump describió a los partidarios del comercio internacional como «chupadores de sangre».
Las opiniones de Trump sobre el comercio trastocaron las políticas tradicionales del Partido Republicano que favorecían el libre comercio. Binyamin Appelbaum, en un artículo para el New York Times, resumió las propuestas de Trump como una ruptura con 200 años de ortodoxia económica. El escritor canadiense Lawrence Solomon describió la posición de Trump sobre el comercio como similar a la de los presidentes republicanos anteriores a Reagan, como Herbert Hoover (que firmó la Ley arancelaria Smoot-Hawley) y Richard Nixon (que se postuló con una plataforma proteccionista).
Una evaluación de la Comunidad de Inteligencia de Estados Unidos de enero de 2019 concluyó que las políticas comerciales y el unilateralismo de Trump habían «dañado» las alianzas tradicionales e inducido a los socios extranjeros a buscar nuevas relaciones.

### Comercio con China
Durante la campaña, Trump propuso un arancel del 45% sobre las exportaciones chinas a Estados Unidos para dar «a los trabajadores estadounidenses igualdad de condiciones».
Durante la campaña, Trump acusó a la República Popular China (RPC) de manipulación monetaria. Se comprometió a llevar a cabo acciones «rápidas, enérgicas e inequívocas» contra la piratería china, la falsificación de productos estadounidenses y el robo de secretos comerciales y propiedad intelectual estadounidenses. También condenó los «subsidios ilegales a las exportaciones y las normas laborales y ambientales laxas» de China. En enero de 2016, Trump propuso un arancel del 455 sobre las exportaciones chinas a Estados Unidos para dar a «los trabajadores estadounidenses igualdad de condiciones». Descartó posibles reacciones chinas, como la venta de bonos estadounidenses o la instauración de una guerra comercial, como improbables y sin importancia.

### Acuerdo Transpacífico de Cooperación Económica
Durante la campaña de 2016, Trump se opuso al Acuerdo Transpacífico que había negociado la administración Obama, calificándolo de «locura. Ese acuerdo no debe ser apoyado y no se debe permitir que suceda». Dijo que Estados Unidos estaba «regalando» concesiones a China. Días después de asumir el cargo, el 23 de enero de 2017, Trump se retiró del acuerdo propuesto, citando la necesidad de proteger a los trabajadores estadounidenses de la competencia de los trabajadores de países con salarios bajos. El acuerdo comercial internacional nunca entró en vigor.

### Organización Mundial del Comercio
Durante su campaña presidencial, Trump calificó a la Organización Mundial del Comercio (OMC) de «desastre». Dijo que si las empresas estadounidenses trasladaran sus operaciones de fabricación al extranjero, impondría aranceles del 15 al 35% sobre estos productos cuando se vendieran a los consumidores estadounidenses. Cuando se le informó que esto sería contrario a las reglas de la OMC, respondió «aún mejor. Entonces vamos a renegociar o nos vamos a retirar (de la OMC)».
Estados Unidos continuó siendo miembro activo de la OMC durante todo 2020.

## Seguridad sanitaria mundial

### Organización Mundial de la Salud

#### Prohibiciones de viajar por el COVID-19
A finales de enero de 2020, la administración Trump prohibió los viajes a Estados Unidos de ciudadanos de China, permitiendo el regreso de ciudadanos estadounidenses en el extranjero y de residentes legales en Estados Unidos.
El 11 de marzo, el presidente Trump anunció una prohibición de viajar a los extranjeros procedentes del Espacio Schengen, y posteriormente añadió a Irlanda y el Reino Unido a la lista. A diferencia de las prohibiciones de entrada de ciudadanos de China e Irán, estas fueron rescindidas por Trump y expirarían el 26 de enero de 2021.

## Política militar

### Financiamiento, preparación y supervisión
Durante los cuatro años fiscales de la administración Trump, la financiación militar estadounidense ascendió a unos 2,5 billones de dólares, unos 100.000 millones de dólares en fondos adicionales al año, pero el gasto fue menor que durante el primer mandato de Obama (2009-2013) cuando se utilizaron datos ajustados a la inflación.
En los primeros años de su presidencia, Trump buscó devolver la autoridad sobre las operaciones militares al Pentágono flexibilizando las reglas de enfrentamiento y reduciendo la supervisión de la Casa Blanca en la cadena de mando, un alejamiento de su predecesor. Aunque muchos miembros del ejército acogieron con agrado la simplificación de la toma de decisiones porque reducía la microgestión política y aumentaba la capacidad de respuesta militar y la flexibilidad del mando, también generó repetidas críticas por el marcado aumento de las bajas civiles en el extranjero. En 2020, Mother Jones informó que, bajo Trump, «el ejército estadounidense estaba siguiendo una estrategia que toleraba un mayor riesgo de derramamiento de sangre...» en Afganistán y que de 2016 a 2019, el número de civiles afganos asesinados por ataques aéreos internacionales aumentó en un 330%.
Después de 2017, las bajas civiles causadas por las fuerzas estadounidenses en Yemen aumentaron en «... el período de ataques más intenso en ese país por parte de cualquier presidente estadounidense desde 2001», según Airwars. En abril de 2017, después de aprobar por primera vez el uso del MOAB en el campo de batalla, Trump comentó: «Lo que hago es autorizo a mis militares... Les hemos dado autorización total y eso es lo que están haciendo y, francamente, por eso han tenido tanto éxito últimamente».

### Presencia en el extranjero
Bajo la administración Trump, hubo una modesta disminución en los niveles de tropas estadounidenses en Afganistán, Irak y Siria después de un aumento inicial. En octubre de 2020, había 4.500 tropas terrestres estadounidenses en Afganistán, 3.000 en Irak y 750 en Siria, lo que sumaba casi 10.000 en conjunto. Los esfuerzos de Trump para retirar tropas adicionales de Afganistán y Alemania fueron bloqueados por la Ley de Autorización de Defensa Nacional para el año fiscal 2021, que limitó su autoridad para retirar fuerzas de esos países. Trump vetó este proyecto de ley, pero el veto fue anulado.
Trump promocionó su legado de ser el primer presidente en décadas que no inició ninguna «nueva guerra», utilizando únicamente la legislación aprobada por administraciones anteriores para llevar a cabo intervenciones extranjeras en curso y guerras que heredó. La administración Trump incrementó los ataques con drones en Somalia y reforzó la presencia de tropas en Arabia Saudita y la región del Golfo Pérsico, particularmente durante la crisis del Golfo Pérsico contra Irán.
En febrero de 2020, la administración Trump firmó el Acuerdo de Doha, un acuerdo de paz con los talibanes para concluir la guerra en Afganistán y comenzar una retirada total de las tropas. En diciembre de 2020, Trump ordenó a AFRICOM retirar 700 tropas estadounidenses de Somalia, dispersándolas hacia otros países de África Oriental como Kenia y Yibuti.

## Política nuclear
Cuando se le preguntó en el foro de campaña de marzo de 2016 con Chris Matthews de MSNBC si descartaría el uso de armas nucleares, Trump respondió que la opción de usar armas nucleares nunca debería descartarse.

### Proliferación nuclear
Durante la campaña, Trump expresó su apoyo a que Corea del Sur, Japón y Arabia Saudita tengan armas nucleares si no estuvieran dispuestos a pagar a Estados Unidos por su seguridad. También lo consideró inevitable: «Va a suceder de todos modos. Es sólo una cuestión de tiempo. Van a empezar a tenerlos o impedimos eso por completo». El apoyo tentativo de Trump a la proliferación nuclear estaba en contradicción con décadas de consenso bipartidista estadounidense sobre el tema.

### Arsenal nuclear paquistaní
Durante la campaña, Trump criticó a Pakistán, comparándolo con Corea del Norte, llamándolo «probablemente el país más peligroso» del mundo y afirmando que las armas nucleares de Pakistán planteaban un «problema grave». Abogó por mejorar las relaciones con la India como un supuesto «control» a Pakistán. Dijo que su gobierno cooperaría plenamente con la India para lograrlo.
Hablando de Imran Khan en una cumbre bilateral, Trump dijo: «He oído que han logrado grandes avances. Y bajo este líder (es un gran líder) creo que quiere lograr grandes avances porque no hay solución en el otro sentido. El otro camino sólo conducirá a la muerte, al caos y a la pobreza. Es a todo lo que conducirá. Quiero decir, él lo entiende. Su primer ministro lo entiende».